# Histoire du monde occidental
 (mars 2019).
Si vous disposez d'ouvrages ou d'articles de référence ou si vous connaissez des sites web de qualité traitant du thème abordé ici, merci de compléter l'article en donnant les références utiles à sa vérifiabilité et en les liant à la section « Notes et références ».
En pratique : Quelles sources sont attendues ? Comment ajouter mes sources ?
Le terme de monde occidental peut prêter à confusion car il recouvre des réalités différentes selon les époques et selon des considérations politiques, culturelles, idéologiques, religieuses ou philosophiques. Il est donc intéressant de l’étudier dans une perspective historique.
Le monde occidental ou plus simplement l'Occident désigne, dans une vision classique, une aire culturelle qui se revendique comme l'héritière de la Grèce antique (pensée, science) et de la Rome antique (droit), héritage auquel se sont plus tard combinés des éléments de culture judéo-chrétienne catholique et protestante.
Dans cette acception du terme et de ce fonds culturel considéré comme le dénominateur commun aux pays « occidentaux », les racines de l'Occident moderne remontent ainsi à l'Antiquité. Cette aire culturelle trouverait son origine dans l'établissement de colonies par les cités de la Grèce Antique qui diffusèrent peu à peu leur civilisation sur tout le pourtour méditerranéen, avec la fondation de colonies comme par exemple Barcelone, Nice, Naples ou encore Marseille. C'est sous cette influence (quoique moins prégnante au départ que l'influence des autres peuples italiques tels que les Étrusques, qui donnèrent à la ville ses premiers rois et l'essentiel de sa population) que se développa progressivement la ville de Rome, jusqu'à former un vaste empire. En 395, Théodose II divisa administrativement l'Empire romain en deux parties, qu'il donna à deux de ses fils : l'Orient et l'Occident, marquant ainsi un début de divergence entre les deux parties de l'empire, divergence qui se trouvera scellée après la chute définitive de Rome et de l'Empire romain d'Occident en 476.
Cependant, il faut garder à l'esprit que le terme « monde occidental » a regroupé et regroupe encore des pays et peuples très différents selon les époques et selon les dogmes idéologiques en vigueur. Ainsi, alors que dans l'Antiquité les terres contrôlées par l'Empire romain ne dépassaient pas le Rhin et le bassin pannonien, au Moyen Âge on considère que l'Allemagne, les pays scandinaves, la Pologne, la Hongrie ainsi que les divers royaumes fondés sur les décombres de l'Empire romain d'Occident par des peuples germaniques tels que les Francs ou les Saxons font partie de ce monde occidental, l'Occident chrétien catholique, là où la Grèce orthodoxe par exemple se trouve rejetée, car faisant en outre toujours partie de l'Empire d'Orient. Durant la guerre froide, là encore la Pologne et la Hongrie, faisant désormais partie du bloc communiste, sont rejetées du monde occidental tandis que la Grèce le réintègre par exemple. Le monde occidental est donc une construction culturelle et idéologique avant tout, et en tant que telle les pays que ce terme recouvre ainsi que le sens à donner au terme Occident ont considérablement varié selon les époques et les trajectoires historiques des divers pays d'Europe.
Après une période de relatif déclin durant le Moyen Âge, l'Occident s'est plus fortement développé que le reste du monde avec la Renaissance, et la diffusion du capitalisme marchand, puis avec les Lumières du XVIIIe siècle en se libérant de l'influence de l'Église, avant d’atteindre son apogée avec la révolution industrielle du XIXe siècle, la colonisation européenne du monde et enfin avec les révolutions politiques du XXe siècle, qui ont instauré la laïcité à des degrés divers et la démocratie parlementaire dans l'intégralité des pays qui sont compris dans ce « monde » à l'heure actuelle.

## Antiquité (avant 500)
L’opposition Est-Ouest (Europe-Asie), bien qu'étant un produit du XIXe siècle (voir l'histoire du terme Occident), trouve ses racines dans l’Antiquité classique, avec les guerres médiques où les cités-états grecques s’opposaient à l'expansion de l’Empire achéménide. On retrouva ainsi l'archétype d'un despotisme oriental s'opposant à la Liberté des Grecs, ainsi que des auteurs comme Aristote l'ont formulé. Cependant, cette opposition n'était en rien systématique et exclusive. Ainsi, ce fut grâce au soutien perse que Sparte put gagner la guerre du Péloponnèse, le traité de paix étant d'ailleurs appelé paix du Roi (achéménide). De même, Xénophon racontera dans son Anabase l'expédition des Dix Mille qu'il mena pour tenter, sans succès, de placer sur le trône achéménide Cyrus le Jeune dont il loue les qualités et avec lequel il était probablement ami. Les relations étaient donc fortes entre l'Empire perse et les cités grecques, en dépit de mais aussi parfois du fait de la peur qu'inspirait la puissance de l'empire aux Grecs divisés.
À l’époque hellénistique, l’Empire séleucide, dans le sillage des conquêtes d'Alexandre le Grand, servit de trait d'union entre le monde méditerranéen et l'Orient, où l'on pouvait trouver des royaumes grecs (royaume gréco-bactrien,royaume du Bosphore) plus loin à l’est et jusqu’aux limites de la Scythie dans la steppe pontique vers le nord. À cette période, il existait des contacts culturels importants entre la Méditerranée et l'Orient, donnant naissance à des syncrétismes dans la religion (comme le gréco-bouddhisme, ou dans l'Égypte ptolémaïque entre traditions religieuses égyptiennes et grecques) mais aussi dans l'administration et l'organisation de l'état. Ainsi, les rois séleucides se faisaient appeler Grands Rois (ainsi que les Grecs appelaient le shahanshah perse) et gouvernaient leur royaume à l'aide de satrapes qui leur payaient un tribut. Avec l’évangélisation de l'Empire romain à partir du IVe siècle, le monde méditerranéen garda un lien fort avec l'Orient (en témoignent la diffusion et l'enracinement du Nestorianisme et d'autres chritsianismes orientaux), mais la rivalité politique devenue aussi religieuse entre l'Empire sassanide zoroastrien et l'Empire romain chrétien contribuèrent à l'affaiblissement progressif des liens entre les chrétiens orientaux et le reste de la chrétienté.

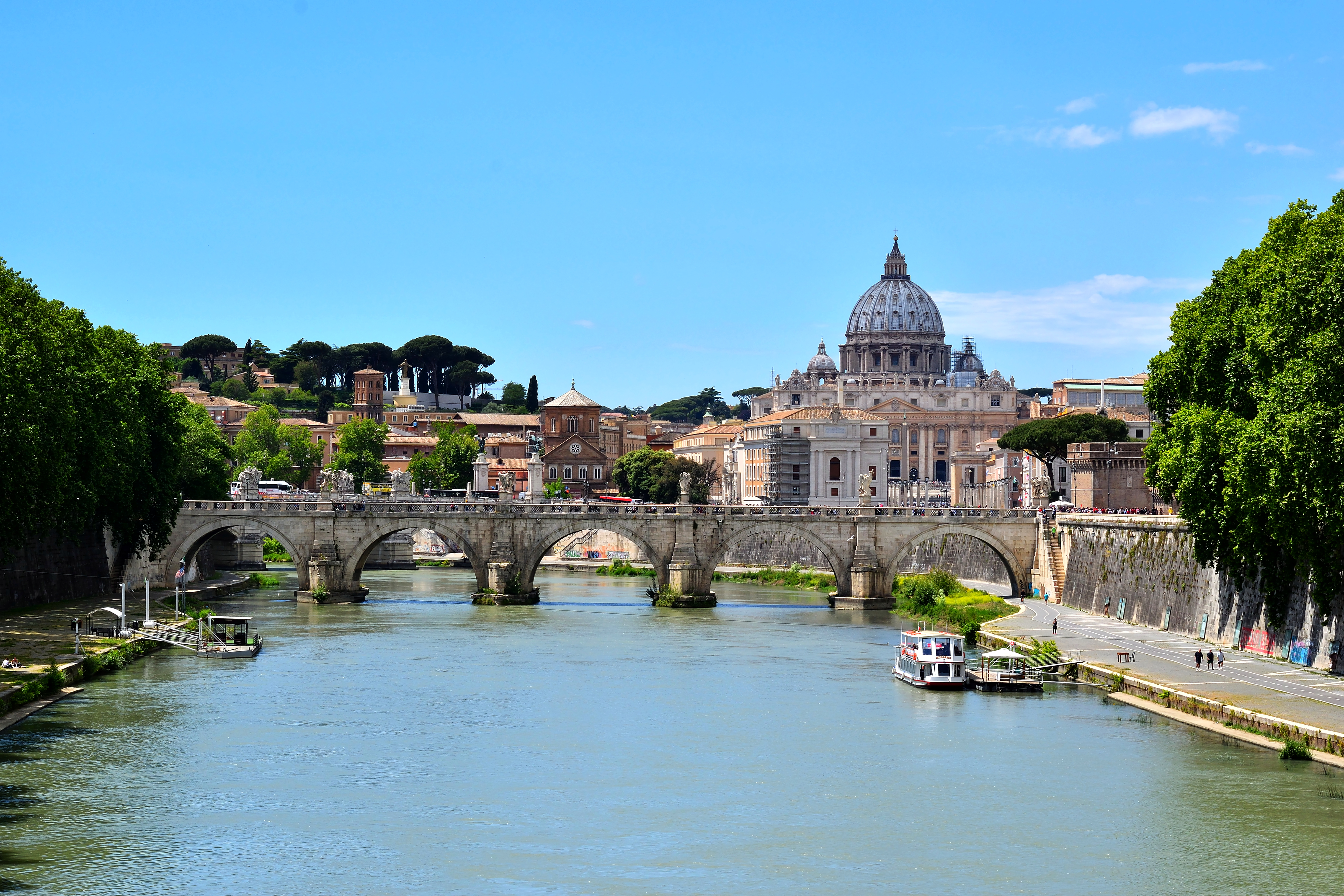

La basilique Saint-Pierre de Rome. Le christianisme est devenu la religion dominante du monde occidental après que l'empereur romain Théodose Ier par l’Édit du 28 février 380, dit l'édit de Thessalonique, a imposé le christianisme comme seule religion permise dans l’Empire romain.
La division de l'Europe en une partie Occidentale (latine) et une partie Orientale (grecque) a été préfigurée par la division de l'Empire romain sous le règne de Théodose Ier en 395. L’évolution du christianisme a suivi des itinéraires divergents dans ces deux régions dès les premiers temps, sur des questions liturgiques ainsi que sur la répartition des sièges épiscopaux entre membres de la Pentarchie principalement, mais le Grand Schisme consacrant la séparation finale du christianisme entre l’Église catholique romaine et l’Église orthodoxe s'est produit seulement au XIe siècle.
En 476, au terme d'un démembrement ayant débuté au début du siècle, l’Empire romain d'Occident, recouvrant dans sa partie européenne approximativement l’Italie, la France, l’Espagne, le Portugal et l’Angleterre, a disparu pour des raisons résultant de la combinaison d’un déclin économique, de l'incapacité de ses derniers dirigeants et d’une réduction considérable de sa puissance militaire. Sa défense reposant principalement sur l'emploi à grands frais de Peuples fédérés, son effondrement quand ceux-ci ont fui l'avancée des Huns d'Attila et sont venus s'installer dans les provinces de l'empire a permis son démembrement progressif entre différentes tribus barbares originaires du Sud de la Scandinavie et de ce qui correspond à l'heure actuelle au Nord de l’Allemagne moderne. Selon de nombreux auteurs, les principales causes de la chute d'un empire sont internes, les conflits économiques, religieux ou politiques responsables de divisions au sein du pays diluant sa force et le rendant plus vulnérable aux agressions extérieures. Les défaites militaires et la crise économique peuvent également contribuer à l'effondrement de l'empire, tout comme elles en sont souvent le symptôme. L’Angleterre, abandonnée à elle-même au Ve siècle, a été envahie par plusieurs peuples germaniques, notamment les Angles et les Saxons durant le VIe siècle. Les Gaules (dont le territoire couvrait ce qui forme aujourd'hui la France, la Belgique et une partie de la Suisse) et la Germanie inférieure (comprenant approximativement les Pays-Bas et la rive gauche du Rhin), ont été occupés par les Francs, les Burgondes et les Wisigoths, la Péninsule Ibérique a été envahie par les Wisigoths et les Suèves, et l'Italie conquise par les Ostrogoths aux Hérules qui avaient fait chuter l'empire. À la division administrative entre les deux empires romains, celui d'Occident et celui d'Orient, se rajouta donc une division politique, l'Empire byzantin se retrouvant seul survivant des grandes invasions et se trouvant face à une multitude de nouveaux royaumes fondés par les fossoyeurs de son frère jumeau qui s'étaient partagé son immense empire, mais également religieuse car les Wisigoths et Ostrogoths étaient ariens et donc hérétiques aux yeux des autres chrétiens tandis que les Francs, les Saxons et plusieurs autres, bien qu'ayant abandonné rapidement le paganisme, restaient quasiment autonomes vis-à-vis du patriarcat œcuménique de Constantinople.

## Début du Moyen Âge (500-1000)
Vers l'an 500, Clovis Ier, roi des Francs, est devenu chrétien et a unifié presque toute la Gaule sous son autorité, avant qu'elle ne soit divisée entre ses fils à sa mort pour une longue guerre fratricide qui dura près de deux siècles. Plus tard au cours du VIe siècle, l'Empire romain d'Orient a restauré son autorité dans la totalité de l'Italie et sur une petite partie de l'Espagne. Des missionnaires envoyés depuis l'Irlande et par le pape ont contribué à convertir l'Angleterre au christianisme au VIe siècle, et ainsi, d’instaurer la foi chrétienne chalcédonienne comme religion dominante en Europe occidentale.

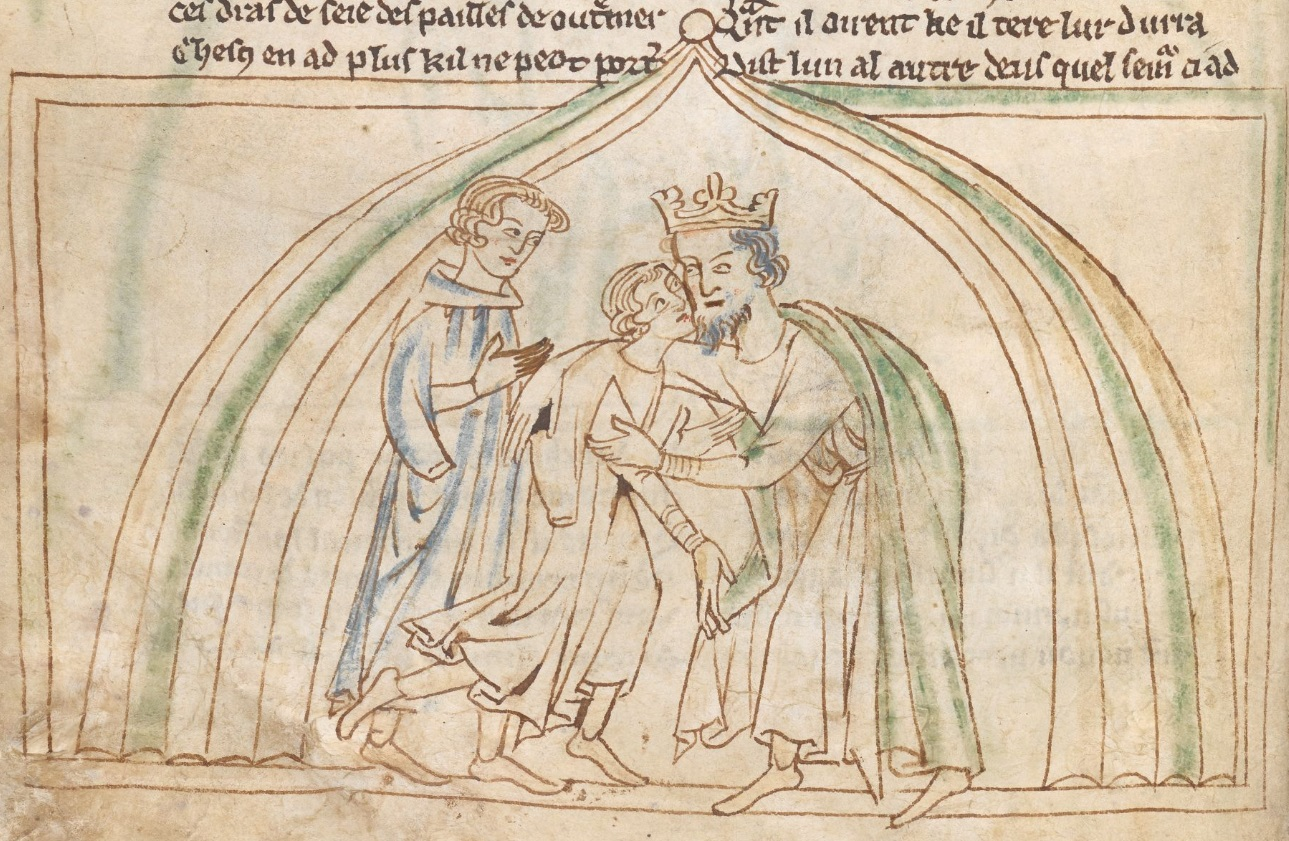
Charlemagne embrasse Roland.
Chanson d'Aspremont, British Library, Lansdowne Ms. 782, XIIIe siècle.

L’Europe vers l'an mille.

Au VIIe siècle l'Islam a été fondé en Arabie. Un empire islamique s’est établi peu de temps après et s'est rapidement étendu au Moyen-Orient et en Afrique du Nord, ainsi qu'en Europe avant d'être arrêté à Poitiers et à Constantinople au VIIIe siècle. Au début du huitième siècle, la quasi-totalité de la péninsule Ibérique et la Sicile sont ainsi tombées aux mains des musulmans, d'où ils pillèrent Rome en 747. À cette époque, « l'Occident » tel que nous le considérons aujourd'hui s'est donc partagé religieusement, avec d'un côté les royaumes francs, le Nord de l'Espagne, l'Italie, la Germanie et les
Îles Britanniques qui suivaient le pape de Rome tout juste affranchi de la tutelle de l'exarchat de Ravenne, de l'autre les chrétiens orthodoxes de l'Empire byzantin, et au Sud l'Islam encore unifié sous les Omeyyades. Cette situation fut propice à une radicalisation du discours religieux en Occident, le thème de la libération de la « terre sainte » et de la lutte contre les « infidèles » qui menaceraient la chrétienté catholique est ainsi demeuré un sujet majeur de toute l'histoire de l'Occident médiéval, thème qui a alimenté de nombreuses croisades : contre les musulmans (avec la Reconquista également), mais aussi contre les païens de l'Est et du Nord du continent avec les croisades baltes et même contre les chrétiens orthodoxes avec la quatrième croisade, alimentant et justifiant de nombreuses guerres.
Outre sur la question religieuse, l'Ouest du continent européen s'individualise sous le règne de Charlemagne (« Charles le Grand » en français), qui est devenu roi des Francs puis empereur romain d'Occident en 800. Il a conquis les basses terres (devenues aujourd'hui la Belgique, les Pays-Bas et le Luxembourg), l’Allemagne et le nord et le centre de l’Italie, tout en établissant une marche militaire en Espagne sur ce qui correspond à l'Aragon. Son pouvoir temporel est tel qu'il est à même d'obtenir en 800 que le pape Léon III le couronne empereur, en lui accordant en retour des terres en Italie permettant au pape de s'affranchir définitivement de la tutelle de Constantinople. Sous son règne, ses sujets venant de terres non chrétiennes comme l'Allemagne, ont été convertis au christianisme et se placèrent sous l'autorité du pape. Après son règne et celui de son fils Louis le Pieux, l'empire qu’il avait créé a été divisé entre ses descendants en plusieurs royaumes aux frontières instables et perpétuellement en guerre les uns contre les autres pour le titre d'empereur. Le plus puissant d'entre eux resta cependant la Francie occidentale (de Francia qui signifie « pays des Francs »), qui fut à même de réclamer la couronne impériale sous Charles le Chauve et son fils Charles le Gros avant de la perdre à sa mort avec une nouvelle division de l'empire. Mais le symbole demeura, et l'héritage du bref empire de Charlemagne conservera un rôle structurant pour l'Europe de ce début du Moyen Âge. Ainsi, le roi de Germanie Otton Ier du Saint-Empire, après avoir conquis le royaume d'Arles, la Lotharingie et l'Italie, fut à même de fonder le Saint-Empire romain germanique en se faisant couronner roi des Romains en 932, refondant ainsi le grand empire de Charlemagne amputé de ce qui devint par la suite le royaume de France, empire qui dominera la politique temporelle et spirituelle de l'Europe catholique jusqu'au XIVe siècle.
À partir de la fin du huitième siècle, les Vikings ont commencé à attaquer les villes et les villages d'Europe. Les Danois partirent à l'Ouest, les Suédois à l'Est. Finalement, ils sont passés du pillage à la conquête et ont envahi en partie l'Irlande et les îles écossaises, la plus grande partie de l'Angleterre (désignée sous le nom de Danelaw et du nord de la France (Normandie), d'où ils repartirent plus tard après avoir été christianisés pour conquérir l'Angleterre avec Guillaume le Conquérant, le Sud de l'Italie sous Robert Guiscard et l'Achaïe.
Ces occupations n’ont cependant pas été faciles à pérenniser. En 954, Alfred le Grand a chassé les Vikings d'Angleterre, royaume que son petit-fils Æthelstan a réuni sous sa domination avant que Knut le Grand ne revienne la placer sous le joug viking, avant de la perdre à nouveau sous Édouard le Confesseur. Ce furent en fin de compte les Normands, descendants des vikings de Rollon, qui finirent par s'imposer en Angleterre deux siècles après le règne d'Alfred le Grand. Le règne des Vikings en Irlande, circonscrit à la région de Dublin, s’est quant à lui rapidement terminé. En Normandie, les Vikings ont adopté la culture et la langue française, sont devenus chrétiens, avant d'être peu à peu absorbés par la population indigène. La christianisation et la pacification des Vikings s'est achevée au début du XIe siècle, où la Scandinavie a été divisée en trois royaumes, la Norvège, la Suède et le Danemark qui tous étaient devenus des États chrétiens. Au XIe siècle les explorateurs normands ont atteint l’Islande, le Groenland, et même l’Amérique du Nord, toutefois, seule l'Islande a été occupée durablement par les Scandinaves.
Dans les années 900 un autre groupe de nomades guerriers a ravagé l'Europe, les Magyars qui ont fini par s'installer dans ce qui est aujourd'hui la Hongrie après en avoir chassé la Grande-Moravie et la Germanie qui l'avaient prise aux Avars, d'autres nomades. Convertis au christianisme sous saint Étienne de Hongrie, ils devinrent les ancêtres du peuple hongrois.
Les Polonais, un peuple slave de l’ouest, ont formé un État unifié au cours du Xe siècle et ont également adopté le christianisme à la même époque, mais la plupart des Polonais ne se sont convertis qu’au XIe siècle avec Boleslas Ier de Pologne.
Outre la religion et la politique, dès le début du deuxième millénaire de notre ère, l'Occident s'est affirmé linguistiquement en trois grands groupes, dont la répartition des locuteurs a peu varié depuis. Le groupe des langues romanes, dérivées du latin, la langue des Romains, celui des langues germaniques et celui des langues celtiques. Les langues Romanes les plus parlées étaient le français, l’italien, le portugais et l’espagnol. Les quatre langues germaniques les plus parlées étaient l’anglais, l’allemand, le néerlandais et le danois. L’irlandais et le gaélique écossais étaient deux des langues celtes les plus parlées dans les îles Britanniques.

## Moyen Âge central (1000-1300)

### L'aboutissement du féodalisme
Vers l'an 1000 le système de la féodalité s'est stabilisé pour prendre sa forme la plus aboutie avec la disparition des derniers Carolingiens. Ce système politique et économique tirait son origine des dons de terres en apanage utilisés par les monarques carolingiens pour s'assurer la loyauté des grands du royaume et de leurs troupes face à leurs frères et autres membres de leur famille qui s'étaient partagé l'empire. À l'origine non héréditaires, ces dotations le devinrent peu à peu du fait de la concurrence accrue entre les derniers Carolingiens. Avec leur renversement progressif dans leurs royaumes au cours du Xe siècle, de nouvelles familles nobles accédèrent au trône, alors même que les autres avaient juré fidélité à la dynastie de Charlemagne au moment de l'octroi des terres. L'enracinement des nouvelles dynasties passa donc par la confirmation des droits des grands du royaume en leurs terres, qui échappèrent à la zone de contrôle direct du souverain (le domaine royal) et purent y exercer en toute indépendance la justice.
Ce système mena donc à un ordre social nouveau. Au sommet de la société se situait le monarque, qui donnait des terres aux plus grands nobles en échange de leur allégeance, les pairs de France. Ces grands nobles donnaient ensuite certaines de leurs terres à d'autres vassaux (portant le titre de comtes, mais le plus souvent de barons) qui servaient comme chevaliers pour défendre leur suzerain. Ces vassaux pouvaient avoir eux-mêmes d'autres vassaux, appelés souvent vavasseurs du fait de leur importance moindre. Chaque seigneur, et le roi parmi eux, avait donc à sa disposition dans l'ost, l'armée féodale, à la fois les troupes de ses vassaux directs (le ban) et au besoin celles de ses vassaux indirects (l'arrière-ban). Assujettis au seigneur de leurs terres on trouvait les paysans libres ou les serfs, qui fournissaient la nourriture requise pour entretenir les gens en armes qui vivaient sur le domaine et défendaient le château. Dans ce système reposant avant tout sur l'agriculture, les villes avaient un statut particulier. Certaines, à l'instar des Cités libres du Saint-Empire, jouissaient de privilèges fonciers et ne rapportaient qu'au souverain. D'autres, comme Bordeaux, Paris ou Toulouse, servaient de capitales permanentes ou temporaires aux grands du royaume et au souverain.
Le système féodal a prospéré aussi longtemps que les différents rois ont eu besoin de la protection des nobles contre les invasions et pour leurs projets de conquête. À la fin XIe siècle, le système féodal a décliné en même temps que les frontières se stabilisaient et que les nouvelles dynasties au pouvoir (Capétiens, Franconiens cherchèrent à recentraliser le pouvoir pour s'imposer face à des nobles trop sûrs de leur force. Il resta cependant fort en Espagne jusqu'à la fin de la période, car la Reconquista exigeait des armées toujours plus importantes pour permettre aux royaumes chrétiens ruraux mais fortement militarisés (royaume de Léon, royaume de Castille, royaume d'Aragon, comté de Barcelone principalement) de refouler les taïfas arabes et berbères qui étaient plus riches, plus prospères, mais ayant recours à des mercenaires coûteux et déloyaux (à l'instar d'Almanzor) et à l'intervention de puissances étrangères (Almohades, Almoravides) plutôt qu'à des levées féodales pour se défendre.

### L'affirmation de l'Église catholique

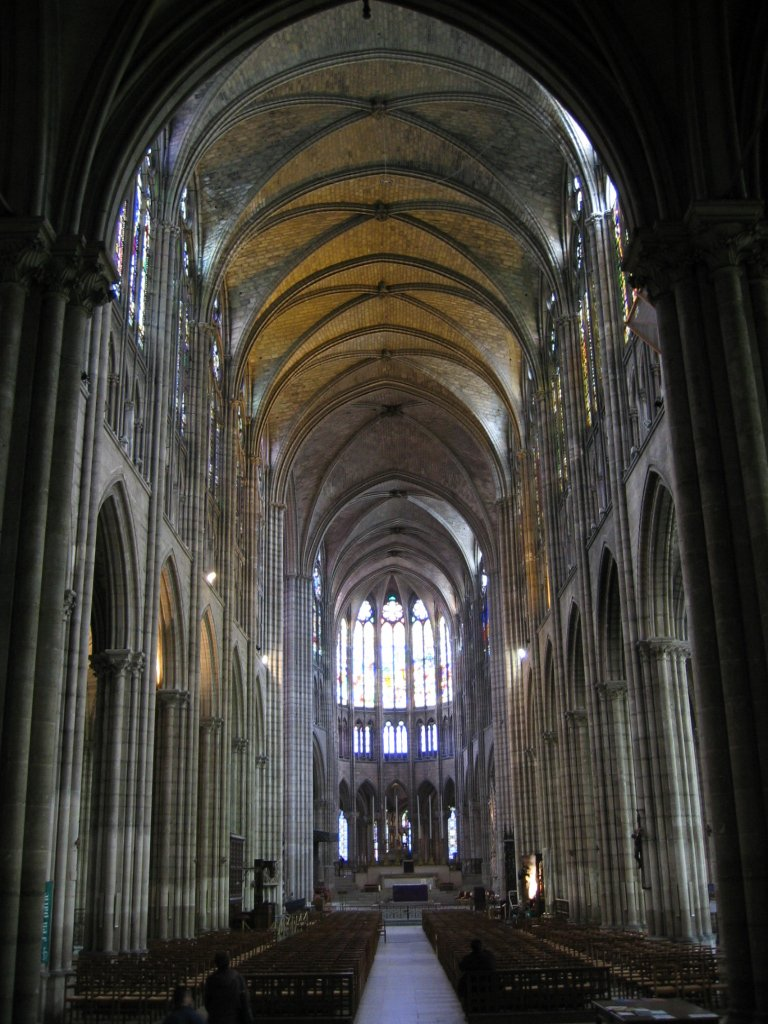
La nef de la basilique de Saint-Denis reconstruite au XIIIe siècle.

Ce milieu du Moyen Âge fut aussi très actif d'un point de vue religieux. En 1054, après des siècles de relations tendues entre les branches orientale et occidentale du christianisme, le Grand Schisme est intervenu pour tirer les conséquences des divergences de doctrine et scinder le monde chrétien en deux parties, l’Église catholique romaine, centrée sur Rome et dominante en Occident, et l'Église orthodoxe, centrée sur Constantinople, capitale de l’Empire byzantin et forte dans les Balkans, en Orient et dans la Rus' de Kiev.
L’Église catholique sut s'imposer comme l'une des plus puissantes, sinon la plus puissante institution de l’Europe médiévale. D'abord inféodée aux puissants qui contrôlaient Rome et décidaient de l'élection du pape, l'église sut s'affirmer face au Saint-Empire au XIe siècle pour déployer sa puissance à travers l'Europe. Elle reposait sur les réformes de Grégoire VII et de ses successeurs, qui permirent à l'Église de contrôler jusqu'à la moindre paroisse de l'Europe catholique grâce à des prêtres détachés de toute attache familiale, et d'en tirer des revenus conséquents. L'Église a pu ainsi participé à la fondation d’un grand nombre d’Universités en Europe et encouragé les arts, la musique et l’architecture pour affirmer sa puissance. Alors que l'Église avait accru en l'espace d'un siècle de façon significative sa puissance et augmenté ses richesses, de nombreuses réformes ont été réclamées. L’Ordre dominicain et L'ordre Franciscain furent fondés, pour promouvoir les valeurs de pauvreté et de spiritualité dans le clergé. Cependant, de magnifiques cathédrales gothiques ont été construites à travers l'Europe grâce aux revenus tirés des fidèles et des terres d'Église.

### Les trois ordres
Les relations entre les grands pouvoirs de la société de l'Occident chrétien, la noblesse, la monarchie et le clergé, ont parfois abouti à des conflits. Si un monarque tentait de défier le pouvoir de l'église, l'excommunication de l'église pouvait entraîner la perte totale de tout soutien des nobles, des paysans et des autres monarques, ainsi que l'a appris à ses dépens Ezzelino da Romano par exemple. Quand les monarchies renforcèrent peu à peu le pouvoir central au cours du Moyen Âge, les nobles ont tenté de maintenir leurs propres pouvoirs. Un exemple démonstratif est celui de l'Angleterre, dont le monarque a été contraint de signer la Magna Carta instituant le contrôle législatif du Parlement, composé de nobles et du clergé qui a limité le pouvoir royal et jeté les bases de la monarchie constitutionnelle, après la défaite majeure de Bouvines qui avait vu les forces coalisées de l'Angleterre et du Saint-Empire écrasées par celles de Philippe Auguste.

### L'ère des croisades
Cette époque fut aussi celle d'une intolérance religieuse extrême en Europe de l'Ouest, ce qui mena aux croisades. La dernière terre païenne d’Europe à avoir été convertie au christianisme est celle des peuples baltes évangélisée au cours du Moyen Âge classique lors des croisades baltes. Ces pays furent alors placés sous le contrôle des ordres de moines-soldats qui les avaient envahis et convertis de force, à savoir l'ordre Teutonique et l'ordre de Livonie (aussi appelé ordre des chevaliers au glaive).

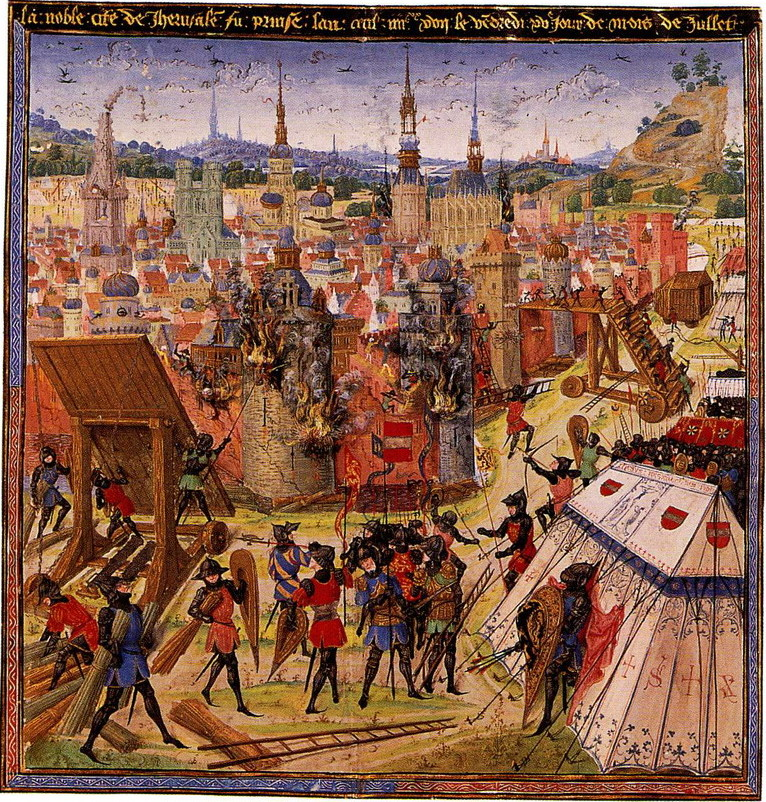
La prise de Jérusalem marquant le succès de la première croisade.

Cependant, les royaumes européens gardèrent des liens forts avec l'Orient, en particulier chrétien. Ce fut en vertu de ces liens qu'en 1095, le pape Urbain II a appelé à une croisade officiellement pour la conquête de la terre sainte afin de la soustraire à l’emprise des musulmans, lorsque les Seldjoukides ont empêché les chrétiens de rendre visite aux Lieux Saints. Cependant, cette croisade était à l'origine une réponse à l'appel à l'aide d'Alexis Ier Comnène, qui avait demandé un contingent de chevaliers au pape pour l'aider à lutter contre le sultanat de Roum établi à la suite de la bataille de Mantzikert. La réponse disproportionnée que fut cette première croisade échappa au boit du compte tout à fait au contrôle byzantin pour conquérir la Terre Sainte en son nom propre. La croisade a été un succès et les croisés ont établi leur domination sur la Terre Sainte, fondant le royaume de Jérusalem, le comté de Tripoli et la principauté d'Antioche le long du littoral, après une campagne marquée par les massacres de musulmans et de juifs. Cependant, les sultanats musulmans ont repris progressivement du terrain, menant à chaque fois au lancement de nouvelles croisades plus ou moins fructueuses. Ce furent au bout du compte Baybars et les Mamelouks d'Égypte qui mirent fin aux États croisés en 1284 en prenant Saint-Jean d'Acre.

### Philosophie
La philosophie au Moyen Âge classique a mis l’accent sur les sujets religieux. Le Platonisme chrétien qui a modifié l idée de Platon de la séparation entre le monde idéal des formes et le monde imparfait de leurs manifestations physiques et l’a remplacée par la division chrétienne entre le corps imparfait et l'âme supérieure qui fut d'abord l'école de pensée dominante. Toutefois, au XIIe siècle, l'œuvre d’Aristote a été réintroduite en Occident, ce qui a abouti à une nouvelle école de pensée connue sous le nom de scolastique qui a mis l’accent sur l’ observation scientifique. Les deux philosophes importants de cette période ont été Saint Anselme et saint Thomas d’Aquin qui se sont tous les deux attachés à prouver l’existence de Dieu par des moyens philosophiques.
Cependant, la philosophie médiévale fut aussi marquée par de nombreux apports extérieurs au monde chrétien, comme celui de Maïmonide et de ses nombreux commentaires sur l'œuvre d'Aristote, ou encore celui d'Avicenne et de sa théorie des fluides du corps qui fut à la base de la médecine médiévale en Europe. Cet apport se fit particulièrement important dans les sciences, et notamment pour les Mathématiques; ainsi, la ville de Béjaïa en Algérie actuelle (à l'époque capitale du sultanat hammadide) fut à l'origine de la diffusion des chiffres arabes en Europe, et plusieurs savants chrétiens comme Fibonacci y firent des études avant de revenir poursuivre leurs recherches en Europe.
Loin d'être isolé du monde, l'Occident du Moyen Âge était au contraire tourné vers l'extérieur et ses influences, même si l'intolérance religieuse, les conflits dynastiques et guerriers récurrents et l'ordre féodal en faisaient une société largement plus brutale et violente que la nôtre.

## Moyen Âge tardif et début de la Renaissance (1300-1500)

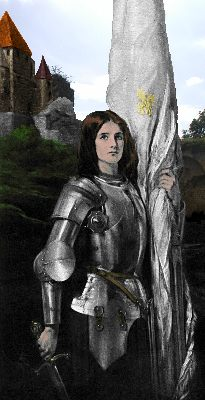
Jeanne d'Arc mène victorieusement les troupes françaises contre les armées anglaises, contribuant ainsi à inverser le cours de la guerre de Cent Ans.

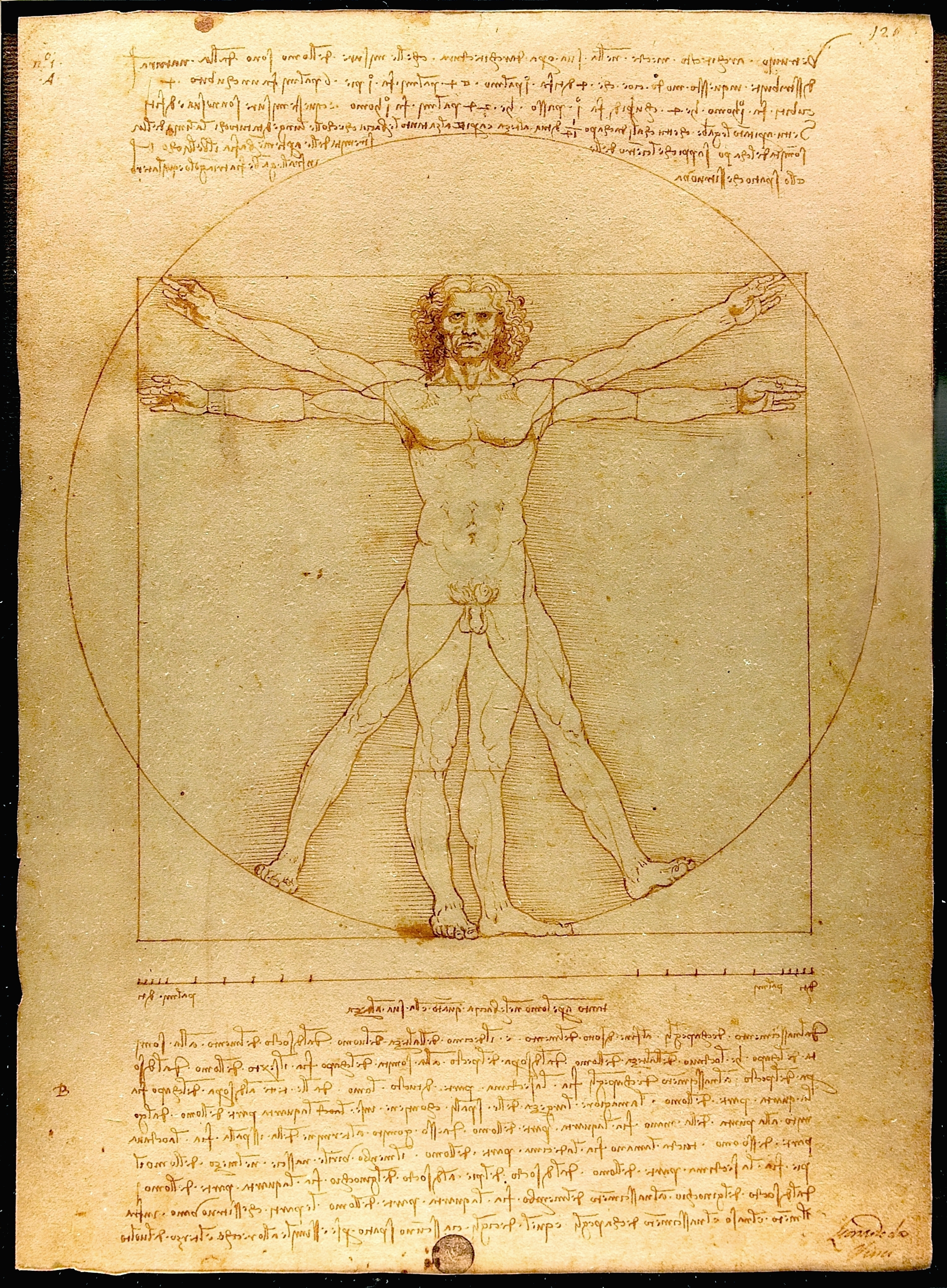
L’Homme de Vitruve de Léonard de Vinci est pour beaucoup le symbole de l'évolution technique de l'occidentale durant la Renaissance.

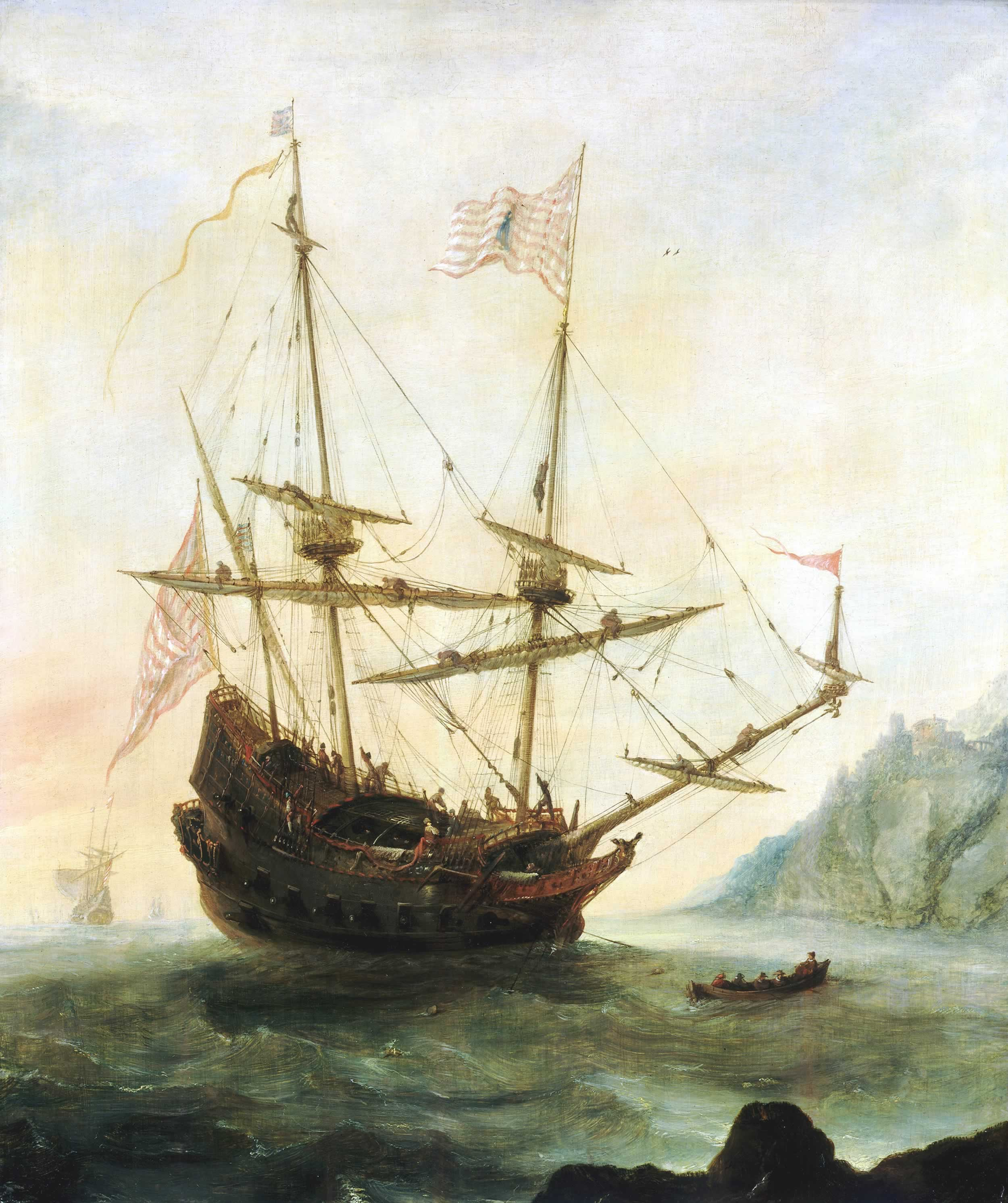
Découverte du Nouveau Monde par Christophe Colomb.

Les derniers siècles du Moyen Âge ont connu l’affrontement de la guerre de Cent Ans entre l'Angleterre et la France. La guerre a commencé en 1337 quand le roi de France a réclamé la Gascogne, région située dans le Sud de la France et que le roi d'Angleterre a prétendu être l’héritier légitime du trône de France. Dans un premier temps, les Anglais conquirent la moitié de la France et semblaient en position de gagner la guerre, jusqu'à ce que les Français se rallient à une jeune paysanne qui deviendra plus tard une sainte, Jeanne d'Arc. Après qu'elle fut capturée et exécutée par les Anglais, les Français continuèrent à se battre et gagnèrent la guerre en 1453. Après le conflit, la France récupéra la Normandie et la totalité des territoires perdus à l'exception de la ville de Calais qui ne fut reconquise qu’en 1558.
Un autre événement dramatique dévasta l'Europe à la fin du Moyen Âge, la peste noire, qui sévit au XIVe siècle. L'Europe a été submergée par la peste qui était en fait une épidémie de peste bubonique, probablement introduite en Europe par les mongols qui avait conquis Kiev en Europe de l'Est dans les années 1200. Un tiers environ de la population européenne a péri de la peste avant que la maladie disparaisse totalement.
Au XIVe siècle, la classe moyenne en Europe avait gagné en influence et en nombre au moment où le système féodal déclinait. Cette évolution a favorisé l'essor des villes d'Occident et stimulé l'économie Européenne. Ce développement, à son tour, a contribué à initier un mouvement culturel venu d’Italie et connu en Occident sous le nom de Renaissance. L'Italie était dominée par des cités-État, dont beaucoup faisaient partie intégrante du Saint-Empire romain germanique et étaient gouvernées par de riches aristocrates comme les Médicis ou, dans certains cas, par le pape.
Le Renaissance a inauguré une nouvelle ère dans la recherche scientifique et intellectuelle et le regard porté sur les civilisations de l'Antiquité grecque et romaine. Un mouvement important, également conséquence de la Renaissance, est l’Humanisme qui accorde plus d'importance à l'étude de la nature humaine et des thèmes humains qu’à celle des sujets religieux. Parmi les Humanistes importants de l'époque citons des auteurs comme Pétrarque et Boccace qui ont écrit en latin comme cela avait se faisait au Moyen Âge, mais aussi en langue vernaculaire, dans leur cas en dialecte toscan, une langue italienne. Les Artistes importants de l'époque sont Léonard de Vinci, Michel-Ange et Raphaël, dont les œuvres étaient plus réalistes que celles des artistes du Moyen Âge. On a commencé à construire à nouveau des Églises dans le style roman pour la première fois depuis des siècles.
Finalement, la Renaissance s’est propagée en direction du nord vers le reste de l'Occident. Les artistes importants de cette période sont Jérôme Bosch, Albrecht Dürer et Bruegel. En Espagne Miguel de Cervantes a écrit le roman Don Quichotte. Les autres œuvres importantes de la littérature de cette période sont Les Contes de Canterbury de Geoffrey Chaucer et Le Morte d'Arthur de Sir Thomas Malory. Vers 1450, Gutenberg a mis au point la presse à imprimer qui a permis aux œuvres littéraires de se propager plus rapidement. Parmi les penseurs les plus importants de la Renaissance en Europe du Nord figurent le Hollandais Érasme et l'Anglais Thomas More.
Pendant ce temps, les royaumes chrétiens du nord de la péninsule ibérique poursuivaient leur lutte séculaire pour reconquérir la péninsule sur les États musulmans. En 1492 le dernier bastion islamique, Grenade, est tombé et la péninsule ibérique a été partagée entre les royaumes chrétiens d'Espagne et du Portugal. Les minorités juives et musulmanes ont été contraintes de se convertir au catholicisme ou à s’exiler. Les Portugais ont immédiatement entrepris une expansion vers l'extérieur en envoyant des expéditions pour explorer les côtes de l'Afrique et engager des échanges commerciaux avec la plupart des puissances musulmanes de l’océan Indien, ce qui a apporté la richesse au Portugal. En 1492, l’expédition espagnole de Christophe Colomb découvrit l’Amérique, lors d'une tentative pour trouver une route occidentale vers l’Asie de l'Est.

## Renaissance et Réforme (1500-1650)

L’Imprimerie. L'invention de Gutenberg a eu un grand impact sur le développement social et politique.

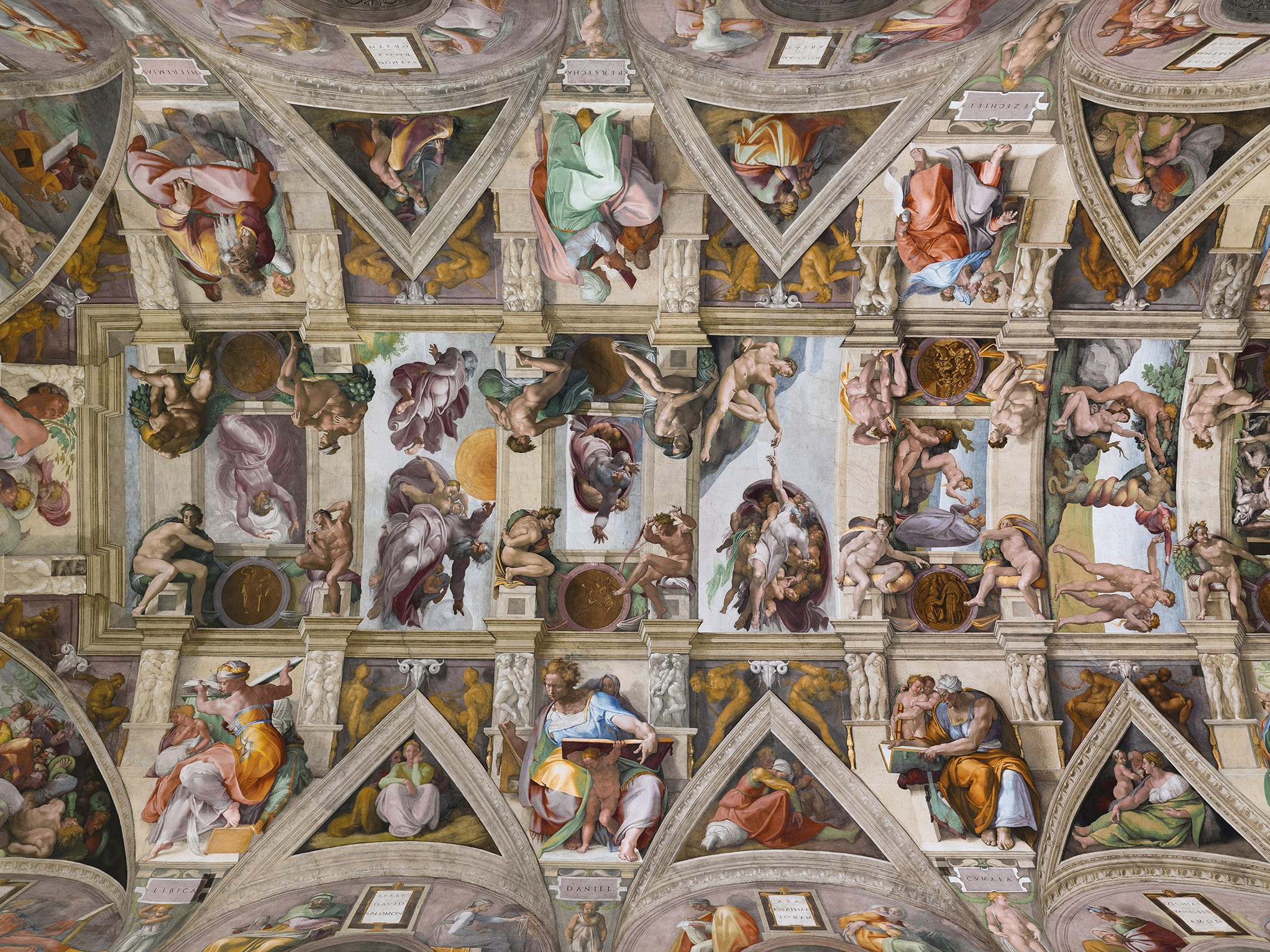
Le plafond de la chapelle Sixtine.

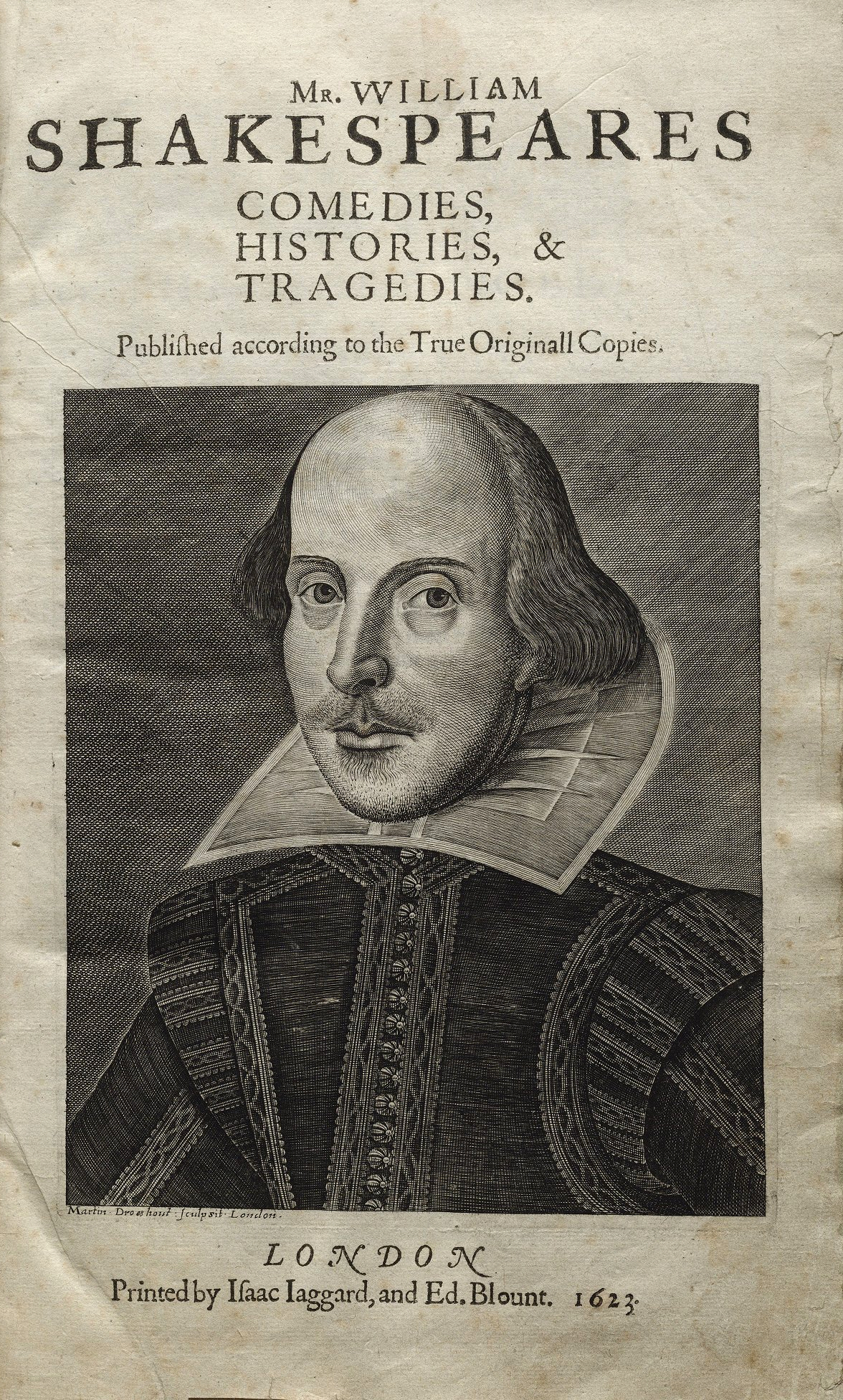
Premier Folio de William Shakespeare

Le XVIe siècle a vu l'éclosion de la Renaissance dans le reste de l'Occident. Au royaume de Pologne-Lituanie, l’astronome Nicolas Copernic a démontré que le modèle géocentrique de l'univers était erroné et qu'en fait les planètes tournaient autour du soleil. L'astronome italien Galilée a développé la technologie du télescope. Les progrès de la médecine et la compréhension de l’anatomie humaine ont également progressé à cette époque. En Angleterre, Sir Isaac Newton a été le pionnier de la physique. Ces événements ont conduit à ce qu'on appelle la révolution scientifique qui a mis l’accent sur l'expérimentation. Le plus célèbre dramaturge de l'époque était l'Anglais William Shakespeare.
Un autre grand mouvement en Occident au XVIe siècle fut celui de la Réforme qui changera profondément l'Occident et mettra fin à son unité religieuse. La Réforme a commencé en 1517 lorsqu'un moine catholique Martin Luther écrivit ses 95 thèses qui dénonçaient la richesse et la corruption de l'église et remettaient en cause de nombreuses traditions catholiques, y compris la légitimité de la papauté et la croyance selon laquelle, en plus de la foi en Jésus-Christ, les « bonnes œuvres » étaient également nécessaires pour obtenir le salut. Luther s'est appuyé sur les croyances des premiers critiques de l'église, comme le tchèque Jan Hus et l'Anglais John Wyclif. Les croyances de Luther ont finalement abouti à son excommunication par l’Église catholique et à la fondation d'une église professant ses enseignements : l’Église luthérienne qui est devenue la religion majoritaire dans le nord de l'Allemagne. Bientôt, d'autres réformateurs ont émergé et leurs partisans sont désignés sous le nom de protestants. En 1525, le duché de Prusse est devenu le premier État luthérien.
Dans les années 1540, le Français Jean Calvin a fondé à Genève une église qui interdisait l'alcool et la danse et qui enseignait que Dieu avait choisi depuis la nuit des temps ceux qui étaient destinés à être sauvés (prédestination). Son Église calviniste est maintenant devenue la religion d’environ la moitié de la Suisse et les églises inspirées par ses enseignements sont maintenant prédominantes aux Pays-Bas (l’Église réformée néerlandaise) et en Écosse (l’Église presbytérienne). En Angleterre, le roi Henri VIII a fondé l’Église d'Angleterre ou Église anglicane dont il s’est lui-même désigné comme le chef, lorsque le pape a refusé de lui accorder le divorce qu’il réclamait. Quelques Anglais ont trouvé que l'église était encore trop proche de l’Église catholique romaine et ont constitué l’Église puritaine plus radicale. Beaucoup d'autres petites sectes protestantes ont également été constituées, dont celle des partisans d’Ulrich Zwingli, les anabaptistes et les mennonites. Bien qu'elles soient différentes à bien des égards, les églises protestantes appellent généralement leurs guides religieux ministres du culte au lieu de prêtres et estiment que c’est la Bible, et non la tradition, qui apporte la révélation divine. Les catholiques ont combattu la Réforme avec la contre-Réforme qui devait éradiquer la corruption dans l'Église. Un des inspirateurs de ce mouvement était Ignace de Loyola, fondateur de la compagnie de Jésus, un ordre religieux qui a attiré beaucoup de convertis vers l'Église catholique.
Les guerres de religion ont éclaté dans toute l'Europe, notamment dans le Saint-Empire romain germanique et en France. Charles Quint a réussi à conclure la paix d'Augsbourg entre l'Église catholique et la noblesse protestante. Quant à la France, l'opposition violente entre catholiques et protestants, culminant lors des massacres de la Saint-Barthélemy, s'est calmée après l'arrivée au pouvoir de Henri IV qui, après avoir abjuré son protestantisme pour pouvoir accéder au trône, a rétabli la paix civile grâce à l'édit de Nantes. À partir de 1618, les protestants et les catholiques de l'empire se sont affrontés au cours de la guerre de Trente Ans qui s’est étendue aux pays voisins sur fond de rivalité entre maisons régnantes, particulièrement Bourbons et Habsbourg. La guerre dévastatrice s’est finalement terminée en 1648. Par les traités de Westphalie qui ont mis fin à la guerre, les luthériens, les catholiques et les calvinistes se sont tous vus accorder la même tolérance dans l'empire tout entier. Après la guerre, le pouvoir dans l’empire s’est réparti entre deux principaux centres, dont l’un était protestant (la Prusse) dans le nord, et l’autre catholique (l’Autriche), dans le sud. Les Néerlandais qui étaient, à l'époque, gouvernés par les Espagnols se sont révoltés et ont obtenu leur indépendance pour fonder un État protestant. En 1588, l’Espagne catholique a tenté de conquérir l'Angleterre protestante avec une grande flotte appelée l’Invincible Armada, mais les Espagnols essuyèrent le feu des Anglais sans pouvoir y répondre correctement. Puis, un vent du sud pousse leurs navires vers le nord, les résignant à retourner en Espagne, sauvant ainsi l'Angleterre.
En 1650, la carte religieuse de l'Europe a été redessinée. La Scandinavie, l'Islande, le nord de l'Allemagne, une partie de la Suisse, les Pays-Bas et la Grande-Bretagne étaient devenus protestants, tandis que le reste de l'Occident était encore catholique.

## Montée des Empires coloniaux en Occident (1500-1800)

Les empires européens à partir de 1492.

Depuis ses origines jusqu'à l'époque moderne, l'Occident a subi des invasions venues d'Afrique, d'Asie et de diverses parties d'Europe. Il était alors faiblement peuplé et technologiquement en retard. En 1500 toutefois, l'Europe avait rattrapé le reste du monde par sa technologie et même commencé à le surpasser. Les Occidentaux ont profité des nouvelles techniques pour inverser la tendance des siècles précédents, étendre leur pouvoir et devenir la première culture à exercer une influence sur toute la planète. Des explorateurs Occidentaux tels que Vasco de Gama, Christophe Colomb, James Cook et Fernand de Magellan (Fernão de Magalhães) ont cartographié des terres jusques alors inconnues à la fois de l'Occident et de l’Ancien Monde dans son ensemble.
La zone du monde la plus affectée par l'expansion européenne au cours des temps modernes fut l’Amérique. Les Espagnols, dont l'expédition dirigée par Christophe Colomb avait découvert le Nouveau Monde (c’est ainsi que les Amériques ont été nommées par les Européens), ont conquis la plupart des îles de l’Espace Caraïbe et ont progressé sur la partie continentale, à la suite de la conquête des deux grands empires du Nouveau Monde, l’Empire aztèque au Mexique et l’Empire inca au Pérou. À partir de ces bases, l’Espagne a conquis environ la moitié de l'Amérique du Sud et une partie de l'Amérique du Nord. Les auteurs de cette conquête ont été appelés les conquistadors (terme Espagnol pour désigner les vainqueurs). Le Portugal a également colonisé l’Amérique, conquérant la moitié de l'Amérique du Sud pour créer une colonie que les portugais ont appelé le Brésil. Ces puissances occidentales ont été aidées dans leurs conquêtes, non seulement par une technologie supérieure, comme la poudre à canon, mais aussi par les maladies de l'Ancien Monde qu’ils avaient apportées avec eux, par inadvertance, et qui détruisirent une grande partie de la population des amérindiens. Les populations indigènes qui ont été appelées Indiens par Christophe Colomb, car il pensait initialement avoir débarqué en Asie, mais sont souvent appelés Amérindiens par les savants d'aujourd'hui, ont été converties au catholicisme et ont adopté la langue de leurs maîtres, espagnols ou portugais. Ils ont également adopté une grande partie de la culture occidentale. De nombreux colons ibériques sont arrivés et beaucoup d'entre eux se sont mariés avec des Amérindiennes, ce qui a entraîné un métissage de la population qui a bientôt constitué l’essentiel du peuplement des empires américains de l'Espagne et du Portugal. Bien que les dirigeants de l'Église et la monarchie aient essayé de traiter les Amérindiens avec respect, les forces coloniales ont souvent agi avec brutalité.
Des ressortissants d’autres puissances sont venus s’installer dans les Amériques, ce sont les Suédois, les Néerlandais, les Anglais et les Français. Les Néerlandais, les Anglais et les Français ont tous établi des colonies dans les Caraïbes et également, pour chacun de ces pays, une petite colonie en Amérique du Sud. Les Français ont établi deux grandes colonies en Amérique du Nord, la Louisiane dans le centre du continent et la Nouvelle-France dans le nord-est du continent. Les Français n’étaient pas aussi agressifs que les Ibères et avaient des relations relativement bonnes avec les Amérindiens, bien qu'ils aient occupé des zones de peuplement relativement denses, comme La Nouvelle-Orléans et le Québec. Beaucoup de missionnaires français ont réussi à convertir les Amérindiens au catholicisme. Sur la côte Atlantique de l’Amérique du Nord, les Suédois ont établi la Nouvelle-Suède. Cette colonie a ensuite été conquise par la colonie néerlandaise voisine de la Nouvelle-Néerlande. La Nouvelle-Néerlande elle-même a finalement été conquise par l'Angleterre et renommée New York. Bien que l'empire américain de l’Angleterre trouve son origine à l’endroit qui est aujourd'hui devenu le Canada, les Anglais ont rapidement concentré leur attention vers le sud, où ils ont établi treize colonies sur la côte atlantique d’Amérique du Nord. Les Anglais ont eu une façon de faire différente en ce sens que, plutôt que de tenter de convertir les Amérindiens, ils ont simplement installé des colonies peuplées d’Anglais et chassé les Amérindiens de leurs terres.
Le contact entre l'Ancien et le Nouveau Monde a été à l’origine de l’Échange colombien, du nom de Christophe Colomb. Il a conduit à un transfert des biens propres d’un hémisphère vers l’autre. Les Occidentaux ont amené les bovins, les chevaux et les moutons vers le Nouveau Monde et les Européens ont reçu du Nouveau Monde le tabac, les pommes de terre et les bananes. Parmi d’autres éléments devenant de plus en importants dans le commerce mondial citons la canne à sucre et le coton, cultivés aux Amériques, ainsi que l’or et l’argent ramenés des Amériques, non seulement en Europe mais aussi partout ailleurs dans l’Ancien Monde.
La plupart des terres des Amériques étaient en friche et les puissances occidentales étaient déterminées à les exploiter. Dans le même temps, les rois des tribus d’Afrique de l'Ouest étaient disposés à vendre leurs prisonniers de guerre et même des membres de leurs propres tribus, comme esclaves à l'Occident. L'Occident a commencé à acheter des esclaves en grand nombre et à les envoyer vers les Amériques. Cet esclavage est unique dans l'histoire du monde pour plusieurs raisons. Premièrement, du fait que les Africains noirs étaient réduits en esclavage, l’esclavage occidental a comporté une composante raciale qui n'avait jamais existé dans aucune autre société à l’échelle qui a été atteinte en Occident. Une autre différence importante entre l'esclavage en Occident par rapport à ce qui avait existé ailleurs fut le traitement réservé aux esclaves. Contrairement à ce qui se passait dans certaines autres cultures, les esclaves en Occident étaient utilisés principalement comme travailleurs des champs. Les Empires occidentaux comportaient souvent des différences dans la façon dont l'affranchissement était accordé aux esclaves, mesure assez répandue dans les colonies espagnoles, par exemple, mais rare dans les territoires anglais. Beaucoup d'Occidentaux en vinrent finalement à se poser la question de la moralité de l'esclavage. Ce premier mouvement anti-esclavagiste, surtout parmi le clergé et les penseurs politiques, a été contré par les forces favorables à l’esclavage qui ont propagé l'idée que les Noirs étaient inférieurs aux européens blancs, principalement parce qu'ils n’étaient pas chrétiens et qu'il était donc acceptable de les priver de leur dignité. Cette idée a été à l’origine du racisme en Occident, car les gens ont commencé à penser que tous les Noirs étaient inférieurs aux Blancs, quelle que soit leur religion. Une fois en Amérique, les Noirs ont adopté une grande partie de la culture occidentale ainsi que la langue de leurs maîtres et ils se sont également convertis au christianisme.
Après des négociations avec les rois africains et au bout d’un certain temps, les Occidentaux ont commencé à établir des colonies en Afrique. Les portugais ont conquis des ports dans ce qui est aujourd'hui l’Angola et le Mozambique. Ils ont également établi des relations avec l’Empire Kongo en Afrique centrale et les Kongos convertis au catholicisme. Les Pays-Bas avaient établi dans l'actuelle Afrique du Sud, des colonies qui ont attiré de nombreux colons néerlandais. Les puissances occidentales ont également installé des colonies en Afrique de l'Ouest. Cependant, la plus grande partie du continent restait inconnue des Occidentaux et leurs colonies se cantonnaient aux côtes Africaines.

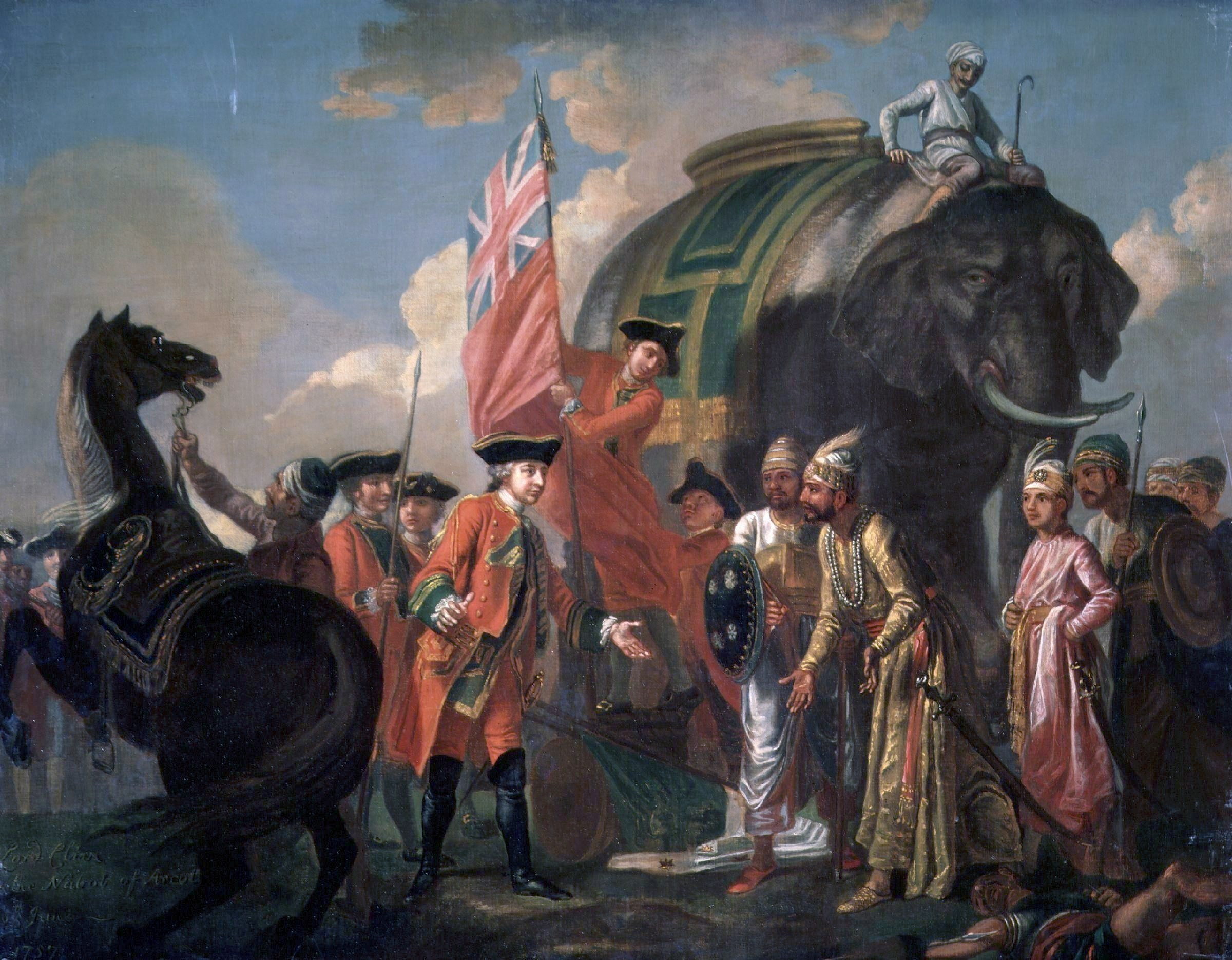
Robert Clive, le premier baron de Clive, est devenu le premier gouverneur britannique du Bengale.

Les Occidentaux se sont également installés en Asie. Les Portugais contrôlaient des villes portuaires en Inde et en Chine. Pendant ce temps, les Néerlandais ont commencé la colonisation de l’archipel Indonésien, devenu les Indes orientales néerlandaises au début du XIXe siècle. L’Espagne a conquis les Philippines et converti ses habitants au catholicisme. Les missionnaires de la péninsule Ibérique ont réalisé beaucoup de conversions au Japon, jusqu'à ce que le christianisme soit proscrit par l'empereur. Certains Chinois sont également devenus chrétiens, bien que cela ne concernât qu’une minorité. La plus grande partie de l'Inde a été partagée entre l'Angleterre et la France.
L’océan Pacifique a également été exploré par les Européens. Les néerlandais ont découvert l’Australie et la Nouvelle-Zélande, tandis que les Anglais ont exploré l’archipel d'Hawaï, ou comme on les appelait à l'époque, les îles Sandwich et Tahiti.
Comme les puissances occidentales étendaient leurs conquêtes elles sont entrées en concurrence pour les terres et les ressources. Dans l’espace Caraïbe, les Pirates attaquaient les marines et les villes coloniales des autres pays, dans l'espoir de voler l'or et d’autres objets de valeur provenant d'un navire ou une ville. Cette pratique a été parfois soutenue par les gouvernements. Par exemple, l’Angleterre a soutenu le pirate Francis Drake dans ses raids contre les Espagnols. Entre 1652 et 1678, se sont déroulées les guerres anglo-néerlandaises que l'Angleterre a remportées, pour acquérir la Nouvelle-Néerlande et l’Afrique du Sud néerlandaise. En 1756, la guerre de Sept Ans, ou guerre de la Conquête a commencé. Il s'agissait de combats entre plusieurs puissances sur plusieurs continents. En Amérique du Nord, les soldats anglais ont défait les troupes coloniales françaises et, en Inde, les Français ont également été battus par l'Angleterre. En Europe la Prusse a défait l’Autriche. Quand la guerre prit fin en 1763, la Nouvelle-France et l'Est de la Louisiane ont été cédées à l'Angleterre, tandis que l'Ouest de la Louisiane a été donné à l'Espagne. Les territoires de la France en Inde ont été cédés à l'Angleterre. La Prusse a obtenu le contrôle d’un territoire qui est aujourd'hui devenu l'Allemagne.
La période d'expansion de l'Europe au début des temps modernes a grandement changé le monde. De nouvelles récoltes provenant d’Amérique ont amélioré le régime alimentaire des européens. Ce fait, combiné à une économie améliorée grâce au nouveau réseau des colonies européennes, a conduit à une révolution démographique en Occident, avec une diminution de la mortalité infantile et, les Européens se mariant plus jeunes, ils avaient davantage d'enfants. L'organisation de l’Occident est devenue plus complexe sur le plan économique, avec l'adoption du mercantilisme, dans lequel les entreprises appartenaient à l'État et les colonies travaillaient pour le bien de la mère patrie.

## Absolutisme et les Lumières (1500-1800)

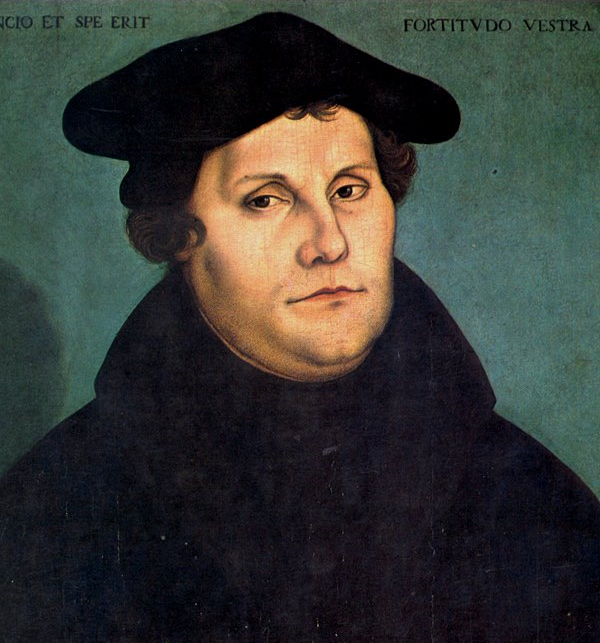
Martin Luther, un des fondateurs du protestantisme.

L'Occident à l'époque moderne a connu de grands changements dans l'équilibre traditionnel entre la Monarchie, la Noblesse et le Clergé qui s’est modifié. Avec la disparition presque complète du système féodal, les nobles ont perdu la source traditionnelle de leur puissance. À cette époque, dans les pays protestants, l'église était souvent dirigée par un monarque, tandis que dans les pays catholiques, les conflits entre les rois et l'Église étaient rares et les monarques ont pu détenir davantage de pouvoir qu’ils n'en ont jamais eu dans l'histoire occidentale. À cette époque les monarques se référaient au Droit divin pour régner, prétextant qu'ils ne dépendaient que de Dieu. Ce nouveau style de gouvernement est souvent appelé absolutisme par les historiens.
Dans les premières années du siècle, l'Europe était sous la menace des musulmans Turcs ottomans qui avaient migré du centre de l’Asie vers l'Asie mineure et s’étaient convertis à l'islam des années auparavant. En 1453, après des années de guerre, ils ont conquis l’Empire byzantin et fondé l'Empire ottoman sous l’égide de leur sultan. À partir de leur capitale Constantinople, ils ont étendu leurs empire à travers le Moyen-Orient et l’Afrique du Nord. Ils ont alors entrepris la conquête de l'Occident. Sous la direction des espagnols, une coalition chrétienne a détruit la marine ottomane à la bataille de Lépante en 1571, mettant fin au contrôle turc sur la mer Méditerranée. Toutefois, la menace ottomane en Europe n'a pris fin que lorsqu’une coalition conduite par les polonais a vaincu les Ottomans à la bataille de Vienne en 1683,.
Le XVIe siècle est souvent appelé siècle d'or espagnol. De ses colonies dans les Amériques, l’Espagne extrayait de grandes quantités d'or et d'argent qui ont contribué à faire du pays la nation occidentale la plus riche et la plus puissante du XVIe siècle. Lorsque l'Espagne a commencé son déclin au XVIIe siècle, les Pays-Bas sont devenus la plus grande puissance mondiale, dominant le XVIIe siècle au point qu’on a parlé de siècle d'or néerlandais. Après les guerres anglo-néerlandaises, la France et l'Angleterre sont apparues comme les deux plus grandes puissances du XVIIIe siècle.
L'un des plus grands monarques espagnols de l'époque a été Charles Quint (1516-1556) qui a également détenu le titre d'empereur romain germanique. Sa tentative de réunir ces terres a été contrecarrée par les divisions suscitées par la Réforme et les ambitions des dirigeants locaux et les rivalités des dirigeants d'autres pays. Un autre grand monarque a été Philippe II d'Espagne (1556-1598), dont le règne fut marqué par plusieurs conflits liés à la Réforme, comme la perte des Pays-Bas et la défaite de l’Invincible Armada. Ces événements et des dépenses excessives ont conduit au déclin de la puissance espagnole et de son influence au XVIIe siècle.

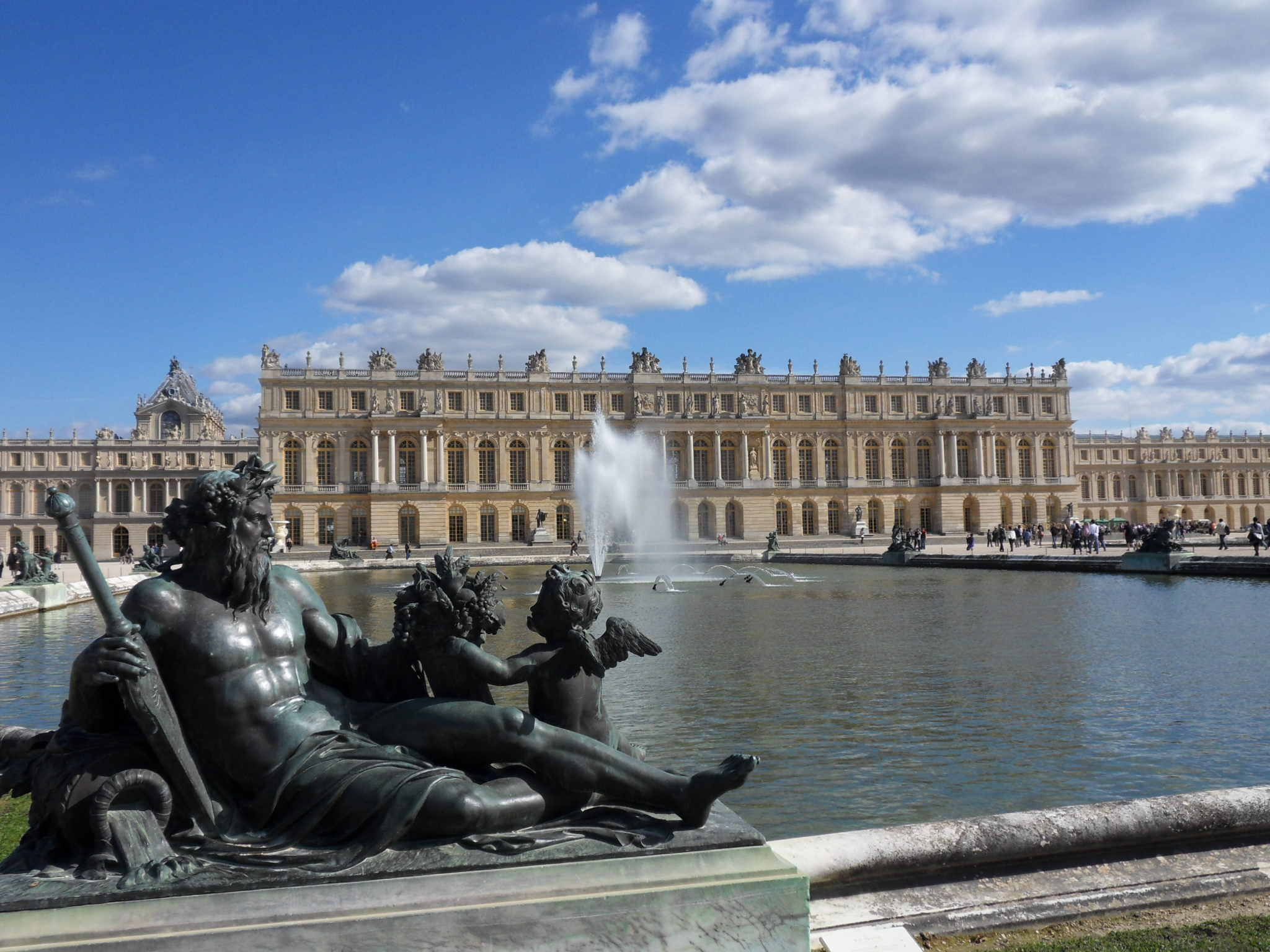
Versailles, symbole de l'Absolutisme

Louis XIV est devenu roi de France en 1643 à l'âge de 5 ans. Son règne, marqué par de continuelles guerres avec les autres pays européens est cependant l'un des plus somptueux de l'histoire et marque l'apogée de l'hégémonie française en Europe. Le magnifique et gigantesque palais qu'il fait construire à Versailles est le symbole cette hégémonie comme de l'Absolutisme. Les lettres et les arts français rayonnent dans toute l'Europe et au-delà : c'est la grande époque du classicisme en littérature (Pierre Corneille, Molière, Racine) comme dans les autres arts (Lully, Le Brun, Hardouin-Mansart...).
Le souverain de l’Empire romain germanique n'a plus exercé aucune influence sur les terres du Saint-Empire romain germanique après la fin de la guerre de Trente Ans. Dans le nord de l'Empire, la Prusse a émergé comme une puissante nation protestante. Sous l’impulsion de nombreux souverains talentueux, comme le roi Frédéric le Grand, la Prusse a étendu son pouvoir et vaincu sa rivale l’Autriche dans plusieurs guerres. Dirigée par la dynastie des Habsbourg, l'Autriche est devenue un grand empire, dont l'expansion s’est faite au détriment de l 'Empire ottoman et de la Hongrie.
S’il existe une terre où l'absolutisme n'a pas pris, ce fut bien l'Angleterre. Élisabeth Ire, fille d’Henri VIII, n’avait laissé aucun héritier direct au trône. L'héritier légitime était Jacques VI d’Écosse qui fut couronné Jacques Ier d’Angleterre. Fils de Jacques Ier, Charles I a résisté à la puissance du Parlement. Quand Charles a tenté de dissoudre le Parlement, les parlementaires se sont levés et bientôt l'ensemble de l'Angleterre a été entraîné dans une guerre civile. La guerre civile anglaise s’est terminée en 1649 par la défaite et l'exécution de Charles Ier, le Parlement a proclamé la République, mais a bientôt nommé comme Lord Protecteur le chef de la lutte l’anti-absolutiste et ardent puritain, Oliver Cromwell. Cromwell a promulgué de nombreuses lois religieuses puritaines impopulaires en Angleterre, comme l’interdiction de l'alcool et des théâtres. Après sa mort, la monarchie fut restaurée par le fils de Charles qui a été couronné sous le nom de Charles II. Son fils, James II lui succéda. Jacques et son fils en bas âge étaient catholiques. Ne voulant pas être gouverné par une dynastie catholique, le Parlement a invité la fille de Jacques Mary et son mari Guillaume d'Orange à régner comme co-monarques. Ils ont accepté à la condition que Jacques ne soit pas lésé. Réalisant qu'il ne pourrait pas compter sur l'armée anglaise protestante pour le défendre, il abdiqua en 1688. Avant que Guillaume et Mary soient couronnés, le Parlement les a toutefois forcés à signer la déclaration des droits qui garantissait certains droits fondamentaux à tous les Anglais, accordait la liberté religieuse aux protestants non-anglicans et établissait fermement les droits du Parlement. En 1707, l 'Acte d'Union de 1707 a été adopté par les parlements d’Écosse et d’Angleterre, pour fusionner l'Écosse et l'Angleterre dans un seul Royaume-Uni de Grande-Bretagne, avec un seul parlement uni. Ce royaume a également contrôlé l’Irlande qui avait déjà été conquise par l'Angleterre et, en 1801, l'Irlande a officiellement fusionné avec le Royaume-Uni. Même si elle a fini par devenir une terre d'expression anglaise, l'Irlande a conservé sa propre culture et sa propre religion, en restant catholique.

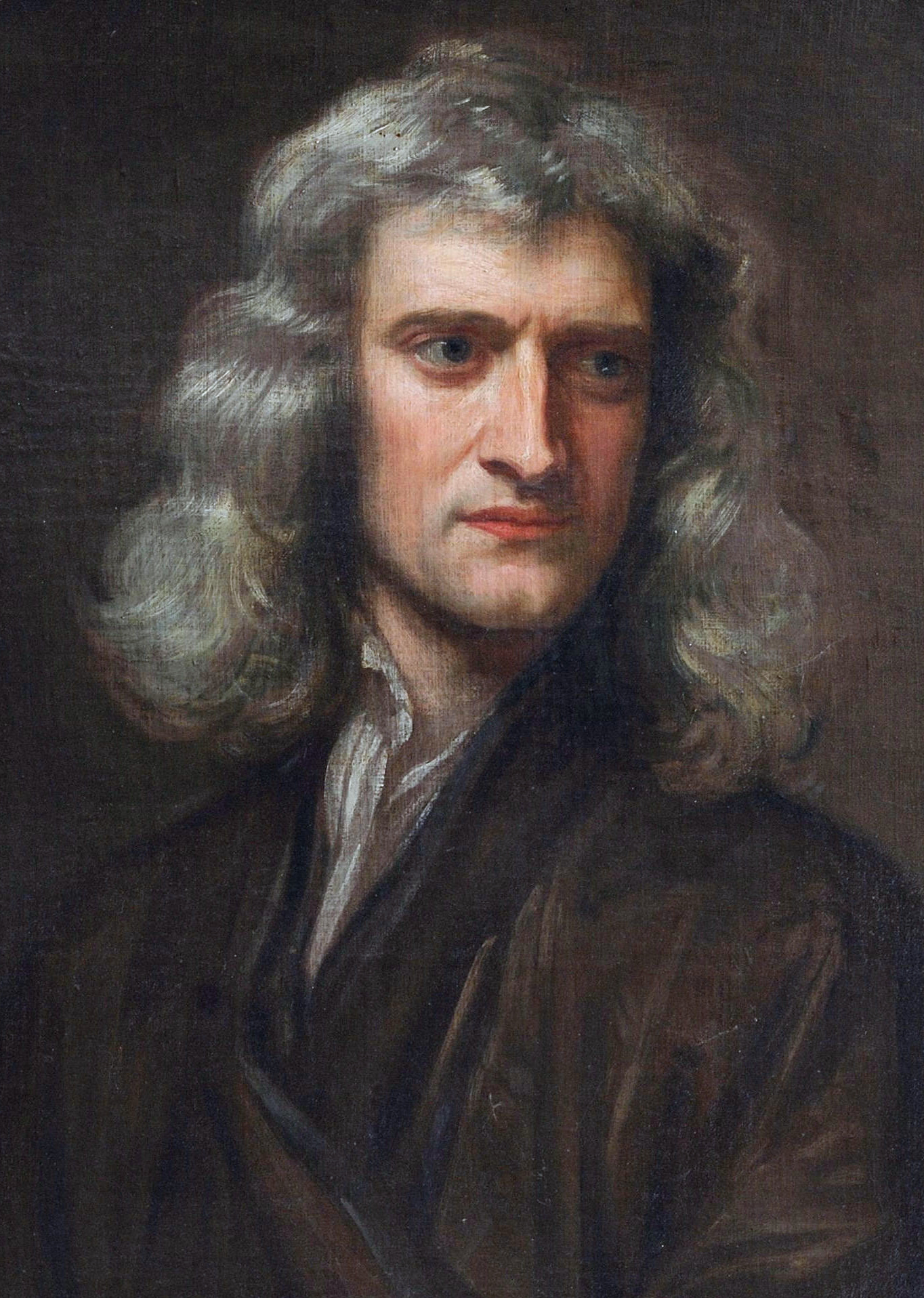
Isaac Newton a découvert la gravitation universelle et les lois du mouvement.

Le mouvement intellectuel appelé les Lumières remonte également à cette période. Ses partisans, opposés au règne des monarques absolus de leur époque, ont plutôt insisté sur l'égalité de tous les individus et l'idée que les gouvernements tirent leur existence du consentement des gouvernés. Les penseurs des Lumières appelés philosophes ont idéalisé l’héritage de l'Europe classique. Ils considéraient la Démocratie athénienne et la République romaine comme des gouvernements idéaux. Ils croyaient que la raison détenait la clé de la création d'une société idéale. En 1690, l'Anglais John Locke a écrit que les gens ont certains droits naturels comme la vie, la liberté, la propriété et que les gouvernements ont été créés afin de protéger ces droits. Si ce n'était pas le cas, selon Locke, le peuple avait le droit de renverser le gouvernement. Le philosophe français Voltaire a critiqué la monarchie et l'Église pour ce qu'il considérait comme de l'hypocrisie et pour la persécution des personnes d'autres confessions. Un autre Français, Montesquieu, a préconisé la division du gouvernement entre les trois pouvoirs exécutif, législatif et judiciaire. L'auteur français Jean-Jacques Rousseau a déclaré dans ses œuvres que la société corrompait les individus. Un autre auteur important de cette époque était l’écossais Adam Smith qui croyait que la compétition et l'entreprise privée étaient favorables à l’Intérêt général. De nombreux monarques ont été influencés par ces idées et ils sont connus dans l'histoire comme étant des despotes éclairés. Cependant, la plupart ont soutenu uniquement les idées des Lumières qui ont renforcé leur propre pouvoir.
Des villes européennes comme Paris, Londres et Vienne se sont agrandies pour devenir les premières grandes métropoles des temps modernes. La France est devenue le centre culturel de l'Occident. La classe moyenne a encore accru son influence et sa richesse. Les grands artistes de cette période sont Le Greco, Rembrandt et Le Caravage.
À cette époque, à travers le monde beaucoup se demandaient comment l'Occident avait atteint un tel niveau de développement, par exemple, les russes orthodoxes qui avaient pris le pouvoir après avoir chassé les Mongols qui avaient conquis Kiev au Moyen Âge. Ils ont commencé à s’occidentaliser sous le tsar Pierre le Grand, bien que la Russie ait gardé une partie de sa propre culture. Les Russes sont devenus partie prenante de la politique européenne, en se partageant le royaume de Pologne-Lituanie avec la Prusse et l'Autriche.
La philosophie au cours de cette période a été dominée par plusieurs penseurs. L'Anglais Francis Bacon défendait l'idée que les sens devraient être le principal moyen de connaissance, alors que le Français René Descartes préconisait le recours à la raison plutôt qu’aux sens. Dans ses œuvres, Descartes utilisait la raison pour prouver sa propre existence et l'existence du monde extérieur, y compris Dieu. Un autre système de croyance est devenu populaire parmi les philosophes, le Déisme, qui enseignait que le Dieu unique avait créé le monde mais qu’il n’intervenait pas dans le cours des évènements. Ce système de croyance n'a jamais bénéficié d'un soutien populaire et était largement oublié au début du XIXe siècle.

## Temps des révolutions (1770-1815)
La fin du dix-huitième et le début du XIXe siècle en Occident ont été dominés par une série de révolutions qui allaient changer à jamais l'Occident, entraînant l’apparition de nouvelles idéologies et des changements de société.

### Indépendance des États-Unis
La première de ces révolutions a commencé en Amérique du Nord. Les treize colonies britanniques d’Amérique avaient à cette époque développé une économie et une culture évoluée et largement dépendante de la Grande-Bretagne. La majorité de la population était d'ascendance britannique, tandis que des minorités importantes étaient composées de populations d’origine irlandaise, néerlandaise et allemande, ainsi que quelques Amérindiens et de nombreux esclaves noirs. La majorité de la population était anglicane, d'autres étaient congrégationalistes ou puritains, alors que des minorités ont introduit d'autres églises protestantes, comme la société religieuse des Amis et les luthériens, ainsi que des catholiques. Les colonies disposaient de grandes villes, possédaient leurs propres universités et accueillaient continuellement de nouveaux immigrants, venus principalement de Grande-Bretagne. Après la coûteuse guerre de Sept Ans, l'Angleterre a eu besoin d'accroître ses recettes et décida que les colons devaient supporter le poids d’une nouvelle fiscalité qu'elle jugeait nécessaire. Les colons ont fortement ressenti ces taxes et protesté contre le fait qu'elles pouvaient être imposées par la Grande-Bretagne, mais qu’ils n'avaient pas de représentants au gouvernement.

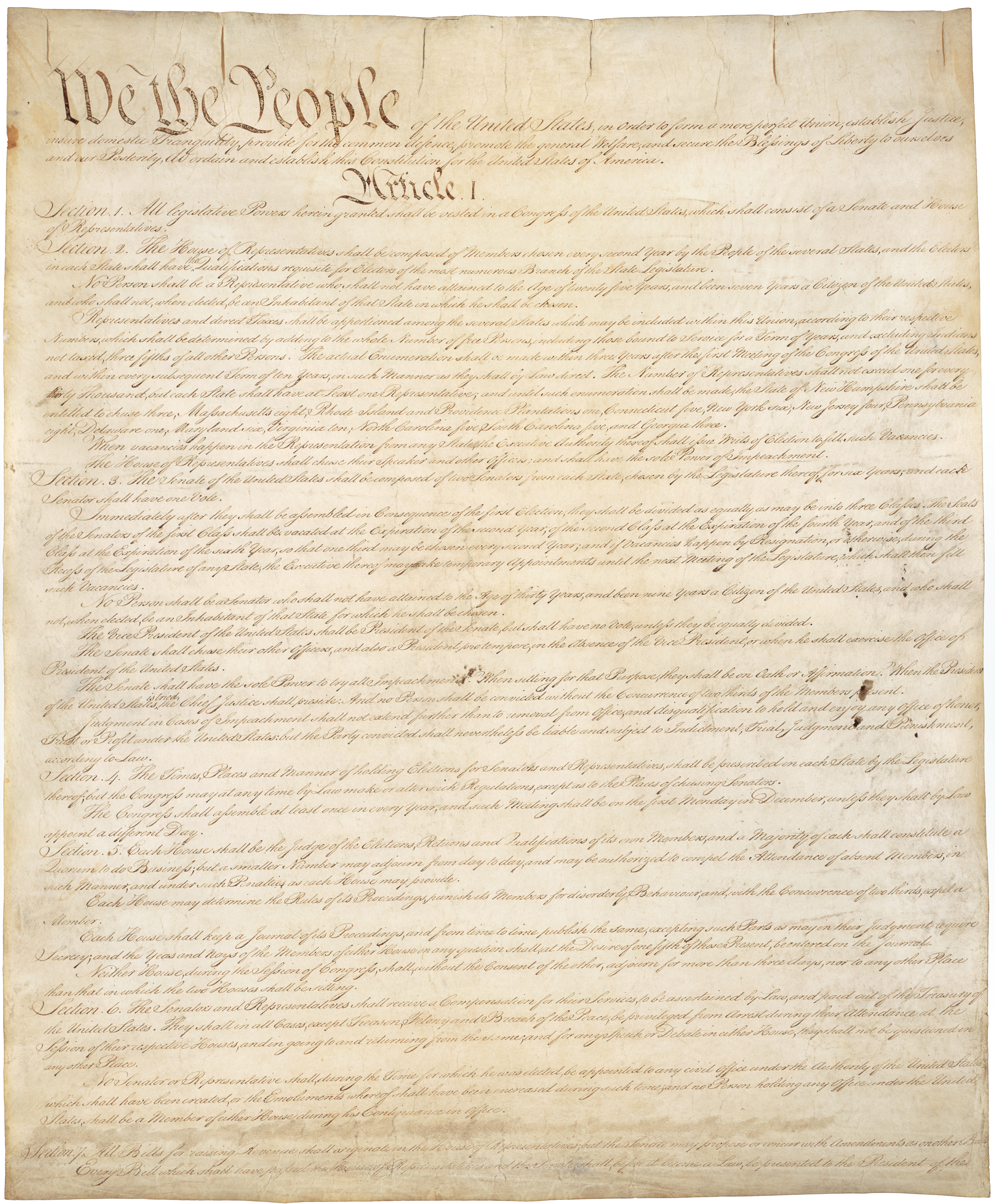
La constitution des États-Unis.

Après que le roi de Grande-Bretagne George III eut refusé d'examiner sérieusement les doléances des colonies soulevées lors du premier Congrès continental, les colons ont pris les armes. Les dirigeants du nouveau mouvement d'indépendance étaient influencés par les idéaux des Lumières et ils espéraient donner naissance à une nation idéale. Le 4 juillet 1776, les colonies ont déclaré leur indépendance avec la signature de la déclaration d'indépendance des États-Unis. George Washington a dirigé la nouvelle armée continentale contre les forces britanniques qui ont remporté de nombreuses victoires au début de la révolution américaine. Après des années de combats, les colons ont formé une alliance avec la France et vaincu les Britanniques à Yorktown, en Virginie en 1781. Le traité mettant fin à la guerre a accordé l'indépendance aux colonies qui sont devenus les États-Unis.

### Révolution française
L’autre révolution majeure en Occident au début du XIXe siècle a été la Révolution française. En 1789, la France faisait face à une crise économique. Le Roi convoqua, pour la première fois depuis plus de deux siècles, les États généraux, une assemblée de représentants de chaque état du royaume : le premier état (le clergé), le second état (la noblesse) et le Tiers état (la classe moyenne et les paysans), en vue de faire face à la crise. Comme la société française était acquise aux idéaux des Lumières qui avaient conduit à la révolution américaine, dans laquelle beaucoup de Français, comme Lafayette, avaient pris part, les représentants du tiers état, rejoints par certains représentants du bas clergé, ont créé l’Assemblée Nationale, qui, contrairement aux États généraux, représentait le peuple de France avec un nombre de voix proportionnel à la population correspondante.

Révolutionnaires français assiégeant la Bastille.

Le peuple de Paris craignait que le roi soit tenté d'arrêter les travaux de l’Assemblée nationale et Paris fut bientôt ravagé par les émeutes, l'anarchie et le pillage généralisé. Les émeutiers eurent bientôt l'appui de la Garde française, avec des armes et des soldats entraînés, du fait que le pouvoir royal avait pratiquement abandonné la ville. Le 14 juillet 1789, une émeute prit d'assaut la Bastille, une forteresse prison, ce qui amena le roi à accepter les réformes. Le 4 août 1789, l'Assemblée nationale constituante abolit le régime féodal, balayant la fois les droits seigneuriaux dus sur le patrimoine immobilier au deuxième état et la dîme prélevée par le premier état. C'est la première fois en Europe où la féodalité était la norme depuis des siècles, qu'une telle chose s'est produite. En quelques heures, les nobles, le clergé, les villes, les provinces et les corporations ont perdu leurs privilèges.
Dans un premier temps, la révolution semblait engager la France vers une monarchie constitutionnelle, mais les autres puissances de l’Europe continentale craignaient une propagation de l'idéal révolutionnaire et entrèrent en guerre contre la France. En 1792, le roi Louis XVI fut emprisonné après avoir été capturé alors qu’il s’enfuyait de Paris et la République fut proclamée. Les armées Impériale et prussiennes menacèrent la population française de représailles si elle résistait à leur avancée ou au rétablissement de la monarchie. En conséquence, le roi Louis fut considéré comme ayant conspiré avec les ennemis de la France. Son exécution le 21 janvier 1793 entraîna d’autres guerres avec les pays européens. Au cours de cette période, la Terreur (régime révolutionnaire intransigeant qui connaît de nombreux excès de violence) s'installe en France en réaction au péril du pays, confronté à la contre-révolution à l'intérieur et à la guerre contre une coalition de monarchies européennes. En 1794, un coup d'État renversa les robespierristes, qui furent exécutées, et les députés modérés prirent pouvoir. Cela a conduit à un nouveau gouvernement, le Directoire. En 1799, un coup d'État renversa le Directoire et le général Napoléon Bonaparte prit le pouvoir pour devenir premier consul avant d’être proclamé empereur en 1804.
Pendant toute cette période, la France a dû se battre sur plusieurs fronts contre les autres puissances européennes. La conscription nationale a été votée pour renforcer l’ancienne armée royale composée d’officiers nobles et de soldats professionnels. Avec ce nouveau type d’armée Napoléon a été en mesure de battre les alliés européens et de dominer l'Europe. Les idéaux révolutionnaires fondés, non plus sur la féodalité, mais sur le concept d'une nation souveraine, se sont répandus dans toute l'Europe. Lorsque Napoléon a fini par être vaincu et que la monarchie a été rétablie en France, ces idéaux ont survécu et ont conduit à la vague révolutionnaire du XIXe siècle qui apporta la république dans de nombreux pays européens.

### Émiettement de l'empire colonial espagnol
Après le succès de la révolution américaine, l'Empire espagnol a également commencé à s'effriter au fur et à mesure que ses colonies d'Amérique demandaient leur indépendance. Comme grand admirateur de la révolution américaine et grand critique de la Révolution française, Simón Bolívar, en 1811, a lancé une série de combats en Amérique latine pour arracher l'indépendance à l'Espagne. Le Mexique a déclaré son indépendance en 1810 et a adopté sa première constitution en 1824. Cependant, la résistance espagnole en Amérique du Sud et l’intervention française au Mexique ont provoqué des remous considérables et les nations d'Europe occidentale ont continué à réprimer les révolutions et les guerres d'indépendance, pour mettre fin à cette ère.

## Montée du monde anglophone (1815-1870)
Les années qui suivirent la victoire britannique au cours des guerres napoléoniennes ont été une période d'expansion pour le Royaume-Uni et ses anciennes colonies d'Amérique qui désormais constituaient les États-Unis. Cette période d'essor, a permis de faire de l’anglicanisme la religion dominante, de l’anglais la langue dominante et de la culture anglaise et américaine la culture dominante sur deux continents et bien d'autres pays en dehors des Îles Britanniques.

### Révolution industrielle dans les pays anglophones

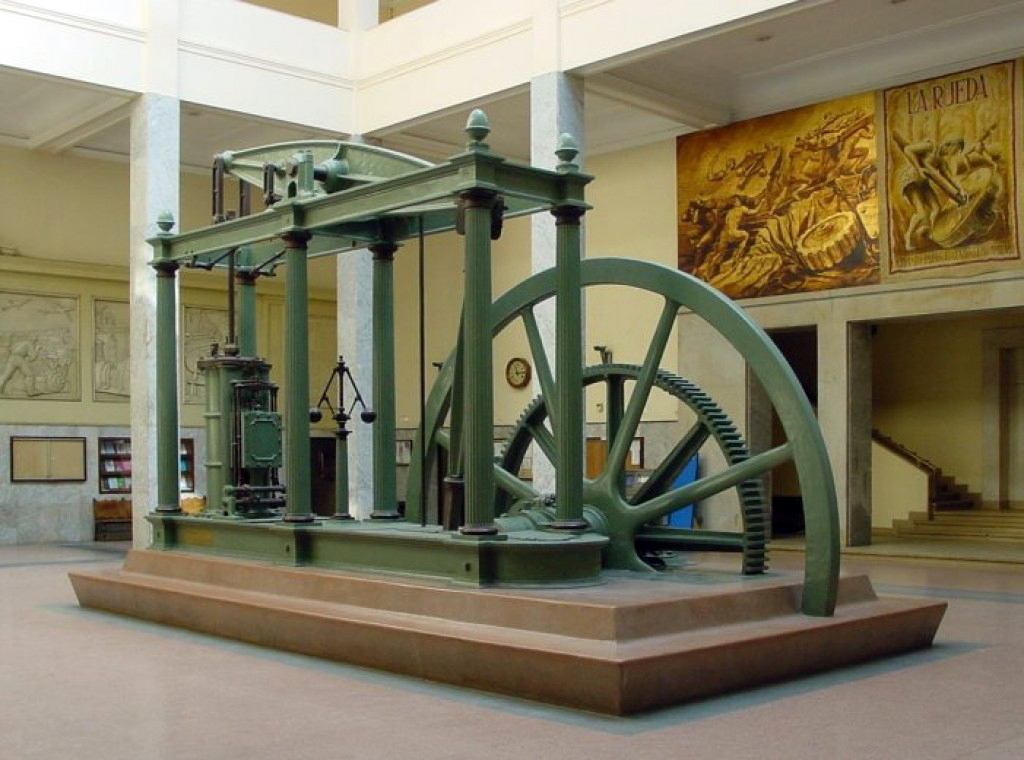
La machine de Watt, une machine à vapeur principalement alimentée par le charbon qui a été à l’origine de la révolution industrielle au Royaume-Uni et dans le monde entier.

Le changement qui fut peut-être le plus important dans le monde anglo-saxon et l'Occident dans son ensemble après les guerres napoléoniennes fut la révolution industrielle. Cette révolution a commencé en Grande-Bretagne où Thomas Newcomen a mis au point en 1712 une machine à vapeur pour pomper l'eau s’infiltrant dans les mines. Ce moteur était d'abord alimenté par l'eau, mais plus tard des combustibles, comme le charbon et le bois ont été utilisés. La puissance de la vapeur avait d'abord été découverte par les Grecs de l'Antiquité, mais ce sont les Anglais qui ont appris à utiliser la puissance de la vapeur de façon efficace. En 1804, la première locomotive à vapeur propulsée sur rail a été développée en Grande-Bretagne, ce qui a permis de transporter des biens et des personnes à une vitesse plus grande que jamais auparavant dans l'histoire. Bientôt, un grand nombre de marchandises ont été produites dans des usines. Cela a entraîné de grands changements sociétaux et beaucoup de gens se sont installés dans les villes où les usines étaient implantées. Le travail en usine était souvent très dur. En l'absence de règles de sécurité, les gens tombaient malades à cause des contaminants répandus dans l'air, par exemple par les machines de l’industrie textile. Beaucoup de travailleurs ont également été horriblement mutilés par des machines dangereuses. Puisque les travailleurs ne pouvaient compter que sur leur maigre salaire pour se nourrir, des familles entières ont été contraintes de travailler, notamment les enfants. Ces faits et d’autres problèmes causés par l'industrialisation ont entraîné des réformes au milieu des années 1800. Le modèle économique de l'Occident a également commencé à changer, avec le remplacement du mercantilisme par le capitalisme, dans lequel les entreprises et, plus tard, les grandes sociétés, ont été dirigées par des investisseurs individuels.
De nouveaux mouvements idéologiques ont commencé à la suite de la révolution industrielle, comme le mouvement luddite qui s'opposait au machinisme, exprimant le sentiment qu'il ne profitait pas à l’intérêt général et le socialisme, dont la doctrine incluait habituellement l'élimination de la propriété privée et le partage des richesses industrielles. Les syndicats ont été fondés par les travailleurs de l'industrie pour revendiquer de meilleurs salaires et obtenir des droits. Un autre résultat de la révolution est un changement dans la hiérarchie de la société, notamment en Europe, où la noblesse occupait encore un niveau élevé dans l'échelle sociale. Les capitalistes sont apparus comme un groupe nouveau et puissant, avec des professionnels éduqués comme les médecins et les avocats au milieu et les autres travailleurs de l’industrie au bas de l’échelle. Ces changements ont été cependant souvent lents, avec une société occidentale qui dans son ensemble restait principalement agricole depuis des décennies.

### Royaume-Uni (1815-1870)

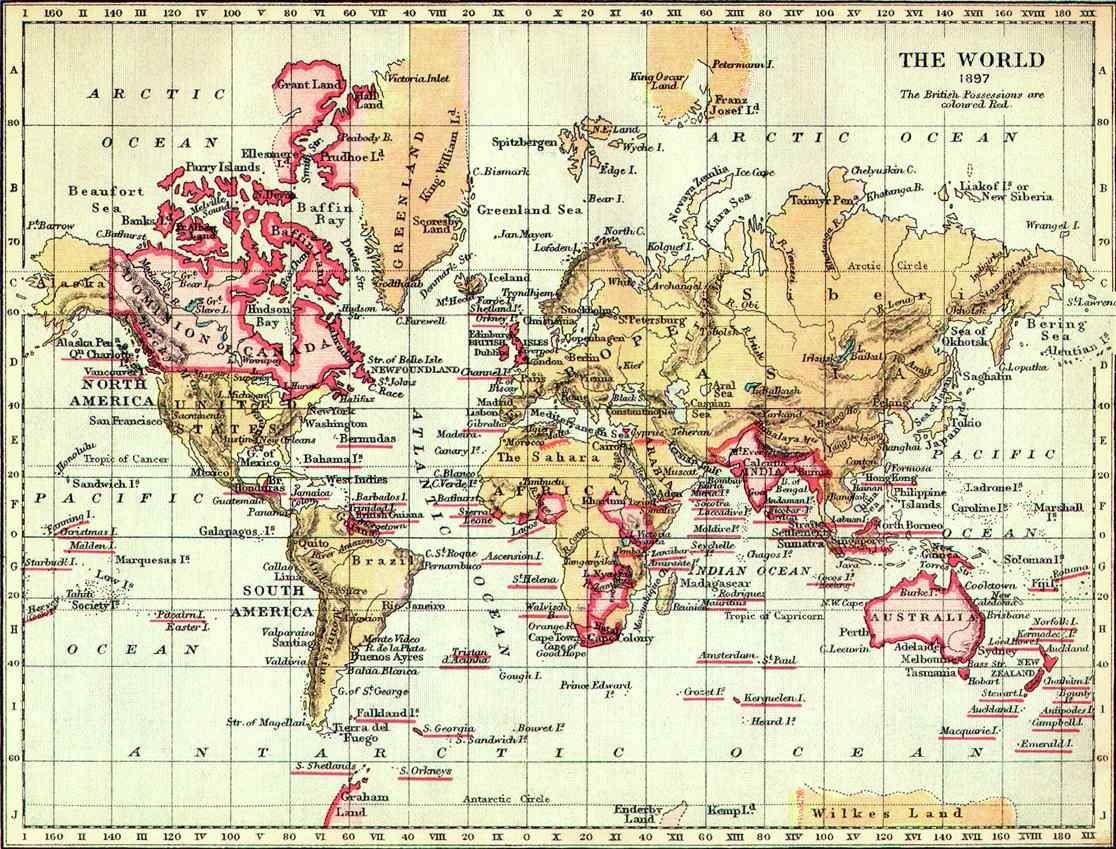
L’Empire britannique en 1897.

De 1837 à 1901, la Grande-Bretagne a été gouvernée par la reine Victoria, sans doute le plus populaire de tous les monarques britanniques de l'histoire. Son règne a vu la création d'un grand empire et la Grande-Bretagne devenir le plus puissant des pays occidentaux. La Grande-Bretagne a également connu une paix relative de 1815 à 1914, cette période est souvent appelée la Pax Britannica, traduction latine de « British Peace ». Cette période a également vu l'évolution de la monarchie constitutionnelle britannique, avec un monarque devenu davantage une figure de proue et le symbole de l'identité nationale qu’un véritable chef d'État, ce rôle étant dévolu au premier ministre, le leader au Parlement du parti au pouvoir. Deux partis dominants émergent au Parlement à cette époque, il s’agit du Parti conservateur et du Parti libéral. La clientèle électorale des libéraux était composée de la plupart des hommes d'affaires, du fait que de nombreux libéraux avaient soutenu l'idée d'un marché libre. Les conservateurs étaient soutenus par l'aristocratie et les agriculteurs. La majorité au Parlement alterna entre les deux partis au cours du XIXe siècle, mais l'ensemble du siècle est une période de réforme. En 1832, une représentation plus importante a été accordée aux nouvelles villes industrielles et les lois interdisant aux catholiques de siéger au Parlement ont été abrogées, bien que la discrimination contre les catholiques, surtout les catholiques Irlandais, se soit poursuivie. D'autres réformes ont accordé le suffrage universel et, avec le soutien de l'État, l'éducation élémentaire pour tous les britanniques. Davantage de droits ont également été accordés aux travailleurs.
L'Irlande a été séparée de Londres au Moyen Âge. Après la Réforme protestante l'establishment britannique a organisé une campagne de discrimination à l'encontre des Irlandais catholiques et presbytériens qui n'avaient pas beaucoup de droits en vertu des lois pénales irlandaises et la majorité des terres agricoles était la propriété des protestants. La Grande-Bretagne et l'Irlande sont devenues une seule nation gouvernée par Londres, sans aucune autonomie du Parlement d'Irlande, lorsque l’acte d'Union de 1800 a été adopté. Cette Irlande incorporée à la Grande-Bretagne, a abouti à la création du Royaume-Uni de Grande-Bretagne et d'Irlande. Au milieu du XIXe siècle, l'Irlande a souffert d'une famine dévastatrice la Grande Famine qui a tué 10 % de la population et a conduit à une émigration massive : voir Diaspora irlandaise.

### États-Unis (1815-1870)
Après être devenus indépendants de la Grande-Bretagne, les États-Unis ont commencé à s'étendre vers l'ouest et bientôt, un certain nombre de nouveaux États ont rejoint l'Union. En 1803, les États-Unis ont acheté à la France le territoire de la Louisiane que l'empereur Napoléon Ier avait repris à l'Espagne. Bientôt, la population croissante de l’Amérique a incorporé le territoire de la Louisiane, ce qui a doublé la taille du pays. Dans le même temps, une série de révolutions et de mouvements d'indépendance dans les empires américains de l’Espagne et du Portugal ont abouti à la libération de la quasi-totalité de l’Amérique latine, définie comme une région composée de l'Amérique du Sud, de la plus grande partie des Caraïbes et de l'Amérique du Nord au Sud du Mexique. Au début, l'Espagne et ses alliés semblaient prêts à tenter de reconquérir les colonies, mais les États-Unis et la Grande-Bretagne s'y opposèrent et la reconquête n'a jamais eu lieu. À partir de 1821, les États-Unis devinrent un pays frontalier de la nouvelle nation indépendante du Mexique. La République mexicaine rencontra très tôt le problème de savoir que faire de ses territoires du nord, à faible densité de population, qui forment aujourd'hui une grande partie de l'Ouest américain. Le gouvernement décida d'attirer les Américains à la recherche de terres. Les Américains sont arrivés en si grand nombre que les deux provinces du Texas et de Californie possédèrent bientôt une majorité de population blanche de langue anglaise. Cette immigration a entraîné un choc des cultures entre ces provinces et le reste du Mexique. Lorsque le Mexique est devenu une dictature sous le général Santa Anna, les Texans ont proclamé leur indépendance. Après plusieurs batailles, le Texas a arraché son indépendance au Mexique, bien que le Mexique ait plus tard affirmé qu'il avait encore des droits sur le Texas. Après avoir été pendant plusieurs années une république inspirée des États-Unis, le Texas a rejoint les États-Unis en 1845. Cela a conduit à des différends frontaliers entre les États-Unis et le Mexique, aboutissant à la guerre américano-mexicaine. La guerre s'est terminée par une victoire américaine et le Mexique a dû céder tous ses territoires du Nord aux États-Unis et reconnaître l'indépendance de la Californie qui s'était révoltée contre le Mexique pendant la guerre. En 1850, la Californie a rejoint les États-Unis. En 1848, les États-Unis et la Grande-Bretagne ont réglé un différend frontalier sur le territoire de la côte du Pacifique, appelé l'Oregon Country en donnant la partie nord à la Grande-Bretagne et la partie sud aux États-Unis. En 1867, les États-Unis se sont une nouvelle fois agrandis, avec l'achat à la Russie de la colonie de l’Alaska, au nord-ouest de l'Amérique du Nord.

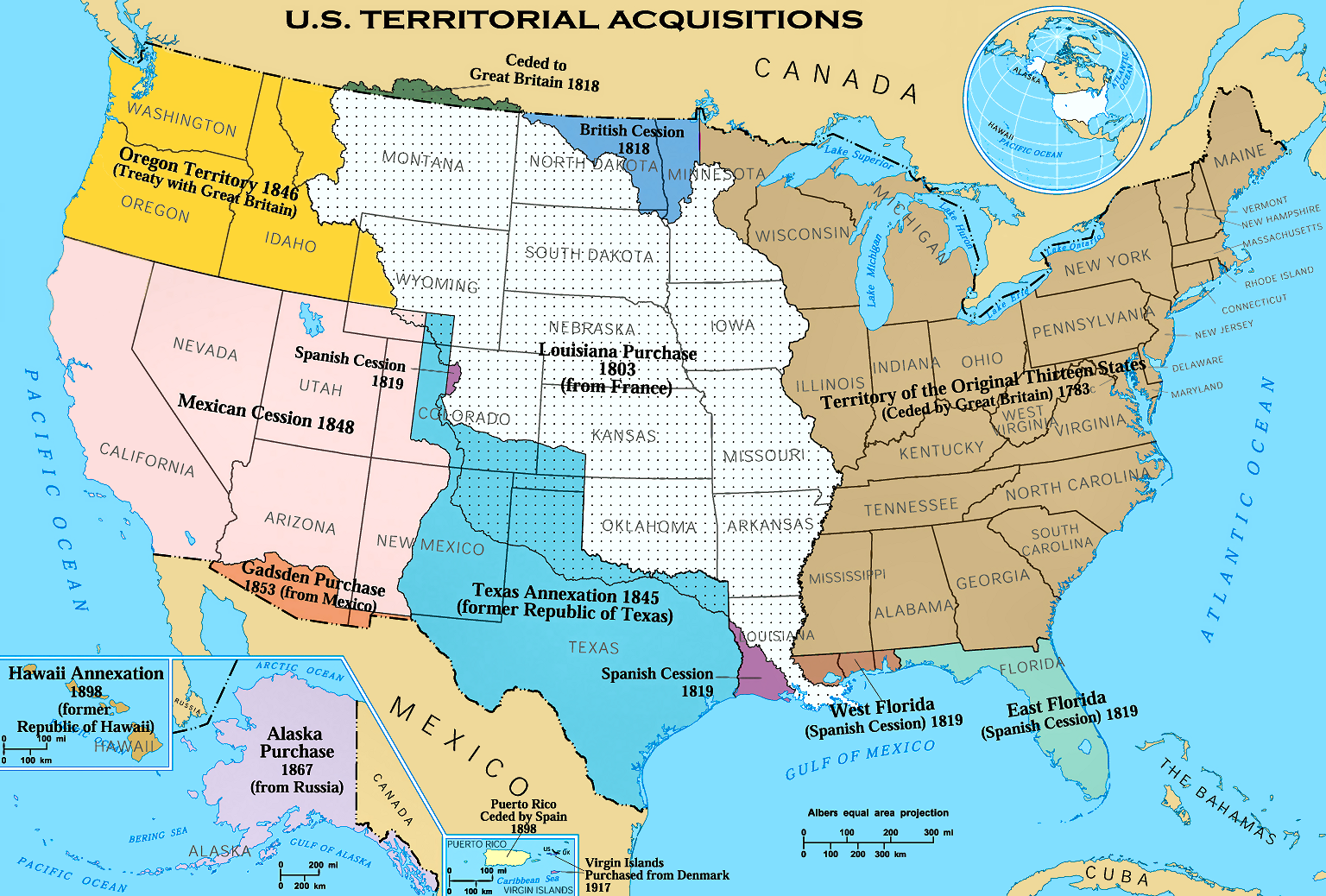
L'expansion territoriale des États-Unis.

Politiquement, les États-Unis sont devenus plus démocratiques avec la suppression des exigences en matière de propriété pour le droit de vote, mais le droit de vote était toujours réservé aux hommes blancs. Au milieu du XIXe siècle, la question la plus importante est devenue celle de l'esclavage. Les États du Nord avaient généralement interdit cette pratique, tandis que les États du Sud l’avait non seulement maintenue, mais ils en étaient venus à penser qu'elle était indispensable à leur mode de vie. Chaque fois que nouveaux États rejoignaient l'Union, les législateurs s'affrontaient pour décider s’il devait s’agir d’États esclavagistes ou bien d’États libres. En 1860, le candidat anti-esclavagiste Abraham Lincoln a été élu président. Craignant qu'il tente d'interdire l'esclavage dans tout le pays, plusieurs États du Sud ont fait sécession, formant les États confédérés d'Amérique pour élire leur propre président et lever leur propre armée. Lincoln a répliqué que la sécession était illégale et levé une armée pour écraser le gouvernement rebelle. Les Confédérés avaient une armée performante qui a même réussi à envahir le nord de l'État de Pennsylvanie. Toutefois, la situation a commencé à se renverser avec la défaite des Confédérés à Gettysburg en Pennsylvanie et à Vicksburg, qui a donné à l'Union le contrôle d’un objectif important, le Mississippi. Les forces de l'Union ont pénétré profondément dans le Sud et le plus grand général de la Confédération, Robert Lee, s’est rendu à Ulysses S. Grant, représentant de l'Union, en 1865. Après cette défaite, le sud a été occupé par l'Union et la guerre de Sécession a pris fin. Lincoln a été tragiquement assassiné en 1865, mais son rêve d’abolir l'esclavage, exposé en temps de guerre dans la proclamation d'émancipation, a été réalisé par le Parti républicain qui a interdit l'esclavage, accordé l'égalité et octroyé le droit de vote aux Noirs par un amendement à la constitution. Toutefois, si l'abolition de l'esclavage ne sera jamais remise en cause, l'égalité de traitement pour les Noirs le sera.
Au début du XIXe siècle, des missionnaires venus principalement d'Amérique, convertirent les Hawaïens au christianisme. Ils ont été suivis par des entrepreneurs américains qui ont créé des plantations de canne à sucre et d'ananas et développé l’économie de l'île, formant ainsi une nouvelle classe dirigeante, bien que la monarchie hawaïenne indigène ait continué à régner. Finalement, les Américains de langue anglaise et leurs descendants constituent la majorité de la population d'Hawaï.

### Canada (1815–1870)

Expansion territoriale du Canada.

À la suite de la révolution américaine, de nombreux loyalistes fidèles à la Grande-Bretagne ont fui vers le nord dans le pays qui est aujourd'hui le Canada (où ils étaient appelés loyalistes). Rejoints par la plupart des colons britanniques, ils ont contribué à établir les premières colonies comme l’Ontario et le Nouveau-Brunswick. La colonisation britannique en Amérique du Nord s’est étendue et bientôt il y a eu plusieurs colonies au nord et à l'ouest des premiers établissements situés au nord-est du continent, notamment la Colombie-Britannique et l’Île-du-Prince-Édouard. Des rébellions ont éclaté contre le pouvoir colonial en 1837, mais la Grande-Bretagne a apaisé les partisans des rebelles en 1867 en fédérant les colonies pour former un pays : le dominion du Canada. Bien que le Canada soit en libre-association avec la Grande-Bretagne du fait qu'il soit membre de l'Empire britannique, sa population bénéficie actuellement d'une indépendance totale à l'exception de la diplomatie. Le Canada était un cas unique dans l'Empire britannique en ce sens qu'il avait une province de langue majoritairement française, le Québec, dont la Grande-Bretagne avait acquis la possession après la guerre de Sept Ans.

### Australie et Nouvelle-Zélande (1815-1870)

Expansion territoriale de l’Australie.

À partir de 1788, la Grande-Bretagne a commencé à envoyer des condamnés en Australie à la colonie pénitentiaire de Sydney Cove. Ces forçats étaient souvent de petits « criminels », et représentaient le trop plein de la population au cours de la révolution industrielle britannique, en raison de l'urbanisation rapide et de l'entassement extrême dans les villes britanniques qui ont suivi l'industrialisation de l'Angleterre. Plus tard, des Britanniques libres, des irlandais et des Allemands ont immigré en Australie.
Les habitants indigènes de l'Australie, appelé Aborigènes, vivaient comme chasseurs-cueilleurs avant l'arrivée des Européens. Les Aborigènes ont été dépossédés de leurs territoires de chasse par l'expansion de l'agriculture européenne et ont vu leur population fortement réduite par l'exposition à des maladies de l’Ancien Monde telles que la variole, contre laquelle ils n'avaient pas d’ immunité naturelle. C'était une situation similaire qui s’est produite lorsque les habitants du Nouveau Monde ont rencontré les Européens en Amérique du Sud et en Amérique du Nord. En 1870, les Européens et leurs descendants constituaient la grande majorité de la population d'Australie et le continent tout entier était divisé en une série de colonies.
Les Britanniques se sont installés en Nouvelle-Zélande au début du XIXe siècle. En 1840, la Grande-Bretagne a signé un traité avec les autochtones de Nouvelle-Zélande, les Māoris, dans lequel la Grande-Bretagne obtenait la souveraineté sur l'archipel. Quand les colons britanniques sont arrivés, des affrontements ont eu lieu et les Britanniques ont livré plusieurs guerres avant de vaincre les Maoris. En 1870, la population d Nouvelle-Zélande était composée principalement de Britanniques et de leurs descendants.

### Empire britannique (1815-1870)

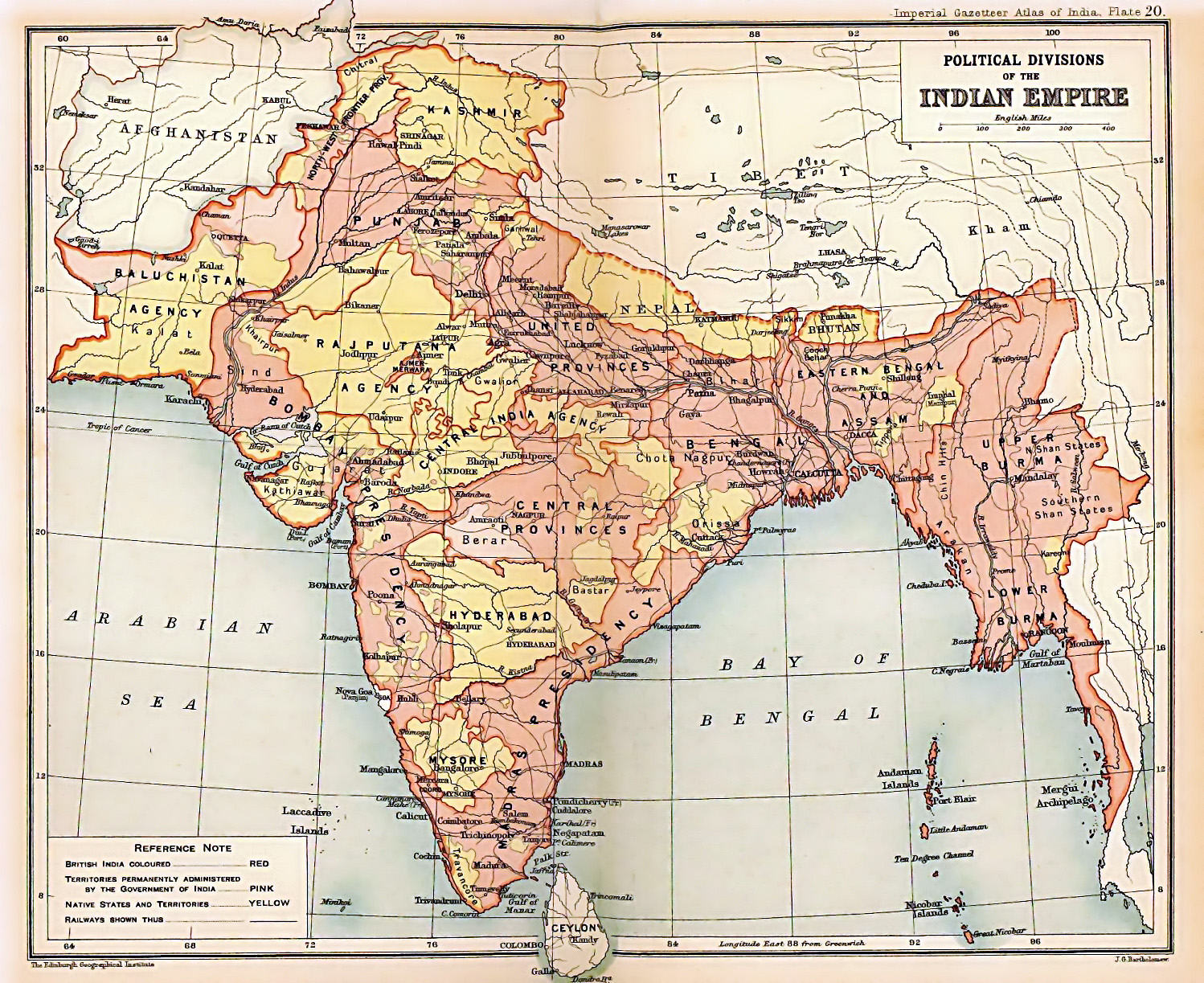
Le Raj britannique.

Tout au long du XIXe siècle, l'empire britannique s’est étendu. Toute l’Inde était devenue possession britannique en 1870. Beaucoup de Britanniques se sont installés en Inde, formant une classe dirigeante. Ils ont ensuite étendu la colonie vers le pays voisin de la Birmanie.
En Extrême-Orient, la Grande-Bretagne est entrée en guerre contre la Chine quand celle-ci a tenté d'empêcher la Grande-Bretagne de continuer à vendre une drogue dangereuse, l’opium, au peuple chinois. La première guerre de l'opium (1840-1842), s’est terminée par la victoire des Britanniques et la Chine a été obligée de supprimer tout obstacle au commerce britannique et de céder plusieurs ports, ainsi que l'île de Hong Kong à la Grande-Bretagne. Bientôt, d'autres puissances ont cherché à obtenir les mêmes privilèges de la Chine qui a été contrainte d'accepter, mettant ainsi fin à son isolement du reste du monde. En 1853, une expédition américaine a ouvert le Japon aux échanges avec les États-Unis d'abord, puis avec le reste du monde.
En 1833, la Grande-Bretagne a mis l'esclavage hors la loi dans tout l’empire, après une campagne couronnée de succès des abolitionnistes, et la Grande-Bretagne eut beaucoup de succès en essayant d'obtenir d'autres puissances qu’elles interdisent aussi cette pratique.
Les colons britanniques ont continué à arriver en Afrique australe. Les descendants des Néerlandais en Afrique du Sud, appelés les boers ou afrikaners, que la Grande-Bretagne dominait depuis les guerres anglo-néerlandaises, ont migré vers le nord, fuyant le pouvoir britannique.

## Europe continentale (1815-1870)

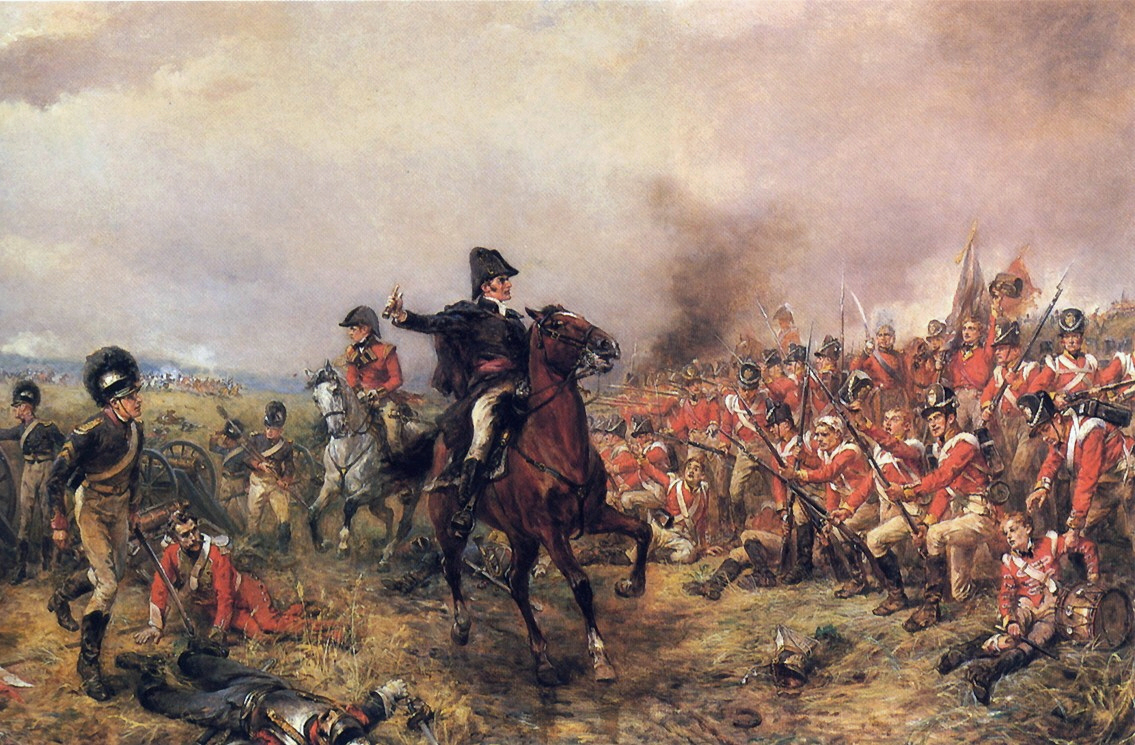
Le duc de Wellington à la bataille de Waterloo. La bataille a mis fin aux guerres napoléoniennes.

Les années qui ont suivi les guerres napoléonienne ont été une époque de changement en Europe. La révolution industrielle, le nationalisme et plusieurs révolutions politiques ont transformé le continent.
Les technologies industrielles ont été importées de Grande-Bretagne. Les premiers pays touchés ont été la France, les Pays-Bas et l'ouest de l’Allemagne. Finalement, la révolution industrielle s'est étendue à d'autres parties de l'Europe. Beaucoup d’habitants des campagnes ont migré vers les grandes villes comme Paris, Berlin et Amsterdam, qui étaient reliées comme jamais elles ne l’avaient été auparavant grâce aux voies ferrées. L’Europe eut bientôt sa propre classe de riches industriels et un grand nombre de travailleurs industriels. Les nouvelles idéologies ont émergé en réaction contre les abus présumés de la société industrielle. Parmi ces idéologies se trouvait le socialisme, et la plus radicale d’entre elles : le communisme, théorisé par l'Allemand Karl Marx. Selon le communisme, l'histoire est une suite de luttes de classes, dans lesquelles les travailleurs sont opposés à leurs employeurs. Inévitablement selon Marx, les travailleurs se dresseraient dans une révolution mondiale pour abolir la propriété privée. Le communisme était aussi athée, puisque selon Marx, la religion était simplement un outil utilisé par la classe dominante pour maintenir la classe opprimée dans un état de soumission docile.
Plusieurs révolutions sont survenues en Europe après les guerres napoléoniennes. L'objectif de la plupart de ces révolutions était d'établir une certaine forme de démocratie dans un pays particulier. Beaucoup ont réussi pendant un certain temps, mais leurs effets ont souvent été suivis d’un retour en arrière. Des exemples se sont produits en Espagne, en Italie et en Autriche. Plusieurs nations se sont vivement dressées contre la révolution et la démocratie, comme l'Autriche et la Russie. À cette époque deux révoltes ont été couronnées de succès : les guerres d'indépendance grecque et serbe qui ont libéré ces nations de la domination ottomane.
Une autre révolution s’est déroulée avec succès aux Pays-Bas. Après les guerres napoléoniennes, les Pays-Bas ont annexé la Belgique d'aujourd'hui qui faisait auparavant partie de l'Empire romain germanique. Les Néerlandais ont rencontré des difficultés à gouverner les Belges, en raison de leur religion catholique et de leur langue qui était pour la majorité le français. Dans les années 1830, les Belges ont réussi à se libérer de la domination néerlandaise et à instaurer le royaume de Belgique. En 1848, une série de révolutions ont eu lieu en Prusse, en Autriche et en France. En France, le roi Louis-Philippe a été renversé et une République fut proclamée. Louis-Napoléon, neveu de Napoléon Ier, a été élu premier Président de la République. Alors extrêmement populaire, Louis-Napoléon s’est fait proclamer empereur des Français sous le nom de Napoléon III (le fils de Napoléon Ier avait été couronné sous le nom de Napoléon II au cours de son règne) par un vote du peuple français, mettant fin à la Deuxième République en France. Les révolutions de Prusse et d'Italie étaient davantage axées sur un dessein nationaliste visant à constituer des États unifiés, respectivement l’Allemagne et l’Italie.
Dans les Cités-États d'Italie, beaucoup plaidaient en faveur d'une unification de tous les royaumes italiens en une seule nation. Parmi les obstacles à cet objectif figurait l’existence de nombreux dialectes Italiens parlés par les différentes populations d’Italie et la présence autrichienne dans le nord de la péninsule. L’unification de la péninsule a débuté en 1859. Le puissant royaume de Sardaigne (également appelé Savoie ou Piémont) a conclu une alliance avec la France et les deux pays entrèrent en guerre contre l'Autriche la même année. La guerre s'est terminée avec une victoire de la Sardaigne et les forces autrichiennes ont quitté l'Italie. Des plébiscites ont été organisés dans plusieurs villes et la majorité des gens ont voté pour l'union avec la Sardaigne et la création du royaume d'Italie sous l’autorité de Victor Emmanuel II. En 1860, le nationaliste italien Garibaldi a conduit les révolutionnaires à renverser le gouvernement du royaume des Deux-Siciles. Un plébiscite a abouti à une unification de ce royaume avec l'Italie. Les forces italiennes ont conquis l’est des États pontificaux en 1861. En 1866 la Vénétie est devenue part entière de l'Italie après que l'alliée de l'Italie, la Prusse, eut vaincu les gouvernants de leur royaume autrichiens, au cours de la guerre austro-prussienne. En 1870, les troupes italiennes ont conquis les États pontificaux, complétant l'unification. Le pape Pie IX a refusé de reconnaître le gouvernement italien ou de négocier un accord qui avalisait la perte des territoires de l'église.

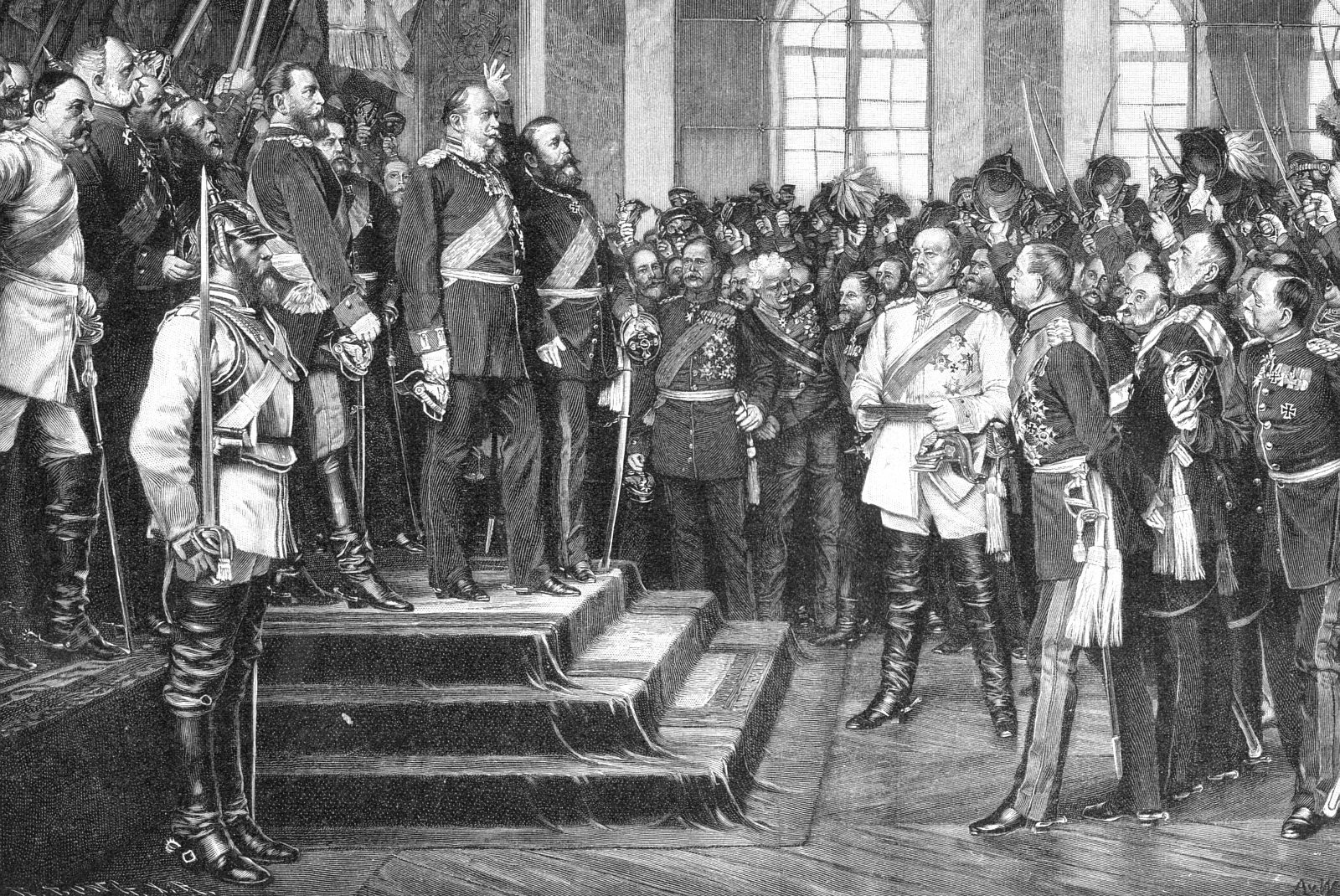
Proclamation de l’Empire allemand au château de Versailles après la guerre franco-prussienne.

La Prusse de la seconde moitié du XIXe siècle était dirigée par son roi Guillaume Ier et son puissant chancelier, Otto von Bismarck. En 1864, la Prusse est entrée en guerre contre le Danemark et a obtenu la cession de plusieurs territoires de langue allemande. En 1866, la Prusse est entrée en guerre contre l’empire d'Autriche, a été victorieuse et a créé autour d’elle une confédération de plusieurs États allemands, appelée la confédération de l'Allemagne du Nord. En 1870-1871, la Prusse a mené une guerre contre la France. La Prusse a vaincu et annexé deux territoires français frontaliers du Rhin : l’Alsace et la Lorraine. Après la guerre, Guillaume Ier a pris le titre de Kaiser inspiré du titre romain de César, avant de proclamer l’Empire allemand, de sorte que tous les États allemands autres que l'Autriche étaient désormais rassemblés au sein de cette nouvelle nation.
Après des années de discussions avec les révolutionnaires hongrois, dont le pays avait été conquis par l’Autriche des siècles auparavant, l'empereur d'Autriche François-Joseph décida de partager l'empire en deux parties : l'Autriche et la Hongrie. Il régnait ainsi à la fois comme empereur d'Autriche et roi de Hongrie. Le nouvel Empire austro-hongrois a été créé en 1867. Les deux peuples étaient unis dans la fidélité au monarque et dans la foi catholique.
Des changements sont survenus à travers tout l'Occident dans les domaines de la science et de la culture entre 1815 et 1870. En sciences, Louis Pasteur et Joseph Lister ont fait des découvertes sur les bactéries et les maladies qu’elles provoquaient chez les humains. Le biologiste britannique Charles Darwin a développé la théorie de l'évolution. Selon Darwin, seuls les organismes les plus aptes à s'adapter à leur environnement survivent tandis que les autres sont appelés à s’éteindre. Ces adaptations ont entraîné des changements dans les populations de certains organismes, pouvant conduire à terme à la création de nouvelles espèces. Les géologues de l'époque ont fait des découvertes indiquant que le monde était beaucoup plus âgé qu’on le croyait généralement. Les premières piles électriques ont été inventées et un système de télégraphe a également été mis au point, permettant des communications mondiales. Un mouvement culturel majeur, le Romantisme, a mis l’accent sur l'émotion et la nature, et idéalisé le Moyen Âge. Les écrivains romantiques les plus connus sont Sir Walter Scott, Lord Byron, Victor Hugo et Goethe. Les artistes et musiciens marquants de l’époque sont Franz Schubert, Richard Wagner, Frédéric Chopin et John Constable. L’architecture gothique redevint également un style à la mode, comme en témoignent la rénovation de la cathédrale Notre-Dame de Paris et le palais de Westminster en Grande-Bretagne.
En religion, de nouvelles églises comme les Églises méthodiste, unitarienne et mormone ont été fondées. À l’intérieur de l’Église anglicane est né le mouvement anglo-catholique qui insistait sur les traditions catholiques de l'Église. Beaucoup de gens sont devenus moins religieux durant cette période, bien qu'une majorité de personnes soit demeurée fidèle aux croyances traditionnelles chrétiennes.
L’Europe de 1870 différait grandement de l’état où elle était en 1815. La plupart des pays d'Europe occidentale avaient atteint un certain degré de démocratie et deux nouveaux États avaient été créés : l’Italie et l’Allemagne. Des partis politiques ont été fondés dans tout le continent et avec la propagation de l'industrialisation, l'économie européenne a été transformée, bien qu'elle soit restée très agricole.

## Nouvel impérialisme (1870-1914)
Les années comprises entre 1870 et 1914 ont vu l'expansion de la puissance occidentale à travers le globe. En 1914, l'Occident dominait toute la planète. Les principaux acteurs occidentaux de ce nouvel impérialisme étaient la Grande-Bretagne, la France, l'Allemagne, l'Italie et les États-Unis. Les deux puissances non occidentales qui ont joué un rôle dans cette nouvelle ère d’Impérialisme étaient la Russie et le Japon.

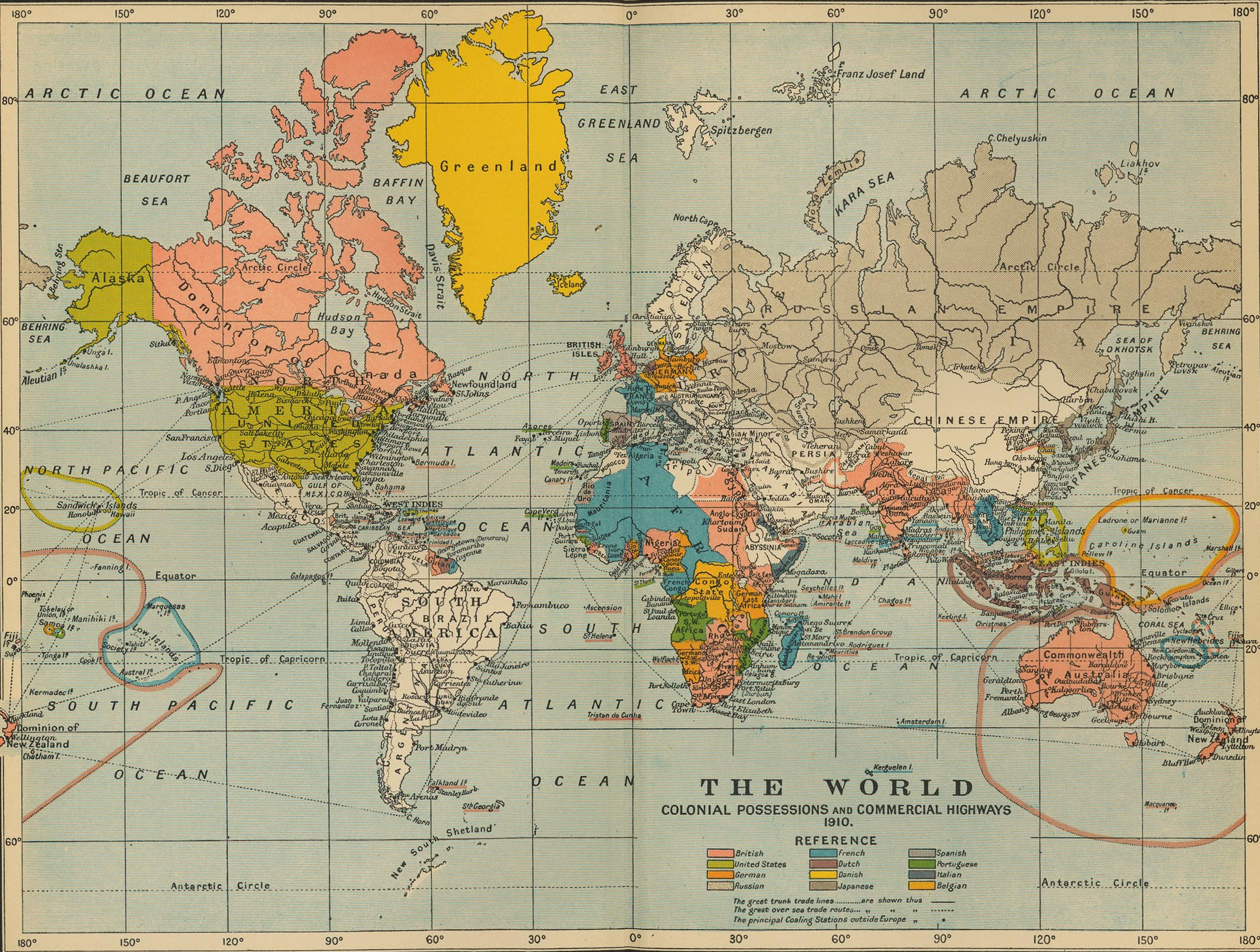
Les empires Occidentaux tels qu’ils étaient en 1910.

Bien que l'Occident ait été présent en Afrique depuis des siècles, ses colonies étaient restées limitées essentiellement aux côtes Africaines. Les Européens, notamment les Britanniques Mungo Park et David Livingstone, l'allemand Johannes Rebmann et le Français René Caillié, explorèrent ensuite l'intérieur du continent, permettant une expansion des possessions européennes à la fin du XIXe siècle. La période comprise entre 1870 et 1914 est souvent appelée celle du partage de l'Afrique, en raison de la concurrence entre les nations européennes pour le contrôle de l'Afrique. En 1830, la France occupa l’Algérie en Afrique du Nord. Beaucoup de Français s’établirent sur la côte méditerranéenne de l'Algérie. En 1882, la Grande-Bretagne annexa l’Égypte. La France a conquis finalement la majeure partie du Maroc et de la Tunisie. La Libye fut conquise par les Italiens. L’Espagne a colonisé une petite partie du Maroc et de l’état actuel du Sahara occidental. L’Afrique de l'Ouest était dominée par la France, bien que la Grande-Bretagne contrôlât également plusieurs petites colonies en Afrique occidentale. L'Allemagne a également possédé deux colonies en Afrique occidentale et le Portugal avait également une colonie. L’Afrique centrale était dominée par le Congo belge. Au début, la colonie a été gouvernée par le roi de Belgique, Leopold II, mais son régime a été si brutal que le gouvernement belge a pris le contrôle de la colonie. Les Allemands et les français ont également installé des colonies en Afrique centrale. Les Britanniques et les Italiens étaient les deux puissances dominantes de l’Afrique de l'Est, bien que la France y ait également établi une colonie. L’Afrique australe était dominée par l'Angleterre. Les tensions entre l'Empire britannique et les républiques boers ont conduit à la guerre des Boers, avec des combats entre les années 1880 et 1902, se terminant par une victoire britannique. En 1910, la Grande-Bretagne réunit ses colonies d'Afrique du Sud avec les anciennes républiques boers et fonda l’union d'Afrique du Sud, un dominion de l'Empire britannique. Les britanniques installèrent plusieurs autres colonies en Afrique australe. Les Portugais et les Allemands étaient également présents en Afrique australe. Les Français conquirent l'île de Madagascar. En 1914, l'Afrique ne comptait plus que deux nations indépendantes, le Liberia, une nation fondée en Afrique de l'Ouest par des Américains noirs libérés au début du XIXe siècle et l'ancien royaume d’Éthiopie en Afrique orientale. Beaucoup d'Africains, comme les Zoulous, ont résisté à la domination européenne, mais en fin de compte l'Europe a réussi à conquérir et à transformer le continent. Des missionnaires sont arrivés et ont créé des écoles, tandis que les industriels ont contribué à établir les industries du caoutchouc, du diamant et de l’Or sur le continent. Peut-être le changement le plus ambitieux de la part des Européens a-t-il été la construction en Égypte du canal de Suez qui a permis aux navires de voyager de l'Atlantique à l'océan Indien sans avoir à faire le tour de l'Afrique.
En Asie, la Chine a été vaincue par la Grande-Bretagne au cours de la guerre de l'opium, puis la Grande-Bretagne associée à la France dans la seconde guerre de l'opium et l’Empire du milieu été contraint de s'ouvrir au commerce avec l'Occident. Bientôt, toutes les grandes puissances occidentales, ainsi que la Russie et le Japon, ont contrôlé des sphères d'influence en Chine, bien que le pays soit resté indépendant. L’Asie du Sud-Est a été partagée entre l’Indochine française et la Birmanie britannique. Dans cette région, le Siam était l'un des rares pays resté indépendants à l'époque. Les Néerlandais ont continué à gouverner leur colonie des Indes néerlandaises, alors que la Grande-Bretagne et l'Allemagne ont également installé des colonies en Océanie. L'Inde est demeurée partie intégrante de l'Empire britannique, avec la reine Victoria couronnée Impératrice des Indes. Les Britanniques ont même construit une nouvelle capitale en Inde, à New Delhi. Le Moyen-Orient est resté largement sous domination ottomane et perse. La Grande-Bretagne, cependant, a étendu sa sphère d'influence en Perse et dans quelques petites colonies en Arabie et sur la côte de Mésopotamie.
Les îles du Pacifique ont été conquises par l'Allemagne, les États-Unis, la Grande-Bretagne, la France et la Belgique. En 1893, la classe dirigeante des colons de Hawaii, a renversé la reine d'Hawaï, Liliʻuokalani, et ont établi une république. Comme la plupart des dirigeants du coup d’État étaient Américains ou descendants d’Américains, ils ont demandé leur rattachement aux États-Unis, qui a accepté l'annexion en 1898.
L’Amérique latine a été en grande partie libre de toute domination étrangère pendant toute cette période, bien que les États-Unis et la Grande-Bretagne aient eu beaucoup d'influence sur la région. La Grande-Bretagne possédait deux colonies sur le continent latino-américain, tandis que les États-Unis, après 1898, contrôlaient plusieurs États des Caraïbes. Les États-Unis ont poussé Cuba et le Panamá à l'indépendance, mais ont obtenu la concession d’un petit territoire au centre du Panama et sont intervenus à plusieurs reprises à Cuba. D'autres pays ont également été confrontés de temps à autre à des interventions américaines, surtout dans les Caraïbes et dans la partie sud de l'Amérique du Nord.

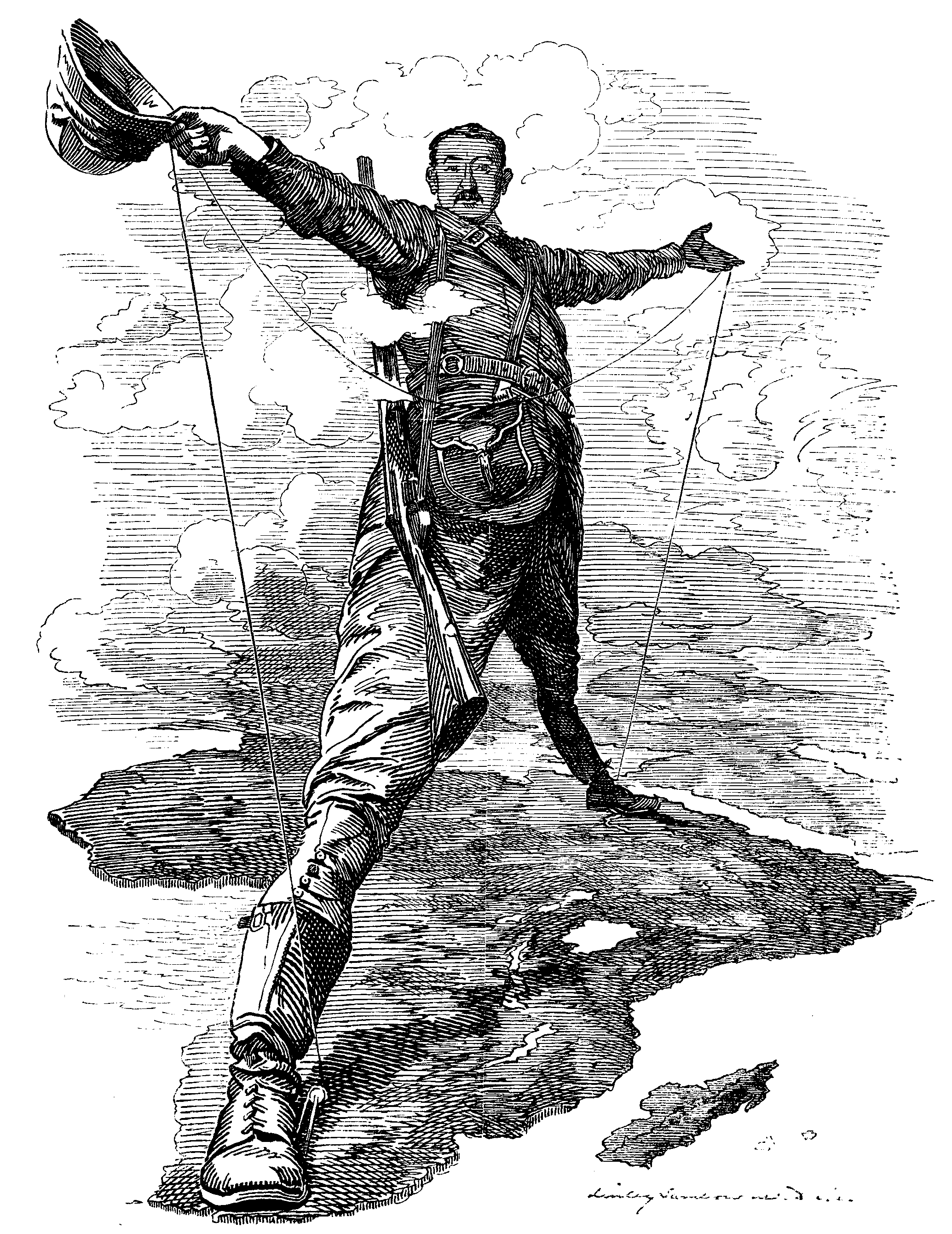
Le Colosse de Rhodes, une caricature de Cecil Rhodes annonçant les plans d’une ligne de télégraphe du Cap au Caire. Les pays européens ont organisé le partage de l'Afrique.

La concurrence pour le contrôle des colonies d'outre-mer, a parfois conduit à une guerre entre puissances occidentales ou entre puissances occidentales et non-Occidentales. Au tournant du XXe siècle, la Grande-Bretagne a livré plusieurs guerres dans un pays d'Asie centrale, l’Afghanistan, pour l'empêcher de tomber sous l'influence de la Russie qui régnait sur toute l'Asie centrale à l'exception de l'Afghanistan. La Grande-Bretagne et la France ont failli entrer en guerre pour le contrôle de l'Afrique. En 1898, les États-Unis et l'Espagne se sont déclaré la guerre après qu’un navire militaire américain a été coulé dans les Caraïbes. Même si, aujourd'hui il est généralement admis que le naufrage était accidentel, à cette époque les Américains ont tenu l'Espagne pour responsable et bientôt les forces américaines et espagnoles se sont affrontées partout dans le monde, de Cuba aux Philippines. Les États-Unis ont gagné la guerre et conquis plusieurs colonies Espagnoles des Caraïbes, dont Porto Rico et plusieurs îles du Pacifique, notamment Guam et les Philippines. D’importants mouvements de résistance à l'impérialisme occidental ont éclaté ici ou là comme la révolte des Boxers, un soulèvement contre les puissances coloniales en Chine et la guerre américano-philippine, une révolte contre les États-Unis, deux tentatives qui ont échoué.
La guerre russo-turque (1877-1878) a laissé l'empire ottoman dans un état tel qu’il n’était plus qu'une coquille vide, mais l'empire est parvenu à passer le cap du XXe siècle, jusqu'à sa partition finale qui a laissé les empires coloniaux britannique et français contrôler une grande partie du Moyen-Orient (mandat britannique de Palestine, mandat britannique de Mésopotamie, mandat français de Syrie, mandat français du Liban, en plus de l’occupation britannique de l'Égypte en 1882). Même si cela s'est passé des siècles après que l'Occident eut renoncé à ses vaines tentatives de conquérir la « Terre Sainte », sous des prétextes religieux, le ressentiment nourri contre les « croisés » dans le monde islamique, avec la montée du nationalisme sous l'Empire ottoman a contribué à l’éclosion de l’Islamisme.
L’expansion des puissances occidentales a considérablement changé les sociétés qu'ils ont conquises. La plupart des empires coloniaux ont été reliés par le chemin de fer et le télégraphe et les occidentaux ont construit des églises, des écoles et des usines. En 1914, même l’Antarctique avait été explorée par les Occidentaux et très peu de parties du monde échappaient encore à la domination de l'Occident et rares étaient les pays qui n'avaient pas été fortement influencés par les puissances occidentales.

## Grandes puissances et Première Guerre mondiale (1870-1918)
À la fin du XIXe siècle, le monde était dominé par quelques grandes puissances : Grande-Bretagne, États-Unis, Allemagne, France, Russie, Autriche-Hongrie, Italie...
Les inventeurs et les industriels ont transformé l'Occident à la fin du 19e et au début du 20e. L'Américain Thomas Edison fut un pionnier de l'électricité et de la technologie cinématographique. D'autres inventeurs américains, les frères Wright, ont réussi le premier vol d'un avion en 1903. Les premières automobiles ont également été inventées pendant cette période. Le pétrole est devenu une marchandise importante après qu’on eut découvert qu’il pouvait être utilisé comme source d’énergie pour les machines. L’acier a été développé en Angleterre par Henry Bessemer. Ce métal très solide, ainsi que l'invention des ascenseurs, a alors autorisé la construction de bâtiments de très grande hauteur, appelés gratte-ciels. À la fin du XIXe siècle, l'Italien Marconi a réalisé la première communication à longue distance utilisant la radio. En 1876, le premier téléphone a été inventé par Graham Bell, un Britannique expatrié vivant en Amérique. Beaucoup de personnes se sont enrichies au cours de cette seconde révolution industrielle, comme les entrepreneurs américains Andrew Carnegie et John Davison Rockefeller. Les syndicats ont continué à lutter pour les droits des travailleurs et en 1914 des lois limitant la durée travail et instituant l'interdiction du travail des enfants ont été adoptées dans de nombreux pays occidentaux.

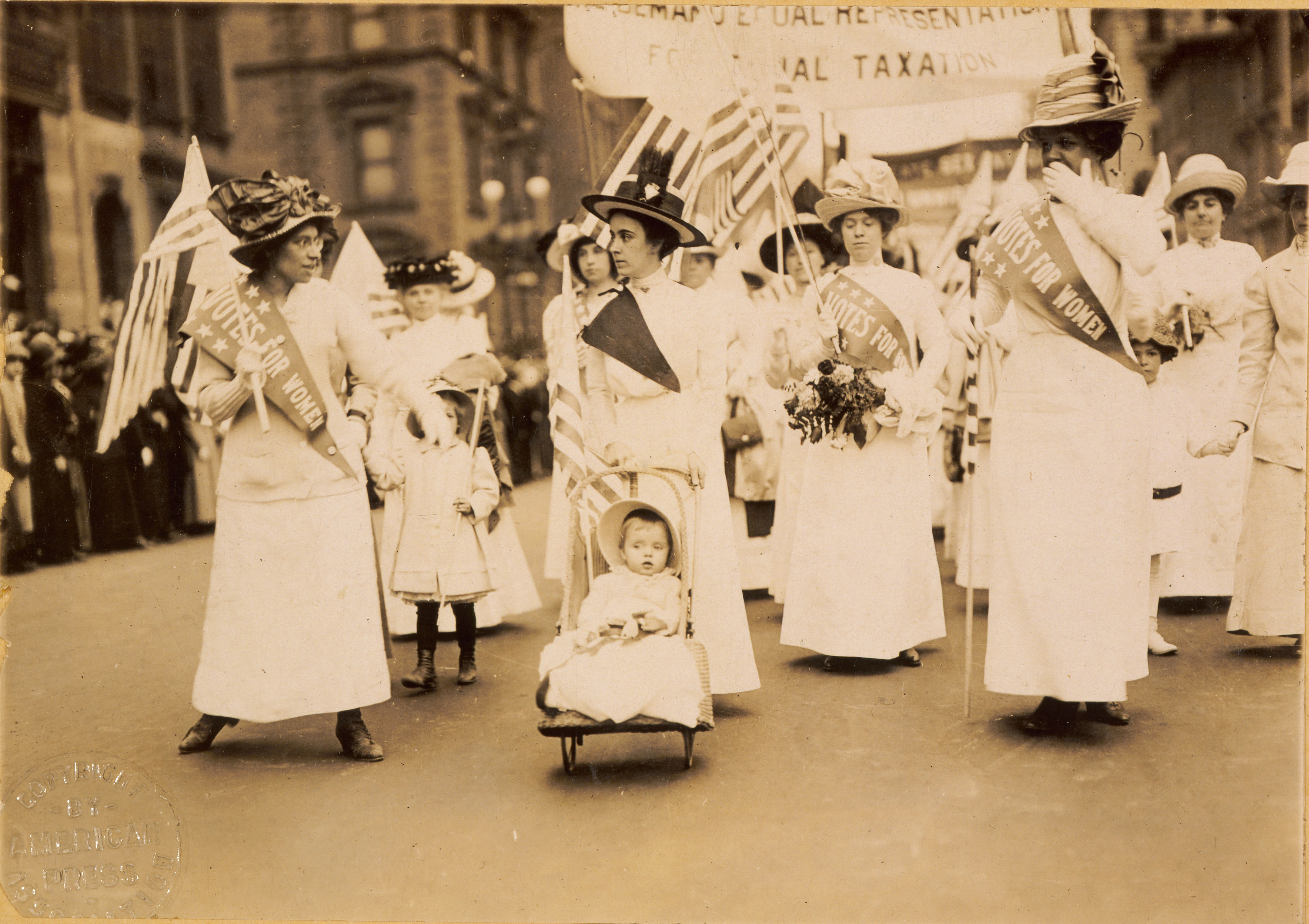
Défilé de suffragettes, New York, 6 mai 1912.

Culturellement, les nations anglophones vivaient alors l’apogée de l'ère victorienne, du nom de Victoria, la reine de Grande-Bretagne. En France, cette période est appelée la Belle Époque, une période comportant de nombreuses réalisations artistiques et culturelles. Pendant cette période a commencé le mouvement des suffragettes qui a cherché à obtenir le droit de vote pour les femmes. Cependant, en 1914, seulement une douzaine d'États américains avaient donné ce droit aux femmes, bien que dans de nombreux pays les femmes soient traitées de plus en plus comme les égales des hommes devant la loi.
Des villes ont grandi comme jamais auparavant, entre 1870 et 1914. Cela a conduit d'abord au surpeuplement et à des conditions de vie insalubres, en particulier pour les pauvres. Toutefois, vers 1914, les administrations municipales organisèrent pour leurs citoyens des services de police, d'incendie et d'enlèvement des ordures ménagères, services conduisant à une baisse du taux de mortalité. Malheureusement, la pollution provenant de la combustion du charbon et les déchets laissés par les milliers de chevaux qui envahissaient les rues détériorait la qualité de vie dans de nombreuses zones urbaines. Paris, qui était éclairée par le gaz et l’électricité et possédait la plus haute structure du monde à l'époque, la Tour Eiffel, a été souvent été considérée comme la ville moderne idéale et a servi de modèle pour les urbanistes du monde entier.

### Europe (1870-1914)
Entre les années 1870 et 1914 on a assisté à la montée de l'Allemagne comme puissance dominante en Europe. À la fin du XIXe siècle, l'Allemagne avait dépassé la Grande-Bretagne pour devenir la plus grande puissance industrielle mondiale. Elle possédait également l’armée la plus puissante d’Europe.
Après la guerre franco-prussienne, Napoléon III fut détrôné et la France proclama la république. À cette époque, la France était irrémédiablement divisée entre les forces catholiques et monarchistes et les forces anticléricales et républicaines. En 1905, l'Église et l'État ont été officiellement séparés en France, bien que la majorité de la population soit restée catholique. La France a également constaté qu’elle était affaiblie industriellement après sa guerre avec la Prusse en raison de la perte de ses mines de fer et de charbon, passées sous le contrôle des Allemands. En outre, la population de la France était moins nombreuse que celle l'Allemagne et sa démographie était moins favorable. Malgré tout, le sentiment national qui était fort a maintenu la cohésion de la France.
Entre 1870 et 1914, la Grande-Bretagne a continué une alternance gouvernementale pacifique entre le parti libéral et le parti conservateur et a conservé son vaste empire, le plus important de l'histoire du monde. Deux problèmes ont été rencontrés par la Grande-Bretagne durant cette période, le ressentiment contre la domination britannique en Irlande et la stagnation de la production industrielle en Grande-Bretagne dépassée par l'Allemagne et les États-Unis.

### États-Unis (1870-1914)

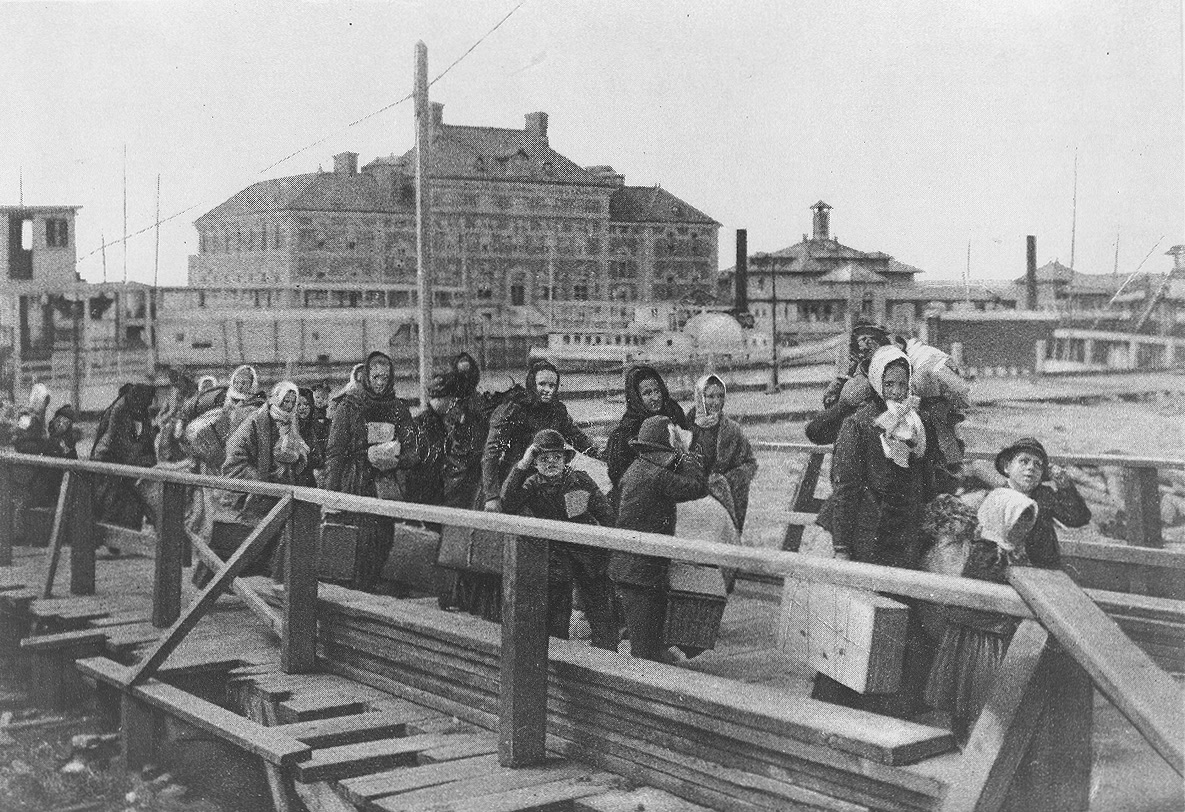
Immigrants d’Ellis Island, à New York Harbor, 1902.

À la suite de la grande guerre civile des changements sont survenus aux États-Unis. Après la guerre, les anciens États confédérés ont subi la tutelle de l’occupation fédérale et les législateurs fédéraux ont tenté d’obtenir l'égalité pour les Noirs en interdisant l'esclavage et en leur donnant la citoyenneté. Après plusieurs années, toutefois, les États du Sud ont commencé à rejoindre l'Union et leurs populations ont juré fidélité au gouvernement des États-Unis et, en 1877, la Reconstruction comme on a appelé cette période, est arrivée à son terme. Après avoir été à nouveau admis dans l'Union, les législateurs du Sud ont promulgué des lois organisant la ségrégation et interdisant aux Noirs de voter, lois qui ont eu pour conséquence que les Noirs ont été considérés comme des citoyens de seconde zone pendant les décennies qui ont suivi.
Un autre grand changement qui a commencé dans les années 1870 a été la colonisation par les Américains des territoires de l'Ouest. La croissance démographique dans l’Ouest américain a conduit à la création de nombreux États nouveaux à l'Ouest et en 1912 toutes les terres contiguës des États-Unis faisaient partie d’un État, ce qui portait leur total à 48. Quand les Blancs ont colonisé l'Ouest, des conflits sont survenus avec les Amérindiens. Après plusieurs guerres indiennes, les Amérindiens ont été réinstallés de force dans de petites réserves réparties dans tout l'Ouest et en 1914 les Blancs étaient devenus le groupe ethnique dominant de l'Ouest américain. Quand l'élevage et l’industrie de transformation de la viande est arrivée à maturité dans l'Ouest américain, une nouvelle technologie a permis aux marchandises destinées à d'autres parties du pays ainsi qu'à l'étranger d’être réfrigérées et transportées, le régime alimentaire des populations s’est grandement amélioré et a contribué à la croissance de la population dans tout l'Ouest.
La population américaine a fortement augmenté entre 1870 et 1914, en grande partie à cause de l’immigration. Les États-Unis étaient une terre d'accueil pour les immigrants depuis des décennies, mais au tournant du XXe siècle, leur nombre augmenta considérablement, en partie à cause d’une croissance démographique importante en Europe. Les immigrants étaient souvent confrontés à la discrimination, du fait que beaucoup d’entre eux étaient différents de la plupart des Américains, par la religion et la culture. Malgré cela, la plupart des immigrants avaient trouvé du travail et jouissaient d'une plus grande liberté que dans leur pays d'origine. Les principaux groupes d'immigrants étaient les Irlandais, les Italiens, les Scandinaves, les Allemands et les Juifs. La grande majorité, au moins pour la deuxième génération, ont appris l'anglais et adopté la culture américaine, tout en contribuant à l’évolution de la culture américaine, par exemple par la célébration des fêtes ethniques et l'introduction de cuisines étrangères en Amérique. Ces nouveaux groupes ont également modifié le paysage religieux de l'Amérique. Même si elle est restée principalement protestante, les catholiques, en particulier, ainsi que les Juifs et les chrétiens orthodoxes, ont vu leur nombre augmenter.
Les États-Unis sont devenus une grande puissance militaire et industrielle à cette époque, conquérant un empire colonial au détriment de l'Espagne et dépassant la Grande-Bretagne et l'Allemagne pour devenir la plus grande puissance industrielle du monde vers 1900. Malgré cela, la plupart des Américains étaient réticents à s'impliquer dans les affaires du monde et les Présidents américains ont généralement essayé de garder les États-Unis en dehors des conflits étrangers.

### Dominions (1870-1914)
Les populations du Canada, de l’Australie, de la Nouvelle-Zélande et de l'Afrique du Sud ont toutes continué à croître et à prospérer durant cette période. En 1907, la Grande-Bretagne a accordé le statut de Dominion à la Nouvelle-Zélande et en 1901 les colonies australiennes se sont unies pour former un Dominion. Tous ces pays sont devenus de grands pôles de la culture occidentale. L'Australie a octroyé le droit de vote à ses citoyens avant la Grande-Bretagne et la Nouvelle-Zélande a accordé le droit de vote aux femmes et attribué des pensions aux personnes âgées.

### Nouvelles alliances

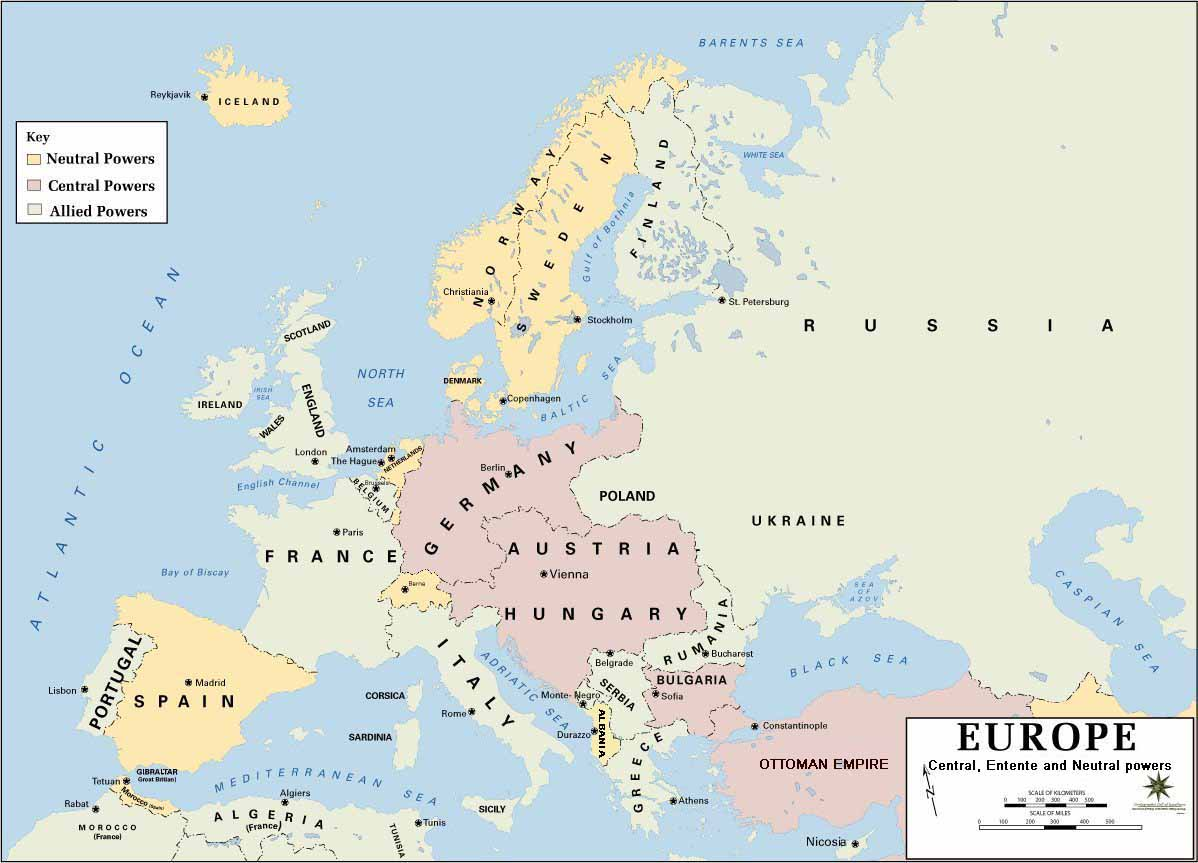
Alliances militaires Européennes en 1915. Les Empires centraux sont représentées en violet, les puissances de l’Entente en gris dans et les pays neutres en jaune.

La fin du XIXe siècle a vu la création de plusieurs alliances en Europe. L'Allemagne, l'Italie et l'Autriche-Hongrie ont formé une alliance défensive secrète nommée la Triple Alliance. La France et la Russie ont également développé entre elles des relations solides, en raison du financement de la révolution industrielle de Russie par les capitalistes français. Bien qu'elle n’ait pas conclu avec elles une alliance formelle, la Russie soutenait les nations slaves orthodoxes de l’Europe de l'Est qui s’étaient libérées au XIXe siècle après plusieurs guerres et révolutions contre l'Empire ottoman qui était alors en déclin et ne contrôlait plus la partie sud de la péninsule balkanique. Cette politique russe, appelée panslavisme, a suscité des conflits avec les empires ottoman et austro-hongrois, dont beaucoup de sujets étaient slaves. Les relations franco-allemandes ont également été tendues durant cette période en raison de la défaite de la France et de la perte des territoires annexés par la Prusse après la guerre de 1870. À cette époque également, l'Angleterre a mis fin à sa politique d'isolement du continent européen et conclu une alliance avec la France, appelé l’Entente cordiale. Plutôt que d’améliorer la sécurité des nations d'Europe, cependant, ces alliances ont au contraire accrus les risques d’éclatement d'une guerre européenne généralisée. D'autres facteurs qui conduiront à terme à la Première Guerre mondiale étaient la compétition pour les colonies d'outre-mer, l’accumulation des armements, notamment en Allemagne et les sentiments nationalistes exacerbés sur tout le continent.

### Première Guerre mondiale

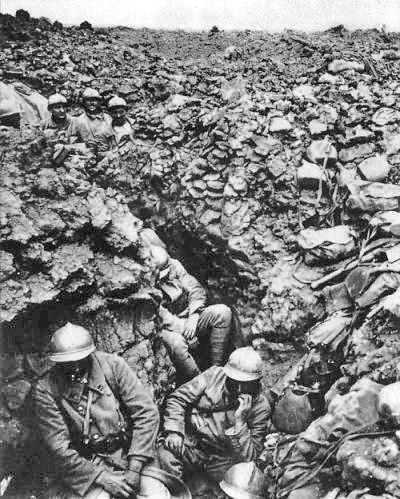
Soldats français du près de Verdun (France) en 1916.

Le 28 juillet 1914, l'héritier du trône austro-hongrois, l’archiduc François-Ferdinand, a été assassiné par des terroristes serbes à Sarajevo qui faisait à l’époque partie de l'Empire austro-hongrois. Lorsque la Serbie a refusé de livrer les individus impliqués dans l'assassinat, l'Autriche-Hongrie lui a déclaré la guerre, déclenchant ainsi la première Guerre mondiale. Craignant la défaite d'une nation de slaves orthodoxes dont elle était solidaire, la Russie déclara alors la guerre à l'Autriche-Hongrie. L'Allemagne répondit en déclarant la guerre à la Russie ainsi qu’à la France, alliée de la Russie. Pour attaquer la France, l'Allemagne envahit en août la Belgique, malgré sa neutralité, ce qui conduisit la Grande-Bretagne à déclarer la guerre à l'Allemagne. Rapidement la guerre fut dans l'impasse, avec des tranchées creusées de la mer du Nord à la Suisse. La guerre a également utilisé de nouvelles technologies et des armes relativement nouvelles, comme les mitrailleuses, les avions, les chars de combat, les cuirassés et les sous-marins. Même les armes chimiques ont été utilisées à un certain moment. La guerre a également concerné d'autres pays, comme la Roumanie et la Grèce qui ont rejoint la Grande-Bretagne et la France, alors que la Bulgarie et l’Empire ottoman s’alliaient à l'Allemagne. La guerre s'étendit à travers le monde avec l’affrontement des armées coloniales en Afrique et l’attaque des bases allemandes du Pacifique par les forces japonaises, alliées à la Grande-Bretagne. Au Moyen-Orient, la Grande-Bretagne a pris la Mésopotamie et la Palestine à l'Empire ottoman et soutenu la révolte arabe contre les Ottomans au centre de la péninsule arabique.
L’année 1917 a été une période cruciale pour la guerre. Les États-Unis avaient adopté une politique de neutralité, estimant qu’il s’agissait d’un conflit européen. Toutefois, au cours de la guerre, de nombreux Américains sont morts sur des paquebots britanniques coulés par les Allemands, ce qui a suscité un sentiment anti-allemand aux États-Unis. Cependant, l'évènement qui a finalement conduit les Américains à s’impliquer dans la guerre fut la découverte du télégramme Zimmermann, dans lequel l'Allemagne proposait au Mexique de l'aider à conquérir une partie des États-Unis s’il acceptait de conclure une alliance avec les empires centraux. En avril, les États-Unis déclarèrent la guerre à l'Allemagne. Au moment même où les États-Unis entraient en guerre, la Russie se retira. Après la mort de nombreux soldats et la famine en Russie, une révolution s'était produite contre le tsar, Nicolas II. Nicolas abdiqua et un gouvernement provisoire libéral fut mis en place. En octobre, les communistes Russes, dirigés par Lénine se levèrent contre le gouvernement et déclenchèrent une guerre civile. Finalement, les communistes ont été les vainqueurs et Lénine devint premier ministre. Son opinion étant que la Première Guerre mondiale était un conflit capitaliste, Lénine signa un traité de paix avec l'Allemagne par lequel il lui cédait une grande partie de ses territoires d'Europe centrale et orientale.
Bien que l'Allemagne et ses alliés n'aient plus à faire face à la Russie, le grand nombre de soldats américains débarqués et la grande quantité d’armes arrivées en Europe ont inversé la tendance contre l'Allemagne et, après plus d'un an de combats, l'Allemagne a été obligée de capituler.
Les traités qui ont mis fin à la guerre, dont le célèbre traité de Versailles, traitaient durement l'Allemagne et ses anciens alliés. L'Empire austro-hongrois et ottoman ont été complètement démantelés et l'Allemagne a vu sa taille considérablement réduite. Beaucoup de nouvelles nations ont été créées à partir des empires dépecés, comme la Pologne, la Tchécoslovaquie et la Yougoslavie. Le dernier empereur austro hongrois a abdiqué et deux nouvelles républiques, l’Autriche et la Hongrie, ont été créés. Le dernier sultan ottoman a été renversé et la Turquie est devenue une république. Le Kaiser Allemand a également abdiqué et l'Allemagne est devenue une république. L'Allemagne a également été contrainte d'abandonner les territoires qu'elle avait prise à la France au cours de la guerre franco-prussienne a dû accepter de reconnaître sa responsabilité dans le déclenchement de la guerre, procéder à la réduction de son armée et au payement de réparations à la Grande-Bretagne et la France.
Au Moyen-Orient, la Grande-Bretagne a obtenu la Palestine, la Transjordanie (aujourd'hui la Jordanie) et la Mésopotamie qui lui ont été attribuées comme colonies. La France a reçu de son côté la Syrie et le Liban. Un royaume indépendant, composé de la plus grande partie de la péninsule arabique, l’Arabie saoudite, a également été constitué. Les colonies allemandes d’Afrique, d’Asie et du Pacifique ont été partagées entre l'Angleterre et la France.
La guerre avait coûté des millions de vies et conduit beaucoup de personnes en Occident à ressentir un profond dégoût pour la guerre. Rares étaient ceux qui étaient satisfaits et beaucoup ont mal accepté les accords conclus à la fin de la guerre. Les Américains, les Japonais et les Italiens étaient en colère parce qu'ils n'avaient pas reçu de nouvelles colonies après la guerre et beaucoup estimaient que la guerre avait été une erreur. Les Allemands ont été indignés par la situation de leur pays après la guerre. Aussi, contrairement à ce que beaucoup avaient espéré, aux États-Unis par exemple, la démocratie ne prospéra pas dans le monde de l'après-guerre. La Société des Nations, une organisation internationale proposée par le président américain Woodrow Wilson pour éviter l’éclatement d’une autre grande guerre, s’est révélée inefficace, surtout à cause de l'isolationnisme des États-Unis qui n’ont jamais voulu y adhérer.

## Entre-deux-guerres (1918-1939)

### Europe
L'Europe était relativement instable après la Première Guerre mondiale. Bien que beaucoup de pays aient prospéré dans les années 1920, l'Allemagne tomba dans une profonde crise financière et économique. Aussi, la France et la Grande-Bretagne devaient beaucoup d'argent aux États-Unis. Lorsque la dépression est survenue aux États-Unis, l’Europe a été entraînée dans la crise. Il y a eu peut-être 30 millions de chômeurs dans le monde à la suite de la crise. De nombreux gouvernements ont contribué à alléger les souffrances de leurs citoyens et en 1937 l'économie s'est améliorée, même si les effets persistants de la crise demeuraient. Aussi, la crise a conduit à la propagation de la gauche radicale et des idéologies de droite, comme le communisme et le fascisme.
L'un des événements politiques importants survenu à l'époque en Europe fut l'indépendance de l'Irlande. En 1916 des militants républicains irlandais ont organisé l’Insurrection de Pâques et ont proclamé la République. Le soulèvement a été réprimé au bout de six jours et les meneurs de l'insurrection exécutés. Elle a été suivie par une guerre d'indépendance en 1919-1921 et la guerre civile irlandaise (1922-1923). Après la guerre civile, l'île a été divisée. L’Irlande du Nord continuant de faire partie du Royaume-Uni, tandis que le reste de l'île est devenue l'État libre d'Irlande. En 1927, le Royaume-Uni a pris le nom de Royaume-Uni de Grande-Bretagne et d'Irlande du Nord.
Dans les années 1920 le Royaume-Uni a accordé le droit de vote aux femmes.

### États-Unis

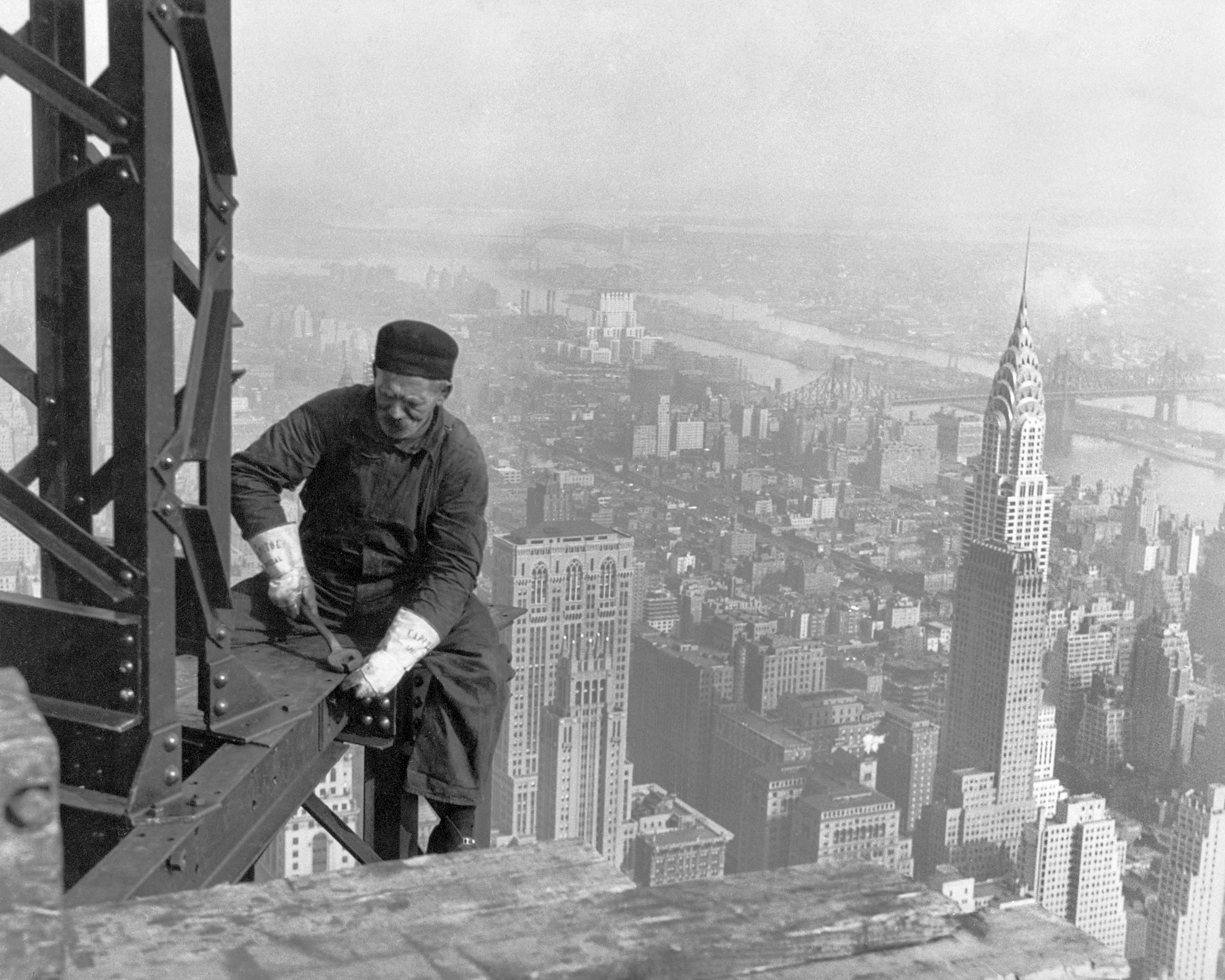
Construction de l 'Empire State Building, un symbole de la croissance économique américaine après la première Guerre mondiale.

Après la Première Guerre mondiale, la plupart des Américains ont regretté de s’être impliqués dans les affaires mondiales et souhaité un « retour à la normale ». Les années 1920 furent une période de prospérité économique aux États-Unis. Beaucoup d'Américains ont acheté des voitures, des radios et d’autres appareils avec l'aide de paiements échelonnés. Des cinémas ont surgi dans tout le pays, bien qu’il se soit d’abord agi de cinéma muet. En outre, beaucoup d'Américains ont investi dans le marché boursier comme source de revenus. Également dans les années 1920, les boissons alcoolisées ont été interdites aux États-Unis. Les femmes ont obtenu le droit de vote partout aux États-Unis. Bien que les États-Unis soient la nation la plus puissante dans la période de l’après-guerre, les Américains restaient isolationnistes et ont élu plusieurs présidents conservateurs dans les années 1920.
En octobre 1929, le marché boursier de New York s'est effondré, conduisant à la Grande Dépression. Beaucoup d’américains ont perdu toutes leurs économies et la baisse consécutive des dépenses de consommation en a conduit des millions d’autres à perdre leur emploi, lorsque les banques et les entreprises ont fermé. Dans le Middle West, une grave sécheresse a détruit les moyens de subsistance de nombreux agriculteurs. En 1932, les Américains ont élu Franklin Roosevelt comme président. Roosevelt a suivi la politique du New Deal qui a réglementé le marché boursier et les banques et a créé de nombreux programmes de travaux publics visant à fournir du travail aux chômeurs. Les politiques de Roosevelt ont permis d'atténuer les pires effets de la crise, même si en 1941 la Grande Dépression n’était toujours pas terminée. Roosevelt a également institué des pensions pour les personnes âgées et a fourni de l'argent à ceux qui étaient au chômage. Roosevelt fut également l'un des présidents les plus populaires de l'histoire des États-Unis, réélu en 1936 et également en 1940 et 1944, devenant ainsi le seul président des États-Unis à avoir rempli plus de deux mandats.

### Dominions
Les dominions de l'Empire britannique ont également été touchés par la crise, bien que les gouvernements aient essayé d'améliorer les économies de leurs comtés. Peut-être l'événement le plus important de l'entre-deux-guerres dans les Dominions a-t-il été le passage au statut de Westminster, dans lequel la Grande-Bretagne accordait la souveraineté totale aux Dominions (Australie, Nouvelle-Zélande, Canada, Afrique du Sud, Irlande), en abolissant les quelques pouvoirs qu'avait conservés le gouvernement britannique sur ces derniers. Toutefois, les pays gardaient des liens étroits avec la Grande-Bretagne et continuaient à reconnaître le monarque britannique comme leur roi, tout en demeurant membres du Commonwealth Britannique.

### Montée du totalitarisme

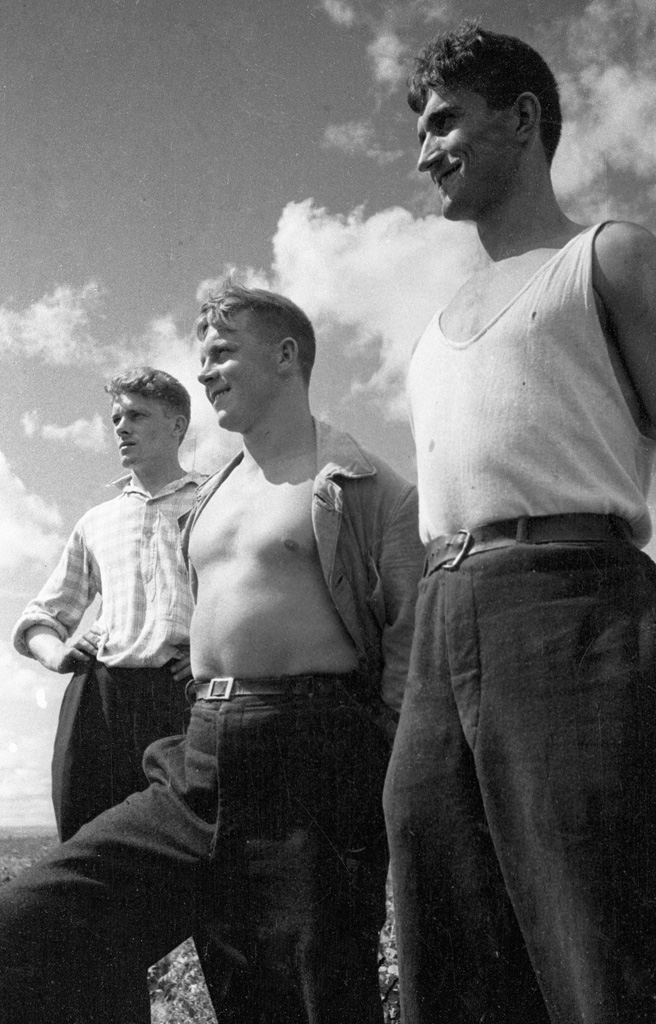
Photo prise en 1934, conforme à l'idéal soviétique des jeunes communistes pionniers qui fondèrent Komsomolsk-sur-l'Amour.

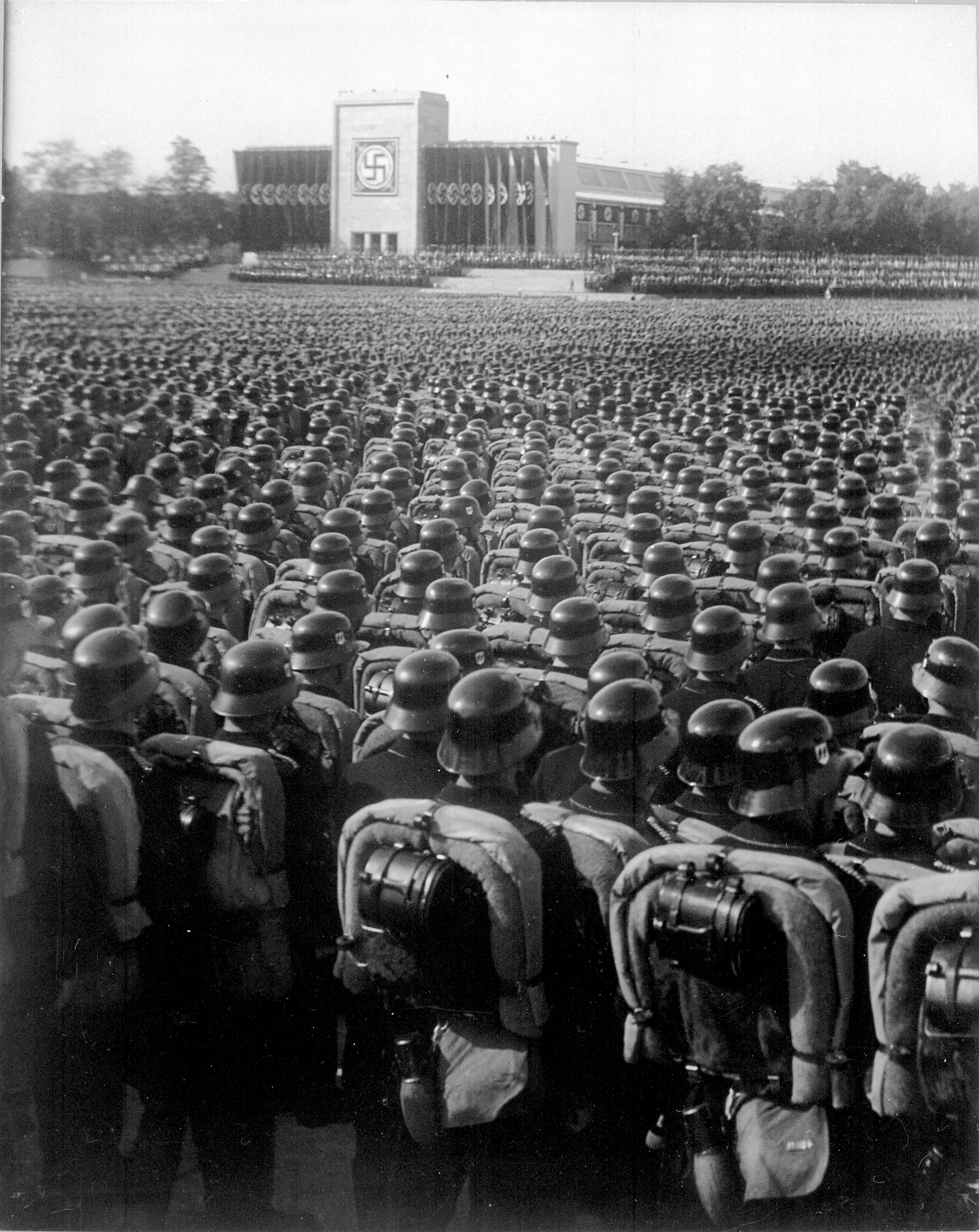
La montée du fascisme en Europe. Photo de propagande nazie prise en 1935.

L'entre-deux-guerres a vu la création des premiers régimes totalitaires de l'histoire du monde. Le premier a été créé en Russie (après la révolution de 1917, l'Empire russe a été rebaptisé Union des républiques socialistes soviétiques, ou Union soviétique). Le gouvernement contrôlait tous les aspects de la vie de ses citoyens, pour s’assurer de leur loyauté envers le Parti communiste et persécuter la religion. Lénine a été le créateur du système soviétique ; il a été porté à un niveau de brutalité extrême par son successeur, Joseph Staline.
Le premier État totalitaire d’Occident s’est mis en place en Italie. Contrairement à l'Union soviétique, il s’agissait toutefois, d’un État fasciste et non d'un État communiste. Le Fascisme est une idéologie moins structurée que le communisme, mais en général elle est caractérisée par un rejet total de l'humanisme et de la démocratie libérale, ainsi que par un nationalisme exacerbé, avec un gouvernement dirigé par un dictateur tout-puissant. L'homme politique italien Benito Mussolini, qui a fait ses premiers pas en politique au Parti socialiste, fonde en 1921 le Parti fasciste, d'où le fascisme tire son nom, après la Première Guerre mondiale et il a obtenu le soutien de nombreux Italiens déçus, en colère face au traitement réservé à l'Italie après la Première Guerre mondiale. Ils utilisaient également la violence et l'intimidation contre leurs ennemis politiques. En 1922, Mussolini a pris le pouvoir en menaçant d’organiser avec ses partisans une marche sur Rome, s'il n’était pas nommé Premier ministre. Bien qu'il partageât une partie pouvoir avec le roi, Mussolini dirigeait le pays à la manière d’un dictateur. Sous son règne, l'Italie s’est construite sur un modèle militaire et la démocratie a été reléguée au passé. Il obtint cependant succès diplomatique important en signant les accords du Latran, conclus entre l'Italie et le pape, à la suite desquels une petite partie de Rome où se trouvaient la basilique Saint-Pierre et d'autres biens de l'Église a été déclarée indépendante, sous le nom de Cité du Vatican, et le pape a été dédommagé pour les biens perdus par l’Église. En échange, le pape a reconnu le gouvernement italien.
Un autre parti fasciste, le parti nazi, prit le pouvoir en Allemagne. Les nazis étaient semblables aux fascistes de Mussolini, mais ils avaient de nombreuses positions différentes. Les Nazis étaient obsédés par une théorie raciale, affirmant que les Allemands faisaient partie d'une race supérieure, destinée à dominer les races inférieures du monde. Les nazis haïssaient particulièrement les Juifs. Un autre aspect singulier du nazisme était son lien avec un petit mouvement qui avait soutenu le retour à l'ancien paganisme germanique. Adolf Hitler, un vétéran de la Première Guerre mondiale, est devenu chef du parti en 1921. En obtenant l'appui de nombreux Allemands déçus et en utilisant l'intimidation et la violence contre ses ennemis, le parti nazi avait gagné beaucoup d’influence au début des années 1930. En 1933 Hitler a été nommé chancelier, s'est emparé du pouvoir et est devenu dictateur. Hitler a bâti une Allemagne militarisée en opposition avec le traité de Versailles et a dépouillé les juifs de tous leurs droits. Finalement, la création du régime hitlérien conduirait inéluctablement à la seconde Guerre mondiale.
En Espagne, une république avait été mise en place après l'abdication du roi. Après une série d'élections, une coalition de républicains, socialistes, marxistes et d’anticléricaux avait été portée au pouvoir. L'armée, rejointe par les conservateurs espagnols, s'est soulevée contre la République. En 1939, la guerre d'Espagne a pris fin et le général Franco est devenu un dictateur. Franco a soutenu les Gouvernements Italien et Allemand, bien qu'il ne se soit pas aussi fortement engagé qu’eux dans le fascisme et soit plutôt axé sur le rétablissement des traditions et de la position dominante du catholicisme en Espagne.

## Seconde Guerre mondiale et immédiat après-guerre (1939-1950)
La fin des années 1930 a vu une série de violations du traité de Versailles par l'Allemagne, cependant, la France et la Grande-Bretagne ont refusé d'agir. En 1938, Hitler a annexé l'Autriche dans le but d'unir sous sa domination tous les peuples de langue allemande. Ensuite, il a annexé une partie de la Tchécoslovaquie peuplée d’une population parlant allemand. La Grande-Bretagne et la France ont accepté de reconnaître son autorité sur ce territoire et en échange Hitler accepta de ne pas étendre davantage son empire. Au bout de quelques mois, cependant, Hitler a rompu sa promesse et annexé le reste de la Tchécoslovaquie. Malgré cela, les Britanniques et les Français ont choisi de ne rien faire, en voulant éviter la guerre à tout prix. Hitler a alors conclu un pacte de non-agression secret avec l'Union soviétique, en dépit du fait que l'Union soviétique était communiste et l'Allemagne fasciste. C’est dans les années 1930 également que l'Italie a conquis l'Éthiopie. Les Soviétiques ont aussi commencé à annexer les pays voisins. Le Japon engagé ses premières actions agressives à l'égard de la Chine. Après que le Japon se fut ouvert aux échanges avec l'Occident au milieu du XIXe siècle, ses dirigeants avaient appris à tirer parti de la technologie occidentale et leur pays s’était industrialisé à la fin du siècle. Dans les années 1930, le gouvernement du Japon est passé sous le contrôle des militaristes qui voulaient établir un empire dans la région Asie-Pacifique. En 1937, le Japon envahit la Chine.

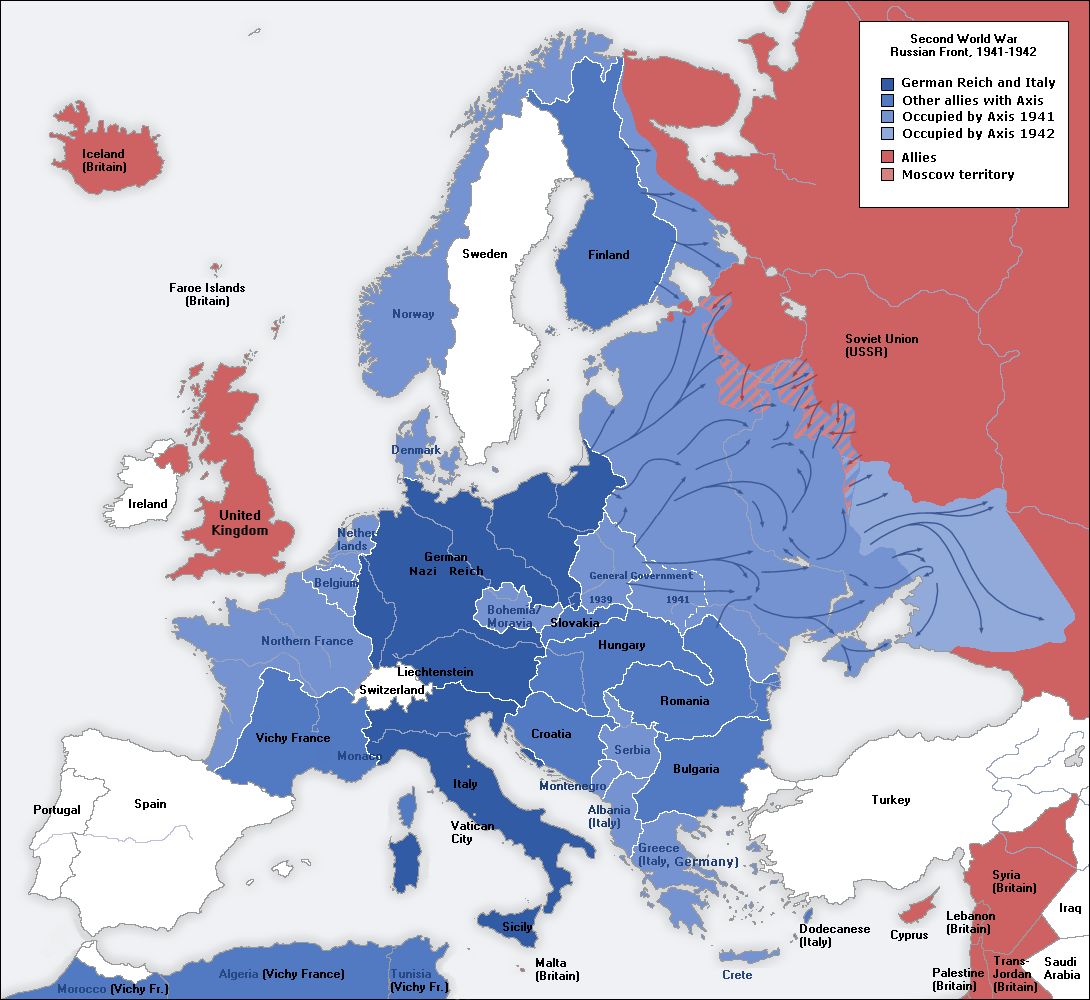
Occupation allemande de l’Europe continentale et de l'Afrique du Nord.

En 1939, les forces allemandes ont envahi la Pologne, et aussitôt le pays a été dépecé et partagé entre l'Union soviétique et l'Allemagne. La France et la Grande-Bretagne ont alors déclaré la guerre à l'Allemagne, la seconde Guerre mondiale avait commencé. La guerre a été caractérisée par l'utilisation de nouvelles technologies et l'amélioration des techniques existantes. Des avions appelés bombardiers étaient capables de parcourir de grandes distances pour larguer des bombes sur leurs cibles. Les sous-marins, les chars de combat et les cuirassés s’étaient également améliorés. La plupart des soldats étaient équipés de mitraillettes et les armées étaient plus mobiles que jamais auparavant. L'invention britannique du radar allait également révolutionner la tactique. Les forces allemandes ont envahi et conquis les Pays-Bas et ont même occupé la France en juin. En 1940, l'Allemagne, l'Italie et le Japon ont conclu une alliance qu’on désignait par l’expression, les puissances de l'Axe. L’Allemagne a ensuite concentré son effort de guerre sur la Grande-Bretagne. Hitler a tenté de vaincre les forces britanniques par la seule puissance aérienne. Au cours de la bataille d'Angleterre, les bombardiers allemands ont détruit une grande partie des forces aériennes britanniques et de nombreuses villes britanniques. Menés par leur Premier ministre, le farouche Winston Churchill, les Britanniques ont refusé de capituler et ont lancé des attaques aériennes sur l'Allemagne. Finalement, Hitler détourna son attention de la Grande-Bretagne pour attaquer l'Union soviétique. En juin 1941, les forces allemandes envahirent l'Union soviétique et pénétrèrent bientôt profondément en Russie, autour de Moscou, Leningrad et Stalingrad. L'invasion d'Hitler a été une surprise totale pour Staline, mais Hitler avait toujours cru que, tôt ou tard, le communisme soviétique et ce qu'il croyait être les peuples « inférieurs » slaves devaient être éradiqués.
Les États-Unis ont tenté de rester neutre au début de la guerre. Toutefois, un nombre croissant de personnes s’inquiétait des conséquences d'une victoire fasciste. Ainsi, le président Roosevelt a commencé à envoyer des armes pour soutenir les Britanniques, les Chinois et les Soviétiques. En outre, les États-Unis ont décrété un embargo contre les Japonais qui continuaient la guerre contre la Chine et avaient conquis de nombreuses colonies autrefois dominées par les Français et les Néerlandais, pays qui étaient maintenant sous occupation allemande. Le Japon a réagi en lançant une attaque surprise contre Pearl Harbor, une base navale américaine d’Hawaï 1941. Les États-Unis ont répliqué en déclarant la guerre au Japon. Le lendemain, l'Allemagne et l'Italie ont déclaré la guerre aux États-Unis. Les États-Unis, la Grande-Bretagne et l'Union soviétique constituaient maintenant les Alliés, dont le but était la destruction des puissances de l'Axe. Parmi les autres pays alliés figuraient le Canada, l'Australie et la Chine. En 1942, les armées allemandes et italiennes ont conquis la Norvège, les Pays-Bas, la France, les Balkans, l'Europe centrale, une partie de la Russie et la plus grande partie de l’Afrique du Nord. Cette année-là, le Japon a conquis une grande partie de la Chine, l’Asie du Sud-Est, l'Indonésie, les Philippines et de nombreuses îles du Pacifique. La vie dans ces empires était cruelle - en particulier en Allemagne, où l’Holocauste a été perpétré. Onze millions de personnes - six millions de Juifs - ont été systématiquement assassinés par les nazis jusqu’en 1945.

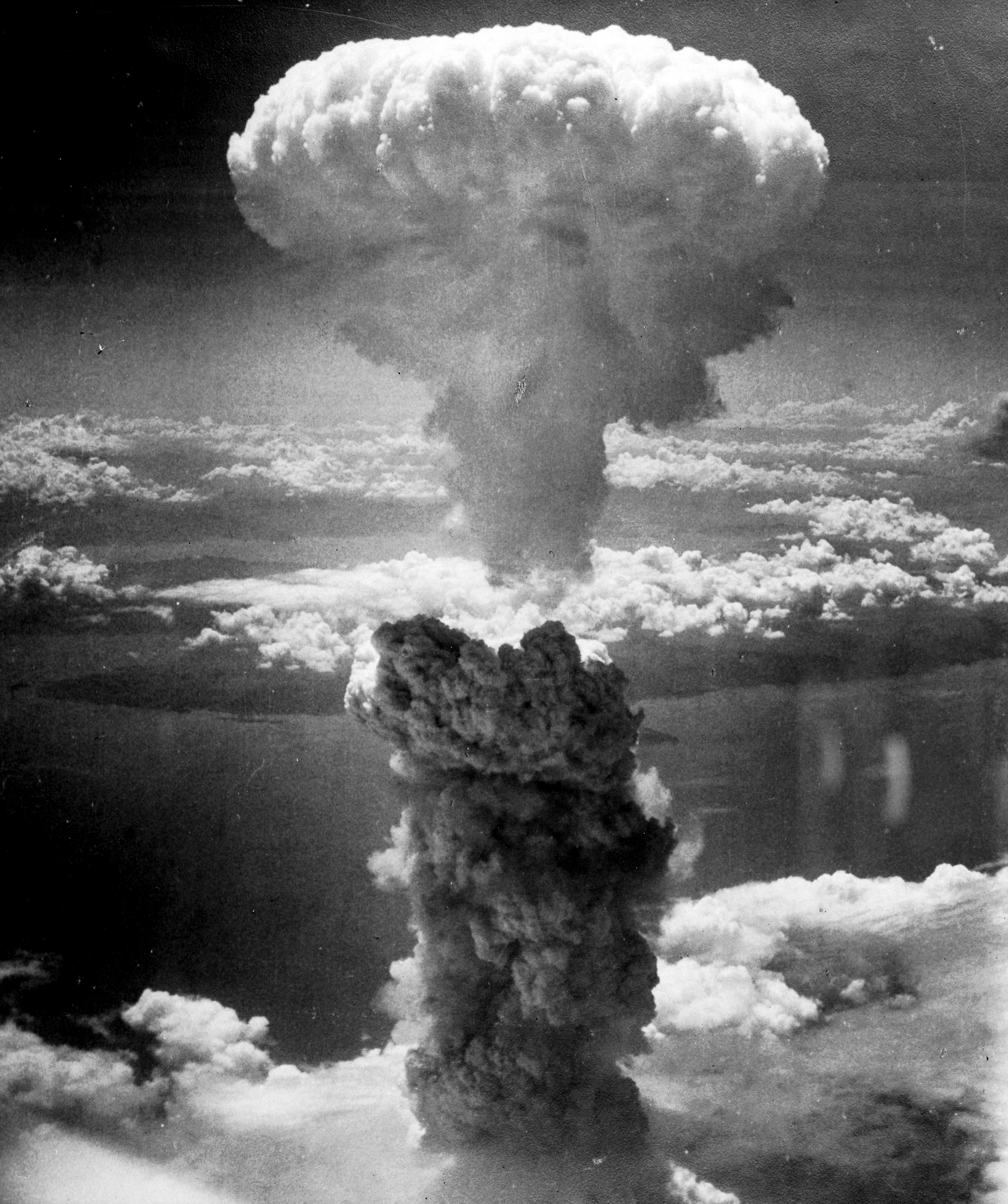
Les bombardements atomiques de Hiroshima et Nagasaki, ont amené la fin de la Seconde Guerre mondiale.

À partir de 1943, les Alliés ont pris le dessus. Les troupes américaines et britanniques ont d'abord libéré l'Afrique du Nord, en chassant les Allemands et les Italiens. Ensuite, ils ont envahi l'Italie, où Mussolini a été destitué par le roi et plus tard a été exécuté par des partisans italiens. L'Italie a alors capitulé et a été occupée par les alliés. Après la libération de l'Italie, le Américains, les Britanniques et les troupes canadiennes ont traversé la Manche et libéré la Normandie de la domination allemande, au prix de la perte de nombreuses vies. Les Alliés occidentaux ont alors été en position de libérer le reste de la France et de progresser vers l'Allemagne. Au cours de ces campagnes en Afrique et en Europe occidentale, les Soviétiques ont repoussé les Allemands, les poussant hors de l'Union soviétique et les chassant de Europe de l'Est et de l’Europe centrale. En 1945, les Alliés et les Soviétiques ont envahi l'Allemagne elle-même. Les Soviétiques ont pris Berlin et Hitler s’est suicidé. L'Allemagne a capitulé sans condition et est passée sous occupation alliée. La guerre contre le Japon continuait cependant. Les forces américaines depuis 1943 avaient commencé à progresser à travers le Pacifique, libérant des territoires occupés par les Japonais. Les Britanniques ont aussi combattu les Japonais dans différents endroits comme la Birmanie. En 1945, les États-Unis avaient encerclé le Japon, mais les Japonais refusaient de se rendre. Craignant qu’une invasion terrestre ne coûte un million de vies américaines, les États-Unis ont utilisé une nouvelle arme contre le Japon, la bombe atomique, mise au point aux États-Unis après des années de travaux par une équipe internationale comprenant des Allemands. Les États-Unis ont largué une bombe sur chacune des villes japonaises d’Hiroshima et de Nagasaki, les détruisant toutes deux. Ce bombardement, combiné avec une invasion soviétique de la Mandchourie occupée par les Japonais, a conduit le Japon à la reddition.

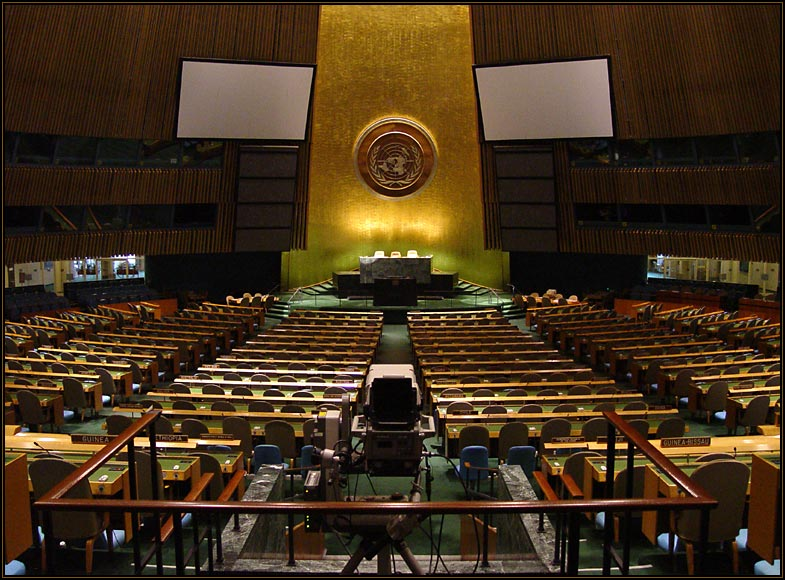
La charte des Nations unies a été signée à San Francisco en 1945.

Après la guerre, les États-Unis, la Grande-Bretagne et l'Union soviétique ont tenté de coopérer. Les chefs militaires allemands et japonais responsables des atrocités commises par leurs régimes ont été jugés et beaucoup ont été exécutés. L'organisation internationale des Nations unies a été créée. Son but était de prévenir le déclenchement des guerres, ainsi que d’apporter aux peuples du monde la sécurité, la justice et le respect de leurs droits. La période de coopération de l'après-guerre a pris fin, toutefois, lorsque l'Union soviétique a organisé des élections truquées dans les pays occupés de l'Europe de l'Est pour permettre la victoire des communistes. Bientôt, l'ensemble de l'Europe de l’Est et une grande partie de l'Europe centrale sont passées sous la coupe de dictatures communistes, toutes étroitement alliées à l'Union soviétique. Après la guerre l'Allemagne avaient été occupée par les Britanniques, les Américains, les Français et les forces soviétiques. Les occupants étant incapables de s'entendre sur un nouveau gouvernement, le pays a été divisé en une partie Occidentale démocratique et une Allemagne de l'Est communiste. Berlin lui-même a également été divisé, avec Berlin-Ouest faisant partie de l’Allemagne de l'Ouest et Berlin-Est faisant partie de l’Allemagne de l'Est. Pendant ce temps, les anciennes nations de l’Axe virent bientôt leur souveraineté restaurée, l'Italie et le Japon retrouvèrent leur indépendance après la guerre.
La Seconde Guerre mondiale avait coûté des dizaines de millions de vies et en avait ravagé de nombreuses autres. Des villes entières et les économies étaient en ruines. Toutefois, dans les pays alliés, les gens étaient remplis de fierté d'avoir empêché le fascisme de dominer le monde et, après la guerre, le fascisme en tant qu’idéologie était presque totalement éradiqué. L'équilibre des pouvoirs dans le monde avait également été modifié, les États-Unis et l'Union soviétique étant devenues les deux superpuissances mondiales.

## Chute des Empires coloniaux (1945-1970)
À la suite de la Seconde Guerre mondiale, les grands empires coloniaux constitués par les puissances occidentales à partir de début des temps modernes ont commencé à s'effondrer pour plusieurs raisons. Tout d'abord, la Seconde Guerre mondiale, avait dévasté l'économie européenne et forcé les gouvernements à dépenser beaucoup d'argent, rendant le coût de l'administration coloniale de plus en plus difficile à supporter. Ensuite, les deux superpuissances de l’après la guerre, les États-Unis et Union soviétique étaient toutes deux opposées à l'impérialisme, aussi les empires européens maintenant affaiblis ne pouvaient généralement pas compter sur une aide extérieure. Troisièmement, les Occidentaux n'étaient plus intéressés par le maintien des empires et parfois même opposés à leur existence. La quatrième raison était la montée des mouvements d'indépendance après la guerre. Les futurs leaders de ces mouvements avaient souvent été éduqués dans des écoles coloniales gérées par les Occidentaux où ils ont adopté des idées occidentales comme la liberté, l'égalité, l’autodétermination et le nationalisme, qu’ils ont retournées contre leurs maîtres coloniaux.
Les premières colonies à obtenir leur indépendance se trouvaient en Asie. En 1946, les États-Unis ont accordé l'indépendance aux Philippines, leur seule grande colonie d'outre-mer. En Inde, le Mahatma Gandhi a conduit ses disciples à la résistance non-violente contre la domination britannique. À la fin des années 1940, la Grande-Bretagne a été incapable de s’entendre avec les Indiens pour gouverner la colonie, ce qui, conjugué avec la sympathie du monde entier pour le mouvement non-violent de Gandhi, a conduit la Grande-Bretagne à accorder l'indépendance à l'Inde en 1947, la divisant en une grande partie hindoue, l’Inde et une partie plus petite, en grande partie musulmane, le Pakistan. En 1948, la Birmanie ex-colonie de la Grande-Bretagne est devenue indépendante et en 1945 les nationalistes Indonésiens ont proclamé l’indépendance de l'Indonésie que les Pays-Bas ont reconnue en 1949 après quatre ans de lutte armée et diplomatique. L'indépendance de l’Indochine française n’a été acquise qu’après de longs combats. À la suite du retrait des forces japonaises de la colonie après la Seconde Guerre mondiale, la France a repris le contrôle du pays mais elle a dû composer avec un mouvement d'indépendance qui avait combattu contre les Japonais. Le mouvement était dirigé par Hô Chi Minh qui était le chef des communistes vietnamiens. Pour cette raison, les États-Unis ont fourni à la France des armes et une aide, pour éviter que les communistes ne s’emparent du Sud-Est asiatique. À la fin cependant, la France a cédé et accordé l'indépendance, créant le Laos, le Cambodge, le Nord-Vietnam communiste et le Sud-Vietnam.
La zone la plus instable de l'Asie à cette période était le Moyen-Orient. Après la Seconde Guerre mondiale, l'Angleterre avait accordé l'indépendance à la Mésopotamie qui a formé l’Irak et le Koweït, ainsi que la Transjordanie, qui est devenue la Jordanie. La France a également accordé l'indépendance à la Syrie et au Liban. La Palestine Britannique, toutefois, représentait un défi unique. À la suite de la Première Guerre mondiale, lorsque les Britanniques ont annexé la colonie, les Juifs, principalement originaires d'Europe, ont commencé à immigrer en Palestine, car c’était la terre de leurs ancêtres. Cet afflux d’immigrants a été tel que l’antisémitisme a augmenté dans les années 1930 et comme le nombre de Juifs palestiniens s’accroissait, des conflits de plus en plus nombreux sont survenus avec les Palestiniens arabes. L'ONU a proposé que la Palestine soit divisée en un État juif et un État arabe, mais les Arabes refusèrent. Sentant qu'elle ne pouvait rien faire pour résoudre le conflit, la Grande-Bretagne s’est retirée et les juifs de Palestine ont proclamé l'État d’Israël. Les Israéliens sont immédiatement entrés en guerre contre leurs voisins arabes. Israël a survécu à la guerre et a remporté deux guerres ultérieures contre les pays arabes voisins. Malheureusement, à la suite de ces guerres, Israël s'est trouvé en position d’occuper les terres des Palestiniens arabes, appelés simplement aujourd'hui palestiniens. Ces événements sont à l’origine des problèmes actuels de la région.
L'autre grand centre de pouvoir colonial, l’Afrique, a été également libérée de la domination coloniale dans l'après-guerre. L’Égypte a obtenu de la Grande-Bretagne son indépendance et son exemple fut bientôt suivi par le Ghana et la Tunisie. À cette époque un mouvement d'indépendance violent en Algérie a engagé des combats dans lequel les rebelles algériens ont été jusqu'à tuer des civils Français innocents. En 1962, cependant, l'Algérie s’est vu accorder son indépendance par la France. Dans les années 1970 l'ensemble du continent est devenu indépendant des colonisateurs européens, bien que quelques pays du sud soient restés sous la domination de minorités blanches héritées de l’époque coloniale.
La fin des empires occidentaux a grandement changé le monde. Bien que de nombreux pays nouvellement indépendants aient tenté de devenir des démocraties, la plupart dérivèrent vers des régimes militaires et autocratiques. Les guerres civiles sont également devenues fréquentes, surtout en Afrique. La perte des colonies d'outre-mer a aussi amené de nombreux pays occidentaux, en particulier en Europe continentale, à se concentrer davantage sur la politique au niveau européen, plutôt qu’au niveau mondial.

## Guerre froide (1945-1991)

Sphères d'influence de l’Occident et de l’Union soviétique durant la guerre froide.

Dès la fin de la Seconde Guerre mondiale, et presque jusqu'au début du XXIe siècle, la politique occidentale et mondiale a été dominée par un état de tensions et de conflits entre les deux superpuissances du monde, les États-Unis et l'Union soviétique. Dans les années qui ont suivi la Deuxième Guerre mondiale, les Soviétiques ont créé des États satellites dans toute l'Europe de l’Est, y compris dans des nations relevant originellement de la sphère occidentale sur les plans historiques et culturels comme la Pologne et la Hongrie, constituant ainsi le bloc de l'Est. À la suite de la division de l'Allemagne, les Allemands de l'Est ont construit le mur de Berlin, afin d’empêcher les Berlinois de l’Est de s'échapper vers la « liberté » de Berlin-Ouest. Le mur de Berlin est devenu le symbole de la guerre froide dans le monde.
Plutôt que de retourner à l'isolationnisme, les États-Unis ont joué un rôle actif dans la politique mondiale après la Seconde Guerre mondiale pour stopper l'expansion communiste. Après la guerre, les partis communistes d’Europe occidentale ont vu le nombre de leurs militants et leur prestige augmenter, en particulier en Italie et en France, ce qui a conduit beaucoup de personnes opposées à ces idées à craindre que l'ensemble de l'Europe ne devienne communiste. Les États-Unis ont répondu à cela par le plan Marshall, par lequel les États-Unis ont financé la reconstruction de l'Europe occidentale et injecté de l'argent dans son économie. Le plan a été un énorme succès et bientôt l'Europe est devenue à nouveau prospère, beaucoup d'Européens jouissant d'un niveau de vie proche de celui des États-Unis (après la Seconde Guerre mondiale, les États-Unis sont devenus très prospères et les Américains jouissent du niveau de vie le plus élevé du monde). Les rivalités nationales ont pris fin en Europe et la plupart des Allemands et des Italiens, par exemple, étaient heureux de vivre sous un régime démocratique, regrettant leur passé fasciste. En 1949, le traité de l'Atlantique Nord a été signé, créant ainsi l’Organisation du traité de l'Atlantique nord ou OTAN. Le traité a été signé par les États-Unis, le Canada, la Belgique, le Luxembourg, les Pays-Bas, la Norvège, le Danemark, l’Islande, le Portugal, l’Italie, la France et la Grande-Bretagne. Les membres de l'OTAN sont convenus que si l'un d'entre eux était attaqué, tous les autres se considéreraient comme attaqués et riposteraient. Les années passant, l’OTAN s’ouvrira à d'autres nations, comme la Grèce, la Turquie et l'Allemagne de l’Ouest. Les Soviétiques ont riposté par le pacte de Varsovie, une alliance qui obligeait les pays d'Europe de l’Est à se battre avec les Soviétiques en cas de guerre.
L'un des premiers conflits réels de la guerre froide a eu lieu en Chine. À la suite du retrait des troupes japonaises après la Seconde Guerre mondiale, la Chine a été plongée dans une guerre civile, opposant les communistes chinois aux nationalistes qui avait combattu le communisme. Les Soviétiques ont soutenu les communistes, tandis que les Américains ont soutenu les nationalistes. En 1949, les communistes triomphèrent et proclamèrent la république populaire de Chine. Toutefois, les nationalistes ont continué à contrôler l'île de Taïwan au large de la côte chinoise. À cause des garanties américaines pour la protection de Taïwan, la Chine n'a fait aucune tentative pour s'emparer de l'île. Changement politique majeur en Asie de l'Est à cette époque, le Japon était devenu une société tolérante, démocratique et un allié des États-Unis. En 1950, un autre conflit a éclaté en Asie, cette fois en Corée. Après le retrait des troupes américaines et soviétiques en 1948, la péninsule a été divisée entre le Nord communiste et le Sud non communiste. En 1950, la Corée du Nord envahit la Corée du Sud, voulant unir les deux territoires sous un régime communiste. L'ONU a condamné l'intervention et, parce que les Soviétiques boycottaient l'organisation à l'époque et n'avaient donc aucune influence sur elle, l'ONU a envoyé des forces libérer la Corée du Sud. Plusieurs nations ont envoyé des troupes, mais la plupart des soldats venaient d'Amérique. Les Forces de l'ONU ont réussi à libérer le Sud et même tenté de conquérir le Nord. Mais, craignant la perte de la Corée du Nord, la Chine communiste a envoyé des troupes vers le Nord. Les États-Unis n'ont pas riposté contre la Chine, craignant une guerre avec l'Union soviétique et le conflit s’est trouvé dans l'impasse. En 1953, les deux parties sont convenues d'un retour aux frontières d'avant la guerre et d’une démilitarisation de la zone frontalière.
Pendant la guerre froide, le monde vivait dans la crainte constante de la troisième Guerre mondiale. Apparemment tout conflit impliquant le communisme pourrait conduire à un conflit entre les pays du Pacte de Varsovie et les pays de l'OTAN. La perspective d'une troisième guerre mondiale a été rendue encore plus effrayante par le fait qu'il s’agirait presque certainement d’une guerre nucléaire. En 1949, les Soviétiques ont développé leur première bombe atomique et bientôt les États-Unis et l'Union soviétique ont disposé de quoi détruire le monde à plusieurs reprises. Avec le développement de la technologie des missiles, on en était arrivé au stade où l’un des deux pays pouvait lancer des armes à longue portée à l’autre bout du monde vers ses objectifs. Finalement, la Grande-Bretagne, la France et la Chine ont voulu également développer des armes nucléaires. On croit qu’Israël a développé également des armes nucléaires.
Un autre événement majeur est survenu qui a failli entraîner le monde au bord de la guerre a été la crise des missiles de Cuba. Dans les années 1950, une révolution à Cuba avait amené au pouvoir le seul régime communiste de l’hémisphère occidental. En 1962, les Soviétiques ont commencé à construire des sites de missiles à Cuba et à y envoyer des missiles nucléaires. En raison de sa proximité avec leur territoire, les États-Unis ont exigé que les Soviétiques retirent les missiles de Cuba. Les États-Unis et l'Union soviétique ont été très près de l’affrontement militaire, mais sont finalement parvenus à un accord secret dans lequel les États-Unis ont retiré des missiles de Turquie en échange d'un retrait soviétique des missiles de Cuba.

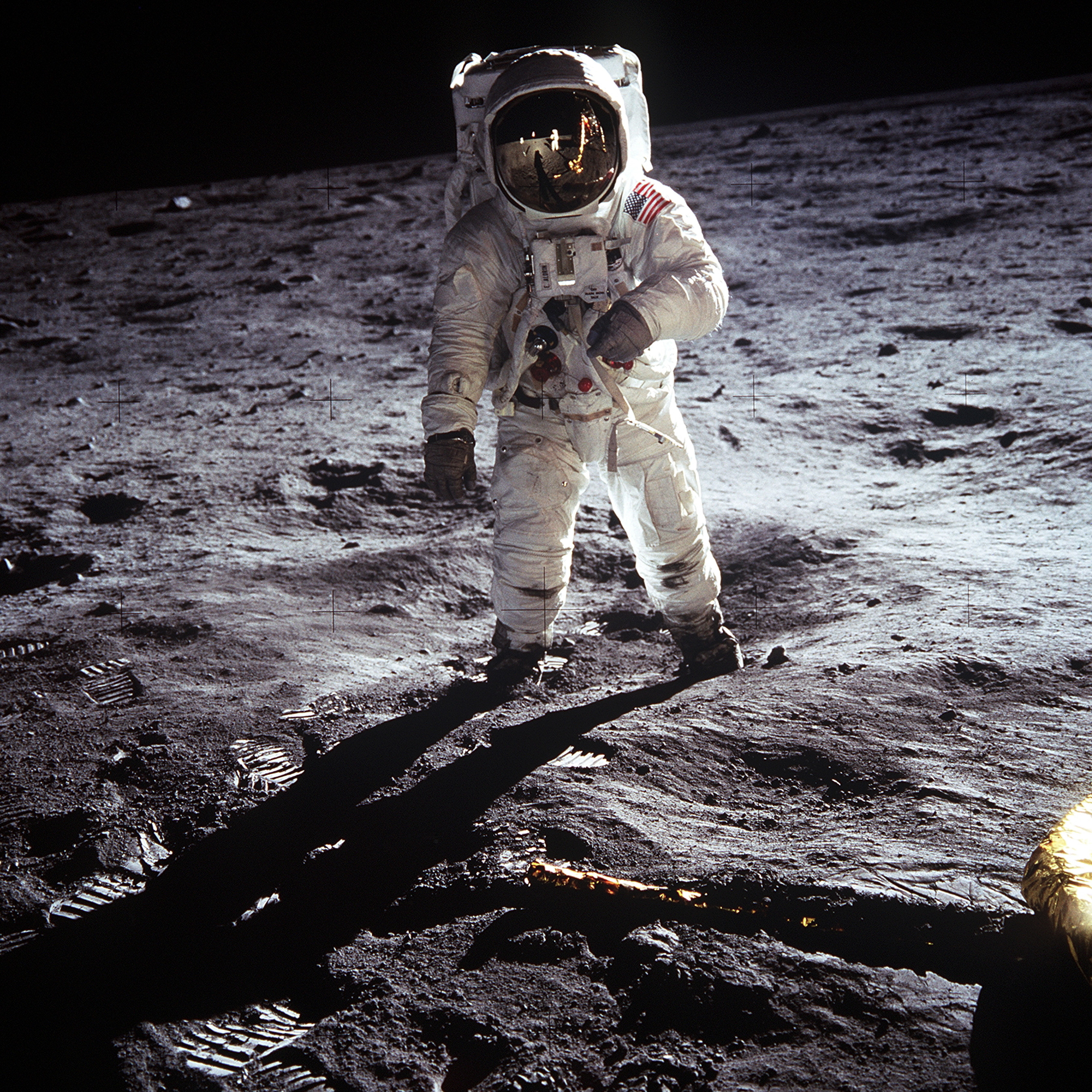
En 1969, les États-Unis ont atteint la lune -une étape symbolique dans la course à l'espace.

Le deuxième grand conflit de la guerre froide s'est produit en Asie du Sud. Dans les années 1960, le Vietnam du Nord envahit le Vietnam du Sud, dans l'espoir de réunifier le Viêt Nam sous domination communiste. Les États-Unis ont répondu en soutenant les Sud-Vietnamiens. En 1964, des troupes américaines ont été envoyées pour « sauver » le Sud-Vietnam de la conquête, dont beaucoup d’Américains craignaient qu’elle ne conduise à la domination communiste sur la région tout entière. La guerre a duré de nombreuses années, mais la plupart des Américains pensaient que les Vietnamiens du Nord finiraient par être vaincus. Malgré la supériorité technologique et militaire américaine, en 1968, la guerre ne montrait aucun signe permettant d’espérer la fin du conflit et la plupart des Américains voulaient que les forces américaines se retirent du conflit. Les États-Unis ont réduit leur soutien au Vietnam du Sud pour obtenir que les Soviétiques et les Chinois arrêtent de soutenir le Vietnam du Nord, en échange de la reconnaissance de la légitimité du gouvernement communiste en Chine continentale et ont commencé à retirer les troupes du Vietnam. En 1972, les dernières troupes américaines ont quitté le Vietnam et en 1975 le Vietnam du Sud a été conquis par le Nord. Dans les années qui ont suivi, le communisme a pris le pouvoir dans les pays voisins du Laos et du Cambodge.
Dans les années 1970 la politique mondiale devint de plus en plus complexe. Par exemple, le président de la république Française a proclamé que la France était une grande puissance. Cependant, la France ne pouvait pas sérieusement menacer les États-Unis pour la suprématie du monde ni même de l’Europe occidentale. Dans le monde communiste, il y avait aussi des divisions, puisque les Soviétiques et les Chinois avaient des divergences sur la façon dont les régimes communistes devaient fonctionner. Les troupes soviétiques et chinoises se sont opposées dans des escarmouches frontalières, bien qu’aucune guerre à grande échelle n'ait jamais eu lieu.
Le dernier grand conflit armé de la guerre froide a eu lieu en Afghanistan. En 1979, les forces soviétiques ont envahi ce pays, dans l'intention d'y établir le communisme. Les musulmans provenant de tout le monde islamique se sont rendus en Afghanistan pour défendre cette nation musulmane de la conquête, qualifiant ce conflit de Djihad, ou de guerre sainte. Les États-Unis appuyaient les jihadistes et les résistants afghans, malgré le fait que les djihadistes se soient proclamés farouchement anti-occidentaux. En 1989, les forces soviétiques ont été contraintes de se retirer et l’Afghanistan a sombré dans la guerre civile, avec un gouvernement fondamentaliste islamiste, les Talibans prenant le contrôle d’une bonne partie du pays.

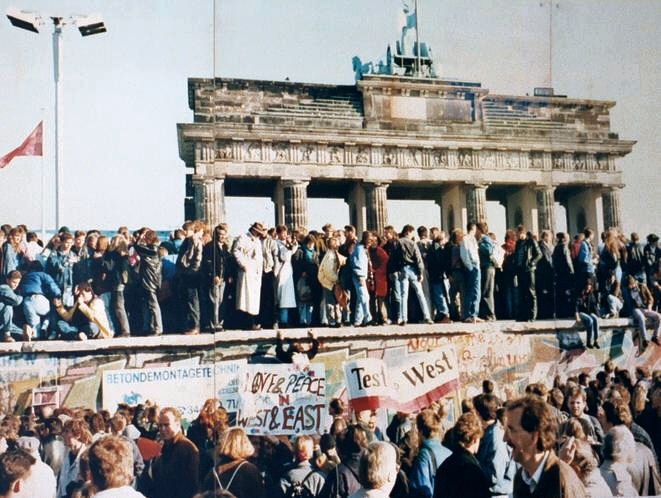
La chute du Mur de Berlin a mis fin à la guerre froide.

La fin des années 1970 avait vu une baisse des tensions entre les États-Unis et l'Union soviétique, appelée la Détente. Cependant dans les années 1980 la Détente avait pris fin avec l'invasion de l'Afghanistan. En 1981, Ronald Reagan, devenu président des États-Unis a décidé d’œuvrer à la défaite de l'URSS, en s'appuyant sur le système économique capitaliste des États-Unis pour asphyxier l’économie des communistes Russes. L'armée des États-Unis était dans un état de démoralisation avancé après sa défaite dans la guerre du Vietnam et le président Reagan a réalisé un effort énorme pour surclasser les Soviétiques dans l’armement et la technologie. En 1985, un nouveau leader soviétique, Mikhaïl Gorbatchev, a pris le pouvoir. Gorbatchev, sachant que l'Union soviétique ne pouvait plus rivaliser économiquement avec les États-Unis, a mis en œuvre un certain nombre de réformes accordant à ses citoyens la liberté de parole et en introduisant quelques réformes capitalistes. Gorbatchev et le président farouchement anti-communiste Ronald Reagan sont parvenus à négocier des traités de limitation mutuelle des armes nucléaires. Gorbatchev a également mis fin à la politique soviétique d'imposer le communisme en Europe de l’Est. Dans le passé, les troupes soviétiques avaient écrasé des tentatives de réforme dans des pays comme la Hongrie et la Tchécoslovaquie. À l’époque cependant, en Europe de l’Est avait été libérée de la domination soviétique. En Pologne, des élections démocratiques avaient eu lieu en 1989, amenant au pouvoir l’opposant anti-communiste Lech Wałęsa. Bientôt, les régimes communistes de toute l'Europe se sont effondrés. En Allemagne, après l'appel de Reagan à Gorbatchev d’abattre le mur de Berlin, le peuple de l'Est et de Berlin-Ouest, a démoli le mur et le gouvernement communiste est-allemand a été rejeté. L’Allemagne de l’Est et de l'Ouest se sont unifiées pour créer l'Allemagne, avec sa capitale à Berlin réunifié. Les changements en Europe de l’Est ont conduit à des appels à la réforme en Union soviétique elle-même. Un coup d'État manqué de la ligne dure a conduit à une plus grande instabilité en Union soviétique et le parlement soviétique, longtemps asservi au Parti communiste, a voté la dissolution de l'Union soviétique en 1991. Ce qui avait été l'Union soviétique a été divisé en plusieurs républiques. Bien que nombre de ces pays aient dérivé vers l'autoritarisme, la plupart sont devenus des démocraties. Ces nouvelles républiques sont la Russie, l’Ukraine et le Kazakhstan. Au début des années 1990, l'Occident et l'Europe dans son ensemble ont rompu avec le communisme;
Après la fin de la guerre froide, le communisme a disparu en grande partie en tant que mouvement politique majeur. Les États-Unis sont désormais la seule superpuissance du monde.

## Occident de 1945 à 1980

### Europe

Formation de l ‘Union européenne.

Entre 1945 et 1980, l'Europe est devenue de plus en plus socialiste. La plupart des pays européens sont devenus des États-providence, dans lequel les gouvernements fournissaient à leur peuple un grand nombre de services financés par l'impôt. En 1980, la plupart des pays d'Europe disposent de soins de santé universels et de pensions pour les personnes âgées. Les chômeurs ont également un revenu garanti du gouvernement et les travailleurs européens bénéficient de congés payés. De nombreuses autres prestations ont été instituées, ce qui a amené de nombreux Européens à jouir d'un niveau de vie très élevé. Dans les années 1980, cependant, les problèmes économiques de l'État providence ont commencé à émerger.
L'Europe a eu de nombreux dirigeants politiques importants durant cette période. Charles de Gaulle, chef du gouvernement français en exil pendant la Seconde Guerre mondiale, a été président de la République française pendant de nombreuses années. Il a cherché à obtenir pour la France un statut de grande puissance, parfois au détriment des États-Unis. En Grande-Bretagne, le premier gouvernement travailliste a été élu et est devenu le parti majoritaire au Royaume-Uni devant les conservateurs.
Bien que l'Europe dans son ensemble ait été en paix durant cette période, la Grande-Bretagne et l'Espagne ont souffert d'actes de terrorisme. En Grande-Bretagne, les membres de l'IRA (Armée républicaine irlandaise) ont tué des Britanniques innocents, dans l'espoir d'imposer la réunification de l'Irlande du Nord avec la république d'Irlande. En Espagne, l’ETA, un groupe séparatiste Basque, a commencé à commettre des actes de terrorisme contre les Espagnols, dans l'espoir d’obtenir l'indépendance des Basques, un groupe ethnique minoritaire du nord-est de l'Espagne. Ces deux campagnes terroristes ont échoué.
En 1957, a été formée la communauté économique européenne, composée de la France, de la Belgique, de l’Italie, du Luxembourg, de l’Allemagne de l'Ouest et des Pays-Bas. Finalement, cette organisation a été rebaptisée Union européenne ou (UE) et de nombreuses autres nations l’ont rejointe, notamment la Grande-Bretagne, l'Irlande et le Danemark. L'UE a travaillé à instituer une coopération économique et politique entre les nations européennes.
Le Portugal, longtemps resté isolé du reste de l'Europe et accroché au dernier empire colonial sous la dictature d'Antonio de Oliveira Salazar redevient une démocratie après la révolution des Œillets en 1974.
La dernière dictature autoritaire d’Europe occidentale est tombée en 1975, lorsque Franco, le dictateur Espagnol, est décédé. Franco avait contribué à moderniser le pays et à améliorer l'économie. Son successeur, le roi Juan Carlos, a transformé le pays en une monarchie constitutionnelle. En 1980, toutes les nations occidentales étaient des démocraties.

### Amérique du Nord (1945-1980)
À la suite de la Seconde Guerre mondiale, est survenue une période de prospérité sans précédent aux États-Unis. La majorité des Américains entrent dans la classe moyenne et la plupart déménagent des centres-villes pour habiter dans les banlieues environnantes, en achetant leur maison. La plupart des foyers américains possèdent au moins une voiture, ainsi que la télévision d'invention récente. En outre, la population américaine s’est fortement accrue dans le cadre de ce que l’on a appelé le « Baby boom » de l’après-guerre. Pour la première fois après la guerre, un grand nombre d’Américains non fortunés ont pu entrer à l'université.
Après la guerre, les Noirs américains ont lancé ce qui est connu aux États-Unis comme le mouvement des droits civiques. Après environ un siècle de citoyenneté de seconde classe qui a suivi l'abolition de l'esclavage, les Noirs ont commencé à rechercher l’égalité complète. Cela a été facilité par une décision de la Cour suprême de 1954, interdisant la ségrégation dans les écoles qui était courante dans le Sud. Martin Luther King, un pasteur noir du Sud, a conduit de nombreux Noirs et des Blancs à soutenir cette cause dans des protestations non violentes contre les discriminations. Finalement, le Civil Rights Act et le Voting Rights Act ont été adoptés en 1964, interdisant les mesures qui avaient empêché les Noirs de voter et promulguant l'interdiction de la ségrégation et de la discrimination aux États-Unis. Dans les années 1980, le racisme avait largement disparu des États-Unis.

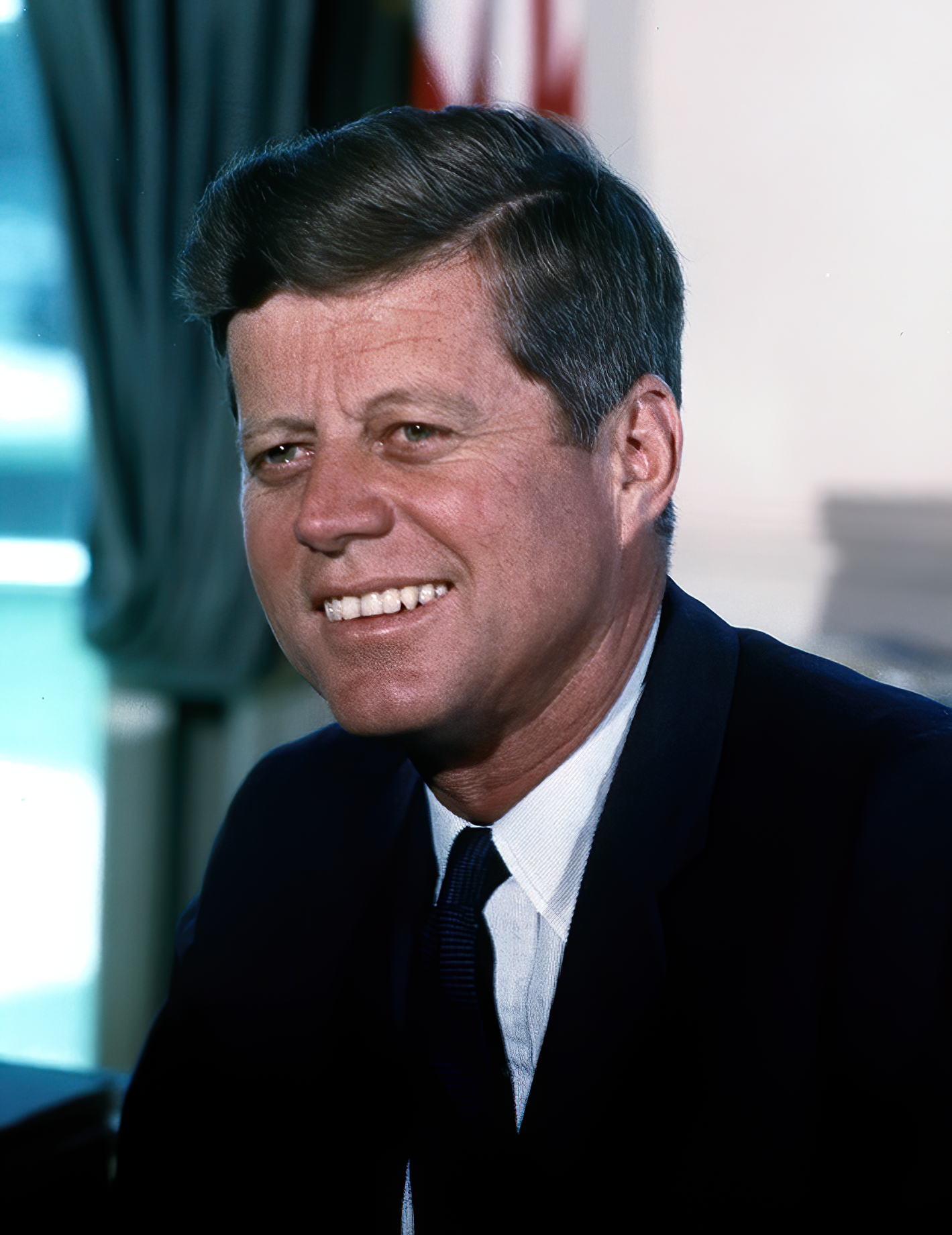
Le Président des États-Unis John Fitzgerald Kennedy.

En politique, les partis démocrate et républicain sont restés dominants. En 1945, le parti démocrate s'appuyait sur les Sudistes, dont le soutien avait été acquis à l'époque où les démocrates défendaient le droit pour un État de posséder des esclaves et le Nord-Est et le Middle West industrialisé qui soutenaient les politiques des démocrates en faveur des travailleurs et des immigrants. Les républicains tendaient à s'appuyer sur la classe moyenne protestante dans tout le reste du pays. Quand les démocrates ont commencé à défendre les droits civils, en revanche, les démocrates du Sud ont commencé à voter républicain. Les Présidents de cette période ont été Harry Truman, Dwight Eisenhower, John Kennedy, Lyndon Johnson, Richard Nixon, Gerald Ford et Jimmy Carter. 1945-1980 a vu un accroissement du pouvoir fédéral et la mise en place de programmes pour aider les personnes âgées et les pauvres à prendre en charge leurs frais médicaux.
En 1980, beaucoup d'Américains étaient devenus pessimistes pour leur pays. Malgré son statut de superpuissance, seule rivale de l’URSS, la guerre du Viêt Nam, ainsi que les bouleversements sociaux des années 1960 et un ralentissement économique dans les années 1970 ont conduit l'Amérique à devenir une nation qui avait perdu confiance.
Le Canada a continué à évoluer dans l'après-guerre suivant sa propre identité nationale. Bien qu'il soit une nation indépendante, il continue de faire partie du Commonwealth britannique et reconnaît le monarque anglais comme roi du Canada. Après la guerre, le français et l’anglais ont été reconnus à égalité comme langues officielles du Canada et le français est devenu la langue officielle dans la seule province française du Québec. Un référendum a eu lieu en 1980 dans lequel les Québécois ont cependant voté en refusant de quitter l'union. Les autres changements culturels auxquels le Canada a fait face ont été similaires à ceux des États-Unis. Le racisme et la discrimination ont largement disparu dans les années d'après-guerre et les familles à double salaire, sont devenues la norme. On assiste aussi à un rejet, par de nombreux Canadiens, des valeurs traditionnelles de l'Occident. Le gouvernement a également mis en place des soins de santé universels pour ses citoyens, après la guerre.

### Australie et Nouvelle-Zélande (1945-1980)

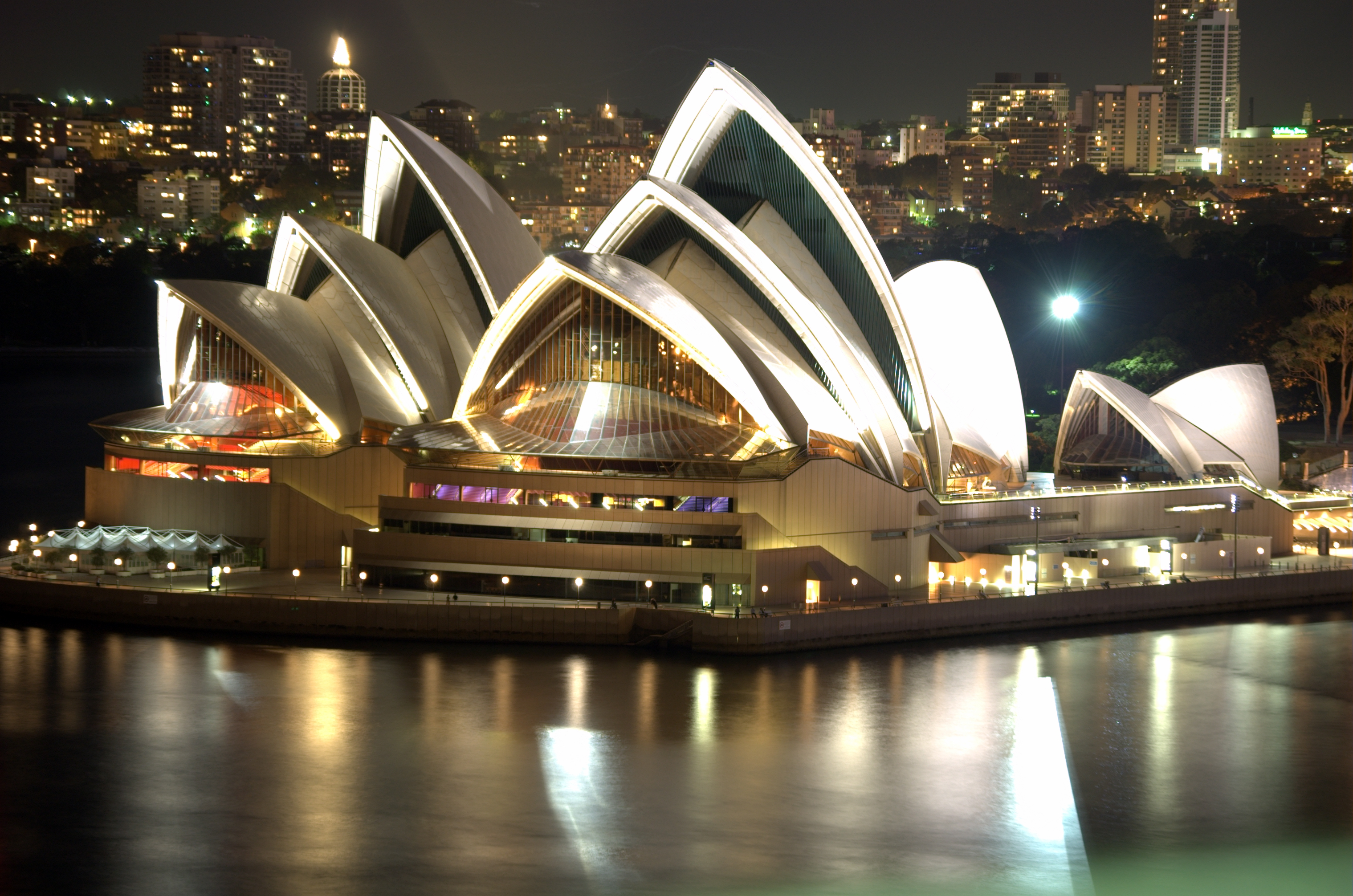
L'Opera de Sydney ouvert en 1973.

À la suite de la Seconde Guerre mondiale, l'Australie et la Nouvelle-Zélande ont bénéficié d'une grande prospérité comme le reste de l'Occident, et l'Australie est devenue un membre fondateur des Nations unies. L'homme politique australien Herbert Vere Evatt a été élu président de l'Assemblée générale (1948 à 1949) et il supervisa la rédaction de la déclaration universelle des droits de l'homme. La délégation australienne a rédigé un certain nombre d'articles principaux de la déclaration comme la protection des droits économiques, la protection sociale, l'adhésion aux syndicats et la protection des minorités.
En 1944, en Australie, Robert Menzies décrit ainsi la mission de son nouveau parti, le Parti libéral australien : « Ce que nous devons rechercher, et c'est une question d'importance vitale pour notre société, est une vraie renaissance de la pensée libérale qui travaillera pour la justice sociale et la sécurité, pour la puissance nationale et le progrès national, et pour le plein développement du citoyen en tant qu'individu, sans les méthodes ennuyeuses et anesthésiantes du socialisme ». Sous le gouvernement du libéral Robert Menzies (1949-1966), l'après-guerre fut une période de prospérité pour l'Australie (le Parti travailliste australien revint au gouvernement en 1972, sous la direction du Gough Whitlam). La politique d'immigration fut élargie par les gouvernements successifs et un grand nombre d'immigrants méditerranéens ont commencé à arriver. Plus tard beaucoup de personnes arrivèrent d'Asie. Menzies a recommencé le commerce avec le Japon, permettant à cette nation de remplacer par la suite la Grande-Bretagne en tant que partenaire commercial principal de l'Australie. Après les défaites subies par les Britanniques contre les Japonais pendant la Seconde Guerre mondiale et la fin du statut de la Grande-Bretagne comme l'un des pays les plus puissants du monde, en 1951, Menzies fit entrer l'Australie dans l'ANZUS (Australia, New Zealand, United States Security Treaty) un pacte militaire entre l'Australie, la Nouvelle-Zélande et les États-Unis. L'Australie, la Nouvelle-Zélande ont continué à reconnaître le monarque britannique comme leur et à faire partie du Commonwealth des nations.
À partir des années 1940, les Australiens ont commencé à repenser leur attitude à l'égard des questions raciales et les droits des autochtones. Les années 1960 et 1970 furent une période de croissance artistique pour les Australiens avec le succès naissant d'interprètes et d'intellectuels comme Barry Humphries, Germaine Greer et Robert Hughes ; le succès international de séries télévisées et des chanteurs comme Joan Sutherland, les Bee Gees et AC/DC ; le commencement d'une période de grand succès pour le cinéma australien et l'inauguration de l'Opéra de Sydney en 1973. À partir des années 1970, des Aborigènes ont abordé la peinture acrylique sur toile. Ce Western Desert Art Movement - est devenu l'un les des mouvements d'art les plus significatifs du XXe siècle.

### Culture occidentale de 1945 à 1980
L'Occident a connu une série de grands changements culturels et sociaux entre 1945 et 1980. La pratique religieuse a diminué dans la plupart des pays d'Occident. Les Églises protestantes ont commencé à se concentrer davantage sur l’évangile social que sur la doctrine et le mouvement Œcuménique qui a encouragé la coopération entre les Églises chrétiennes. L'Église catholique a beaucoup changé ses pratiques après le Concile Vatican II, notamment en instituant la possibilité de dire la Messe dans la langue vernaculaire plutôt qu’en latin.
La contre-culture des années 1960 (et du début des années 1970) a pris naissance aux États-Unis, en réaction contre le gouvernement conservateur, la Norme sociale des années 1950, le Conservatisme politique (et la répression ressentie par la société) pendant la période de la guerre froide, ainsi que l 'intervention militaire de grande envergure du gouvernement américain au Vietnam,.
Avec l'abolition des lois traitant la plupart des non-Blancs comme des citoyens de seconde zone, le racisme institutionnel a en grande partie disparu d'Occident. Après avoir obtenu l'égalité avec les hommes devant la loi en Occident, les femmes ont commencé à travailler hors du foyer et, en 1980, les familles à deux salaires, sont devenues monnaie courante dans la société occidentale. Au début des années 1960, beaucoup ont commencé à rejeter les valeurs traditionnelles de l'Occident et on a observé un déclin de l'église et de la famille.

## Occident de 1980 à nos jours

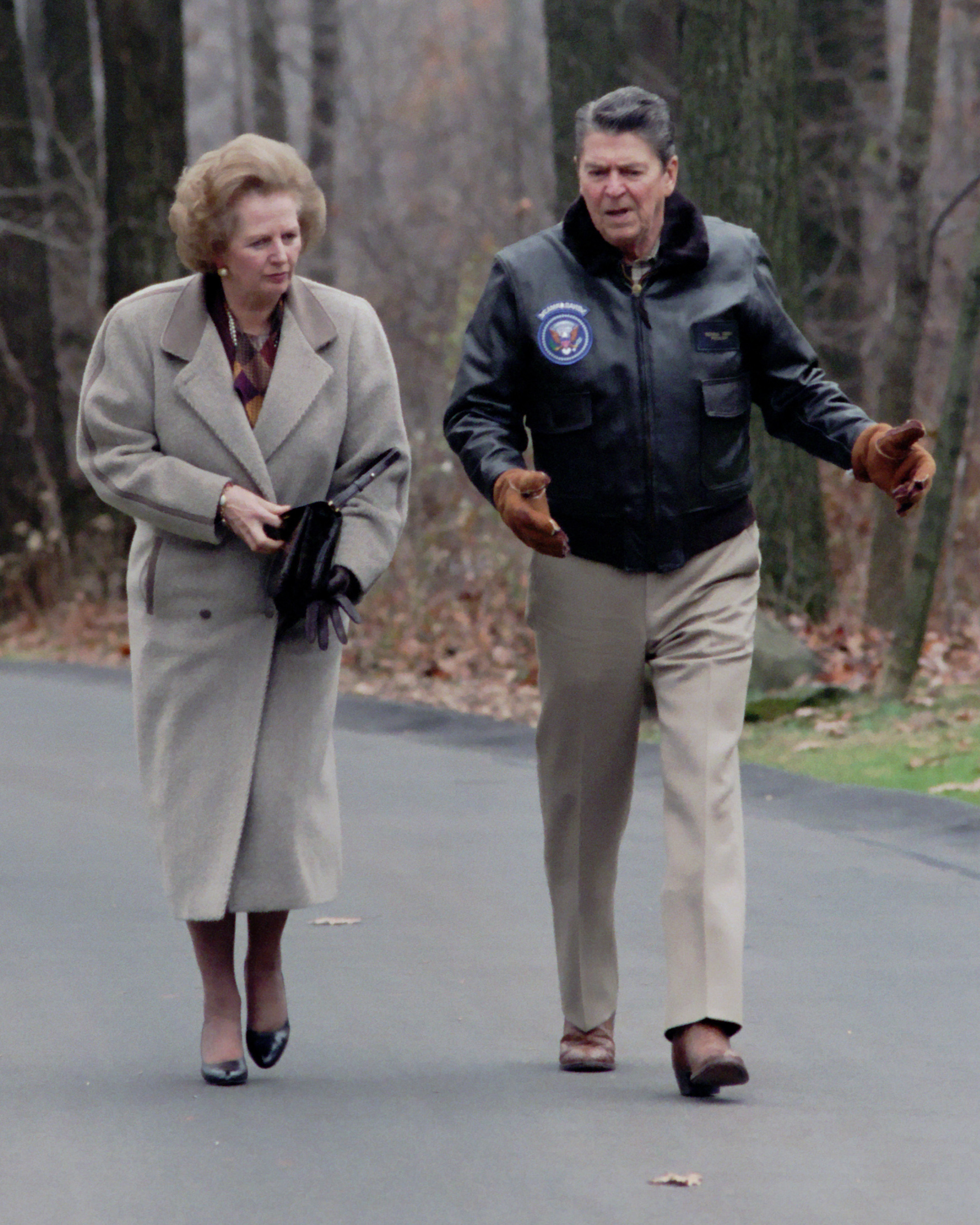
Le président Ronald Reagan et le Premier ministre britannique Margaret Thatcher à Camp David en 1986.

Les années 1980 furent une période de croissance économique en Occident. Les années 1990 marquent une période de prospérité sans précédent dans tout l'Occident. Depuis 2000, l'Occident a continué à prospérer, mais pas autant qu'il l’avait fait dans les années 1990. Le commerce mondial est devenu de plus en plus important, avec la formation de l’OMC pour aider à le gérer.

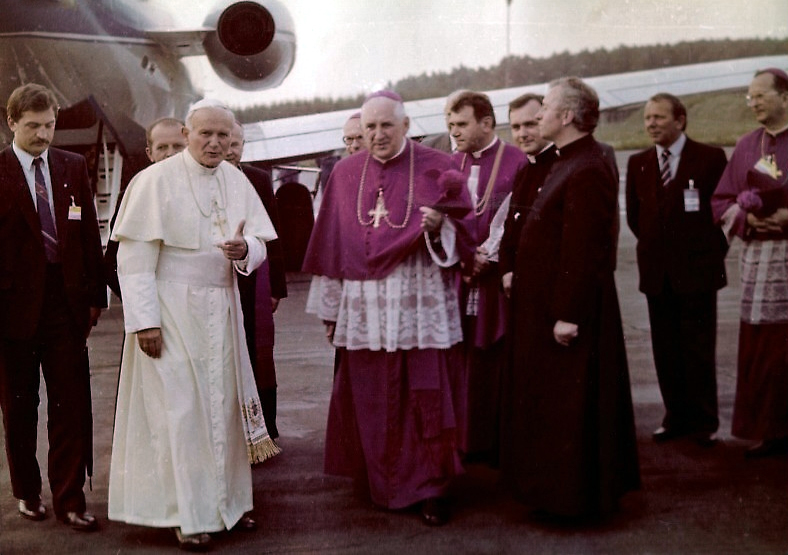
Le troisième voyage du pape Jean-Paul II en Pologne (1987).

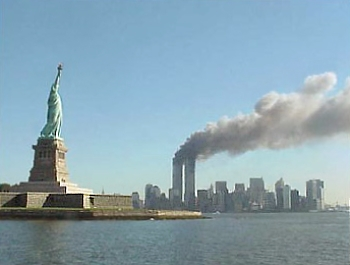
Les attentats du 11 septembre 2001 et la guerre contre le terrorisme.

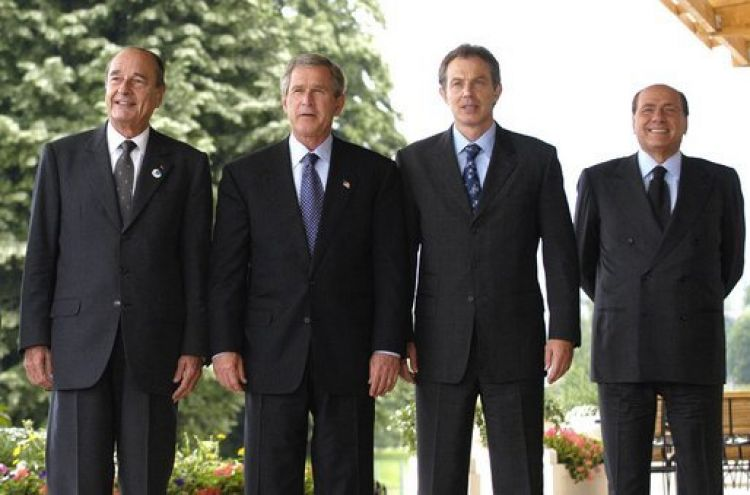
Jacques Chirac, George W. Bush, Tony Blair et Silvio Berlusconi lors du sommet du G8 en 2003

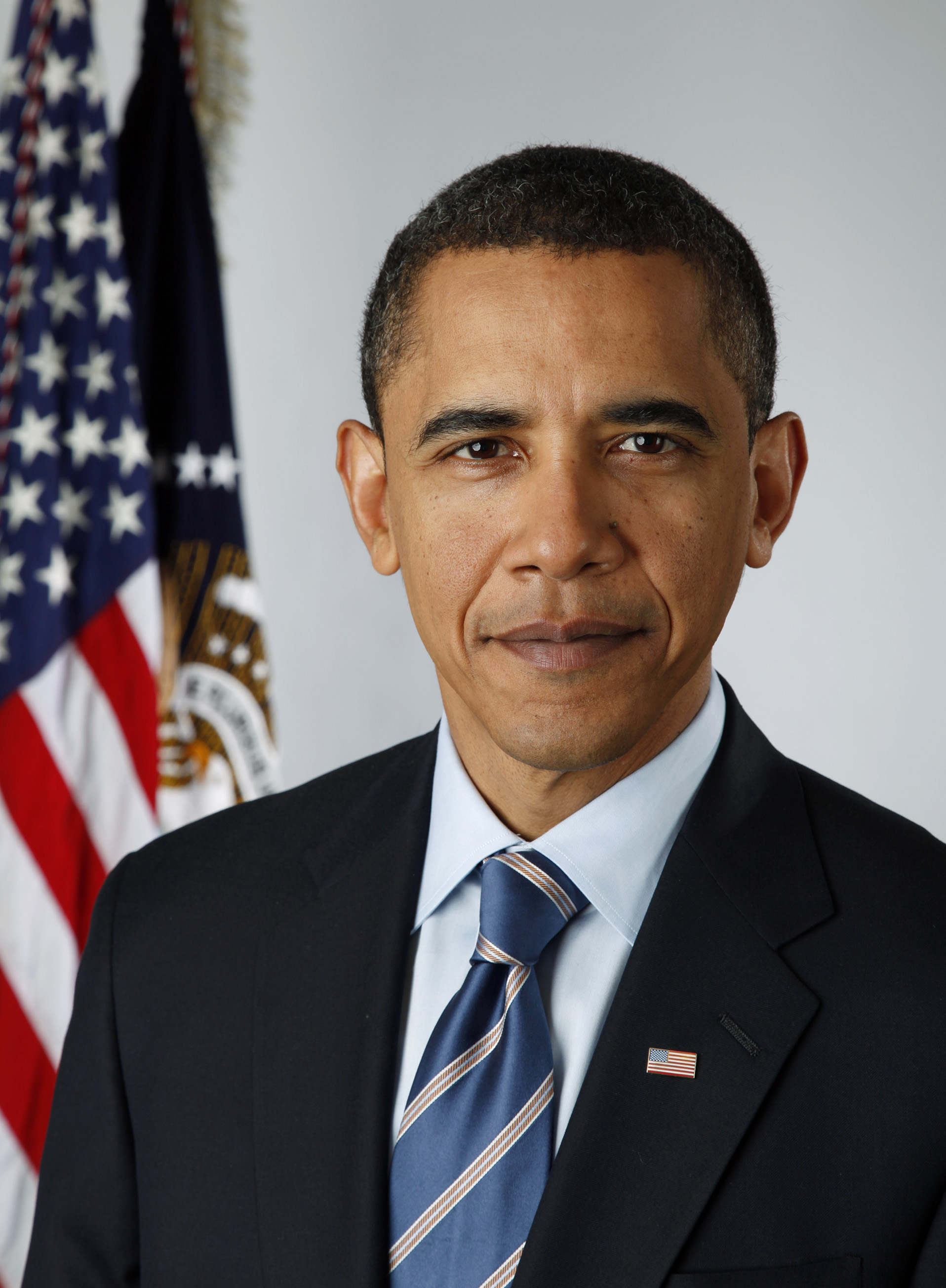
Le président Barack Obama, en 2009.

Mais, la crise économique de 2008, appelée souvent dans le monde anglophone Grande Récession, est une récession dans laquelle sont entrés la plupart des pays industrialisés du monde (avec l'exception de l'Australie) à la suite du krach de l'automne 2008, seconde phase de la crise financière de 2007-2010,. Les États-Unis ont été les premiers à entrer en récession, en décembre 2007, suivis par plusieurs pays européens au cours de l'année 2008, ainsi que la zone euro dans son ensemble. La France n'entre comptablement en récession qu'en 2009. Cette crise économique mondiale est considérée comme la pire depuis la Grande Dépression. En 2009, les pays ont en général opté pour des politiques de relance. Le chômage persiste, d'importants déséquilibres dans les balances des transactions courantes demeurent, et des risques d'éclatement de nouvelles bulles financières sont à craindre.
L'élection sur le trône de Saint-Pierre de l'archevêque de Cracovie, Karol Wojtyła (Jean-Paul II), en octobre 1978, est vécue par les autorités communistes dans l'est d'Europe comme une provocation. En 1980, en Pologne naît le syndicat indépendant Solidarność (Solidarité), dirigé par Lech Wałęsa. La mort de Léonid Brejnev en novembre 1982 à Moscou anticipera leurs libérations (Lech Wałęsa sera d’ailleurs libéré le jour des funérailles de l’ancien maître du Kremlin). Ronald Reagan inaugure sa présidence des États-Unis le 20 janvier 1981 par un discours d'investiture dans lequel il résume sa doctrine politique en déclarant que « l'État n'est pas la solution à nos problèmes... L'État est le problème ». De nombreux partisans du président Ronald Reagan prétendent qu'il a gagné la guerre froide avec la doctrine « Paix dans la force » (Peace through Strength) et ses amitiés étroites avec plusieurs leaders conservateurs, notamment Margaret Thatcher en Grande-Bretagne. Quand Mikhaïl Gorbatchev fit preuve de sa bonne volonté au niveau international en réduisant l’interventionnisme de son pays, cet anticommuniste dialogua avec celui-ci, détendit les relations entre les deux blocs et signa l'Intermediate-Range Nuclear Forces Treaty qui mit fin à la crise des euromissiles. En 1989, la situation géopolitique change avec la chute du mur de Berlin. Dès août 1990, George Bush père, nouveau président des États-Unis, annonce la fin de l’affrontement Est/Ouest, c’est-à-dire de la guerre froide et de la bipolarisation du monde. L'OTAN et le Pacte de Varsovie entament le démantèlement aussi bien de leur arsenal nucléaire que de leurs forces de frappe conventionnelles. Dès novembre 1991, le Conseil de coopération nord-atlantique est mis sur pied, un organe de concertation entre l'OTAN et les anciens pays membres du Pacte de Varsovie fraîchement dissous. Six ans plus tard, l'OTAN et la Russie signent un traité de coopération et de sécurité.
Après la guerre froide, les anciennes républiques soviétiques ont adopté le capitalisme et, bien qu’en Chine une dictature communiste soit restée au pouvoir jusqu'à ce jour, ses dirigeants ont transformé le pays en État capitaliste. Des accords de libre échange ont été signés par de nombreux pays. Les nations européennes ont supprimé les barrières commerciales, entre eux dans l'UE et les États-Unis, le Canada et le Mexique ont signé l'Accord de libre-échange nord-américain (ALENA). Bien que le libre-échange ait été favorable aux entreprises et aux consommateurs, elle a eu pour effet pervers de pousser de grandes entreprises à externaliser des emplois dans les régions où la main-d'œuvre est la moins chère. Aujourd'hui, l'économie de l'Occident est en grande partie basée sur les services et sur l'information, avec la plupart des usines qui ferment et qui délocalisent en Chine et en Inde.
Les pays européens ont eu de très bonnes relations entre eux depuis 1980. L'Union européenne est devenue de plus en plus puissante, en assurant des rôles traditionnellement réservés à l'État-nation. Bien que le pouvoir politique réel existe encore dans les différents États membres, une réalisation majeure de l'Union a été l'introduction de l’Euro, une monnaie adoptée par la plupart des pays de l'UE.
L’Australie et la Nouvelle-Zélande continuent de faire partie du Commonwealth, mais dans les deux pays, il existe des partisans de la création d’une république. Cette option est encouragée par le fait que la Grande-Bretagne axe désormais ses relations avec les nations associées à l'UE, tandis que les Australiens et les Néo-Zélandais envisagent plutôt leur avenir dans le cadre du Sud-Est asiatique. Cependant, la plupart des Australiens et des Néo-Zélandais désirent continuer à faire partie du Commonwealth et conserver la monarchie. Pendant les années 1990-2000, des acteurs australiens ont connu de grands succès internationaux et Jeux olympiques d'été de 2000 à Sydney ont fourni un événement théâtral d'étalage pour les thèmes de la culture australienne. En 2008-011, après 25 ans de réforme économique par les premiers ministres Hawke (1983-1991) et Howard (1996-2007), et une période de croissance commerciale forte avec la Chine, l'Australie surpassait pratiquement chaque économie Occidentale - tandis que la crise économique saisissait le monde.
Aujourd'hui, le Canada fait toujours partie du Commonwealth et les relations entre les francophones et les anglophones continuent à poser des problèmes au Canada. Un référendum a eu lieu au Québec, cependant, en 1980, au cours duquel les Québécois ont voté pour rester intégrés au Canada.
Depuis 1991, les États-Unis sont la nation la plus puissante du monde et la seule superpuissance. Politiquement, les États-Unis sont dominés par les partis républicain et démocrate. Les Présidents des États-Unis entre 1980 et 2006 ont été Ronald Reagan, George H. W. Bush, Bill Clinton et George W. Bush. Depuis 1980, les Américains sont devenus beaucoup plus optimistes, quant à leur pays, qu'ils ne l'étaient dans les années 1970. Depuis les années 1960, un grand nombre d'immigrants sont venus aux États-Unis, principalement en provenance d'Asie et d'Amérique latine, le groupe le plus important étant les Mexicains. Un grand nombre d’entre eux sont venus également illégalement et ce problème a suscité beaucoup de débats aux États-Unis. Le 11 septembre 2001, les États-Unis ont subi la pire attaque terroriste de leur histoire. Quatre avions ont été détournés par des extrémistes islamistes et se sont écrasés sur le World Trade Center, le Pentagone et dans un champ en Pennsylvanie.
Barack Obama fut le premier Afro-Américain à accéder à la présidence des États-Unis en 2009. Son parcours a suscité chez les électeurs comme dans les médias du monde entier un grand intérêt.

### L’Occident et le monde

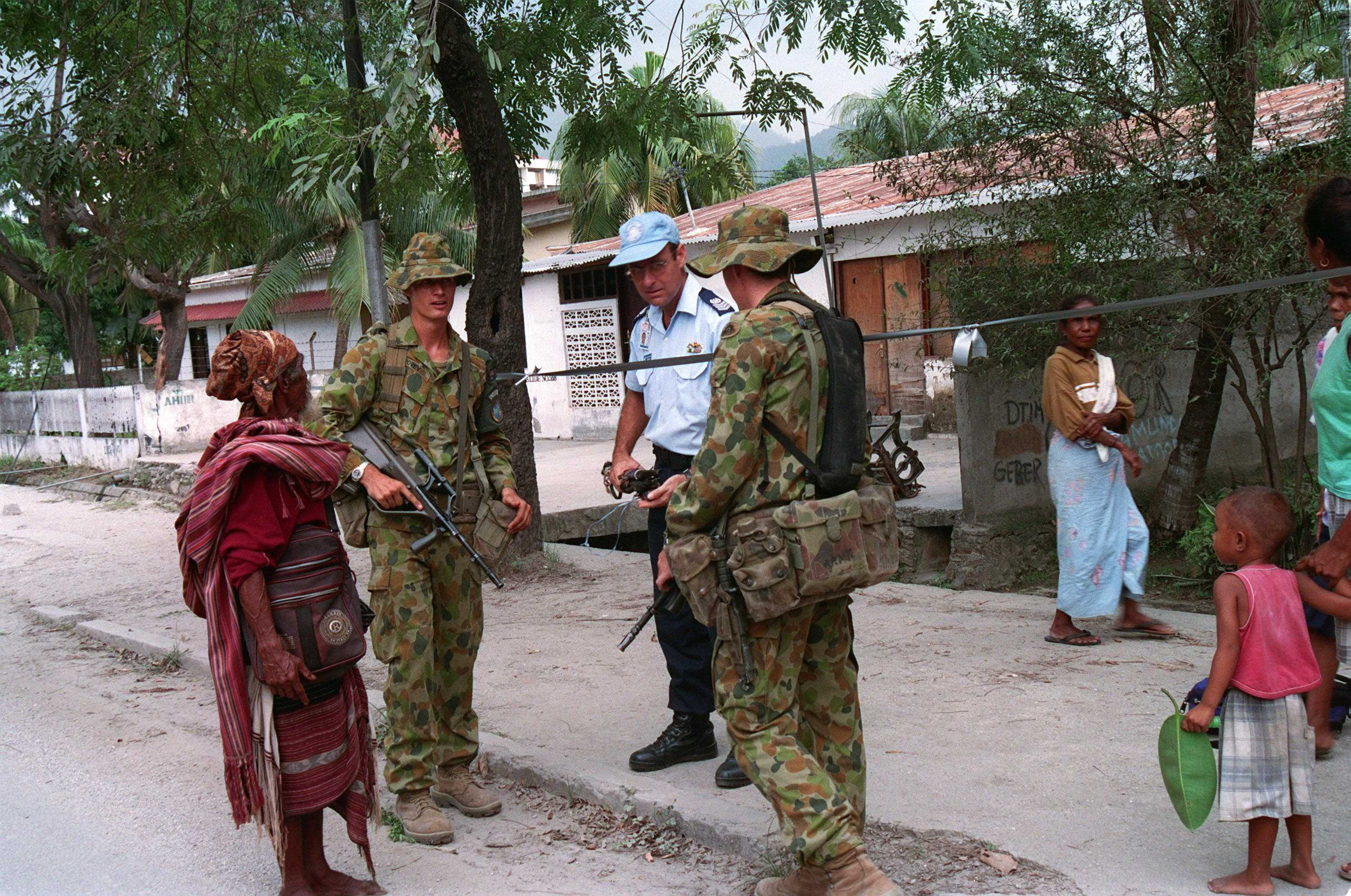
Des militaires et un policier australien du Force internationale pour le Timor Oriental discutant avec une civile en 2000.

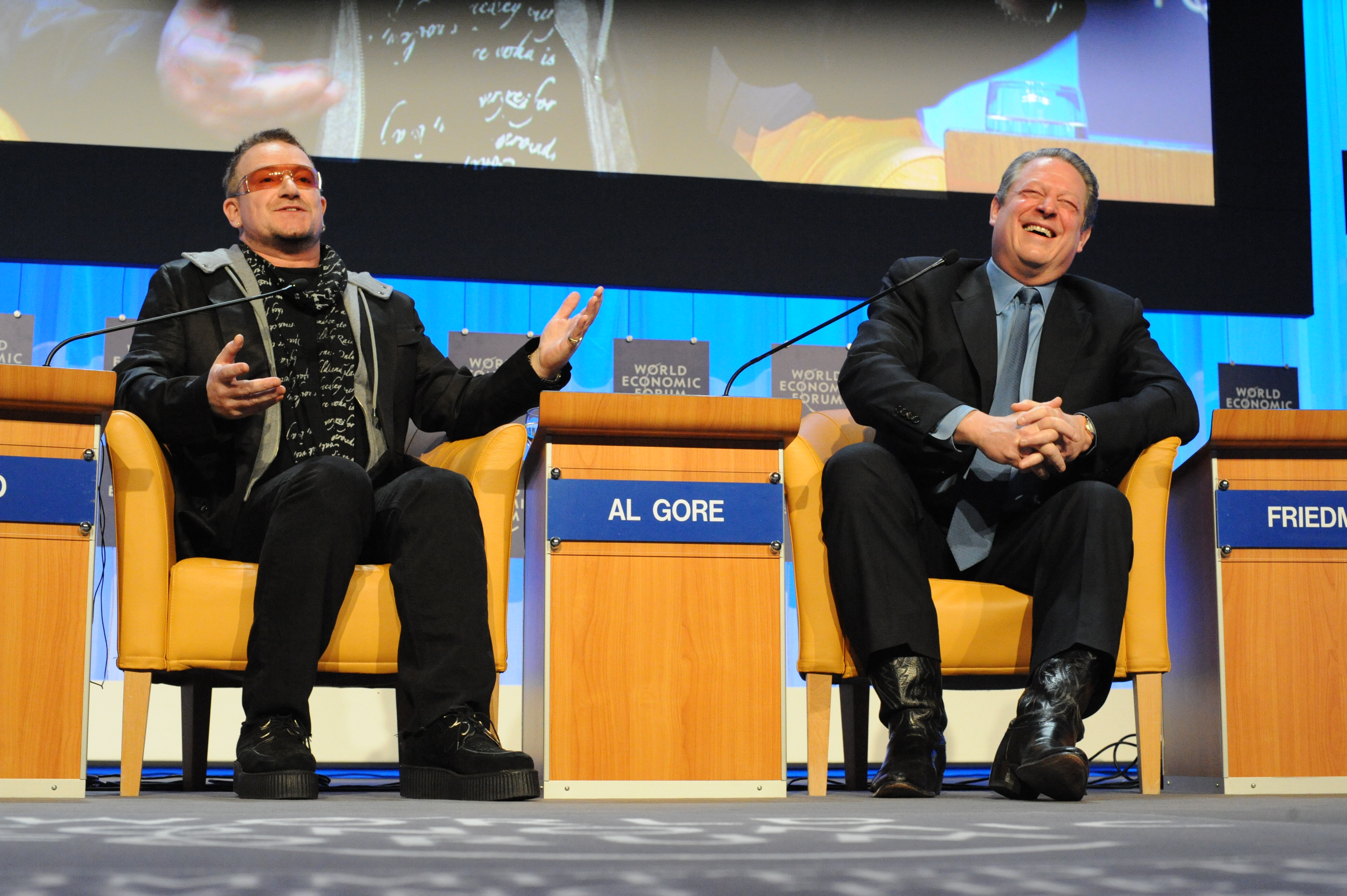
Bono avec Al Gore au Forum économique mondial de 2008.

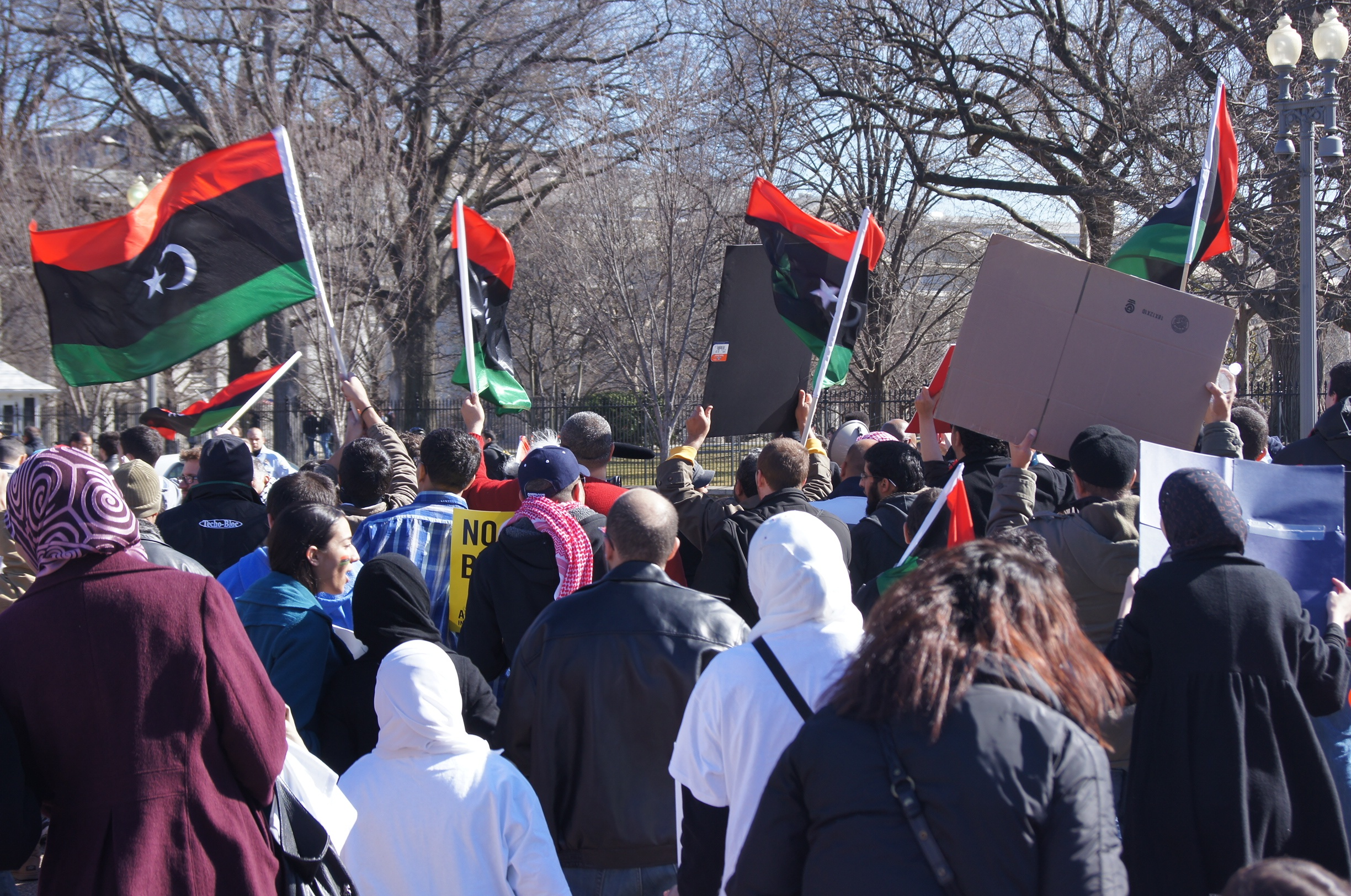
Manifestations de soutien au mouvement anti-Kadhafi de la diaspora libyenne à Washington DC, le 19 février 2011, durant la guerre civile libyenne de 2011.

Après 1998, les nations occidentales ont fourni des troupes et apporté leur aide dans de nombreuses zones dévastées du monde. Certaines de ces missions ont échoué, comme la tentative des États-Unis d’aider la Somalie au début des années 1990. Une opération de paix réussie a cependant été menée dans les Balkans à la fin des années 1990. Après la guerre froide, la Yougoslavie a éclaté en plusieurs pays selon des critères ethniques et bientôt les pays et les groupes ethniques au sein de l'ex-Yougoslavie ont commencé à s'entre-déchirer. Finalement, les troupes de l'OTAN sont arrivées en 1999 et le conflit s'est terminé. La plus grande guerre menée par l'Occident dans les années 1990, a été la guerre du golfe Persique. En 1990, une nation du Moyen-Orient, l’Irak, sous la férule de Saddam Hussein, a envahi un pays voisin, le minuscule Koweït. Après le refus des irakiens de retirer les troupes, l'ONU a envoyé un corps expéditionnaire en Irak pour libérer le Koweït. Les Américains, les Britanniques, les Français, les troupes égyptiennes et syriennes ont tous participé à la libération. La guerre s'est terminée en 1991, avec le retrait des troupes irakiennes du Koweït et l'accord de l'Irak pour permettre aux inspecteurs de l'ONU de rechercher des armes de destruction massive en Irak.
Les Australiens jouent un rôle actif dans leur région notamment, fournissant des prêts aux économies asiatiques pour récupérer de la crise financière asiatique, en organisant le Force internationale pour le Timor Oriental en 1999 (en quelle l'Australie a fourni le plus gros contingent de troupes, de matériel et d'équipement pour l'opération) ; RAMSI et l'opération « Helpem Fren » (c’est-à-dire « aider un ami » en les Îles Salomon commandé par l’Australie et la Nouvelle-Zélande, composé de soldats et de policiers, et avec des représentants d’une vingtaine d’autres nations du Pacifique ; et en participant en le réponse humanitaire au tremblement de terre du 26 décembre 2004, pour lequel l'Australie a envoyé un milliard de dollars d'aide en Indonésie. John Howard était une principale voix dans le Commonwealth des nations contre le régime de Robert Mugabe du Zimbabwe,.
L'Occident est devenu de plus en plus impopulaire au Moyen-Orient après la Seconde Guerre mondiale. Les États arabes n'appréciaient pas beaucoup le soutien apporté par l'Occident à Israël, suscitant une haine particulière envers les États-Unis, principal allié d'Israël. D’autre part, en partie pour assurer la stabilité de la région et un approvisionnement régulier en pétrole, nécessaire à l'économie mondiale, les États-Unis ont soutenu de nombreuses dictatures corrompues au Moyen-Orient. En 1979, une révolution islamiste en Iran a renversé le Shah pro-occidental et a créé une théocratie islamiste chiite et anti-occidentale. Après le retrait d'Afghanistan des troupes soviétiques, la plupart du pays est passé sous la domination d'une théocratie islamiste sunnite, les talibans. Les talibans ont offert un abri au groupe terroriste islamiste Al-Qaïda, fondé par un extrémiste exilé d’Arabie saoudite, Oussama ben Laden. Al-Qaïda a lancé une série d'attaques contre les intérêts étrangers des États-Unis dans les années 1990 et 2000. Après les attentats du 11 septembre 2001, toutefois, les États-Unis ont renversé le gouvernement taliban et capturé de nombreux dirigeants d'Al-Qaïda, ce qui a porté des coups sévères au groupe, bien que Ben Laden n'ait pas encore été capturé. En 2003, les États-Unis ont mené une guerre controversée en Irak parce que Saddam Hussein n'avait jamais rendu compte de ses armes de destruction massive. Au cours du mois de mai de cette année, les Américains, les Britanniques, les Polonais, les Espagnols et des troupes d'autres pays ont vaincu et occupé l'Irak. Les armes de destruction massive, cependant, n'ont jamais été retrouvées par la suite. En Afghanistan et en Irak, les États-Unis et ses alliés ont mis en place des gouvernements démocratiques. À la suite de la guerre en Irak, cependant, une insurrection composée d'un certain nombre de factions nationales et étrangères a coûté de nombreuses vies et rendu l'établissement d'un gouvernement très difficile.
Pendant les protestations et révolutions dans le monde arabe en 2010-2011, à l'initiative de la France et après le vote de la résolution 1973 du Conseil de sécurité des Nations unies, le 19 mars, une conférence internationale réunissant à Paris la France, la Grande-Bretagne, les États-Unis, l'Union européenne, la Ligue arabe, le secrétaire général des Nations-Unies et différents pays, décide d'une intervention des forces aériennes en Libye. À partir du 19 mars, les aviations ou les missiles français, britanniques et américains frappent donc des cibles militaires libyennes afin d'établir cette zone d'exclusion aérienne.